# Спасский, Борис Васильевич
Бори́с Васи́льевич Спа́сский (30 января 1937, Ленинград, РСФСР, СССР — 27 февраля 2025, Москва, Россия) — советский, французский и российский шахматист, гроссмейстер (1955), 10-й чемпион мира (1969—1972), заслуженный мастер спорта СССР (1965). Двукратный чемпион СССР (1961, 1973), десятикратный участник шахматных олимпиад.
Заявил о себе в 1955 году, выиграв чемпионат мира среди юношей и пройдя отбор в турнир претендентов. Однако затем не смог пройти отбор в два претендентских цикла подряд. В 1966 году завоевал право на матч на первенство мира против Тиграна Петросяна, но потерпел поражение. Через 3 года в матче с ним же завоевал шахматную корону. В 1972 году проиграл матч Роберту Фишеру. В 1976 году эмигрировал во Францию, в 2012 году вернулся в Россию. Продолжал выступать на высшем уровне до конца 1980-х годов. После смерти Василия Смыслова в 2010 году стал самым пожилым среди чемпионов мира по шахматам.
На первых порах Спасского отличал атакующий комбинационный стиль игры. Со временем он усовершенствовал дебютный репертуар, позиционное мастерство и эндшпильную технику и в период расцвета был универсальным игроком, исключительно сильным во всех компонентах игры.

## Биография

### Детство и юность
Спасский был вторым ребёнком в семье (старший брат Георгий родился в Ленинграде в 1934 году). Дед шахматиста протоиерей Владимир Спасский был депутатом Государственной думы IV созыва от Курской губернии. После начала Великой Отечественной войны, незадолго до начала блокады Борис вместе с братом был эвакуирован в село Коршик Оричевского района Кировской области. Они ехали во втором эшелоне, который, в отличие от первого и третьего, не попал под бомбардировки. Братья оказались в детском доме, где Борис в пятилетнем возрасте научился играть в шахматы. В 1943 году родители вырвались из осаждённого Ленинграда и забрали братьев в Подмосковье, семья стала жить в посёлке Свердловский Щёлковского района. Отец, командовавший автомобильным подразделением, в 1944 году покинул семью, оставив жену на третьем месяце беременности. В ноябре на свет появилась младшая сестра Бориса, Ираида, ставшая впоследствии гроссмейстером по шашкам и вице-чемпионкой мира по стоклеточным шашкам.
После окончания войны летом 1946 года семья вернулась в Ленинград. Однажды тем летом Борис оказался в ЦПКиО, увидел шахматный павильон и сразу же влюбился в шахматы. Он стал бывать в парке ежедневно, пропадая там с утра до позднего вечера. После закрытия павильона в том же 1946 году Борис поступил в шахматный кружок Ленинградского Дворца пионеров. Его первым тренером стал Владимир Зак («…в то голодное время он меня кормил. Потом уже показывал варианты…»). Будучи с детства необычайно одарённым, он быстро прогрессировал в 10 лет и за один год занятий выполнил норматив I разряда, став самым юным перворазрядником страны. В 1948 году он стал победителем юношеского первенства ДСО «Трудовые резервы» в Минске и разделил первое место в юношеском чемпионате Ленинграда.
С 1949 по 1955 год шахматист регулярно выступал за Ленинград на юношеских первенствах страны (в 1949 — победитель в составе команды). Позже он защищал цвета спортивного общества «Локомотив».

### Вхождение в шахматную элиту

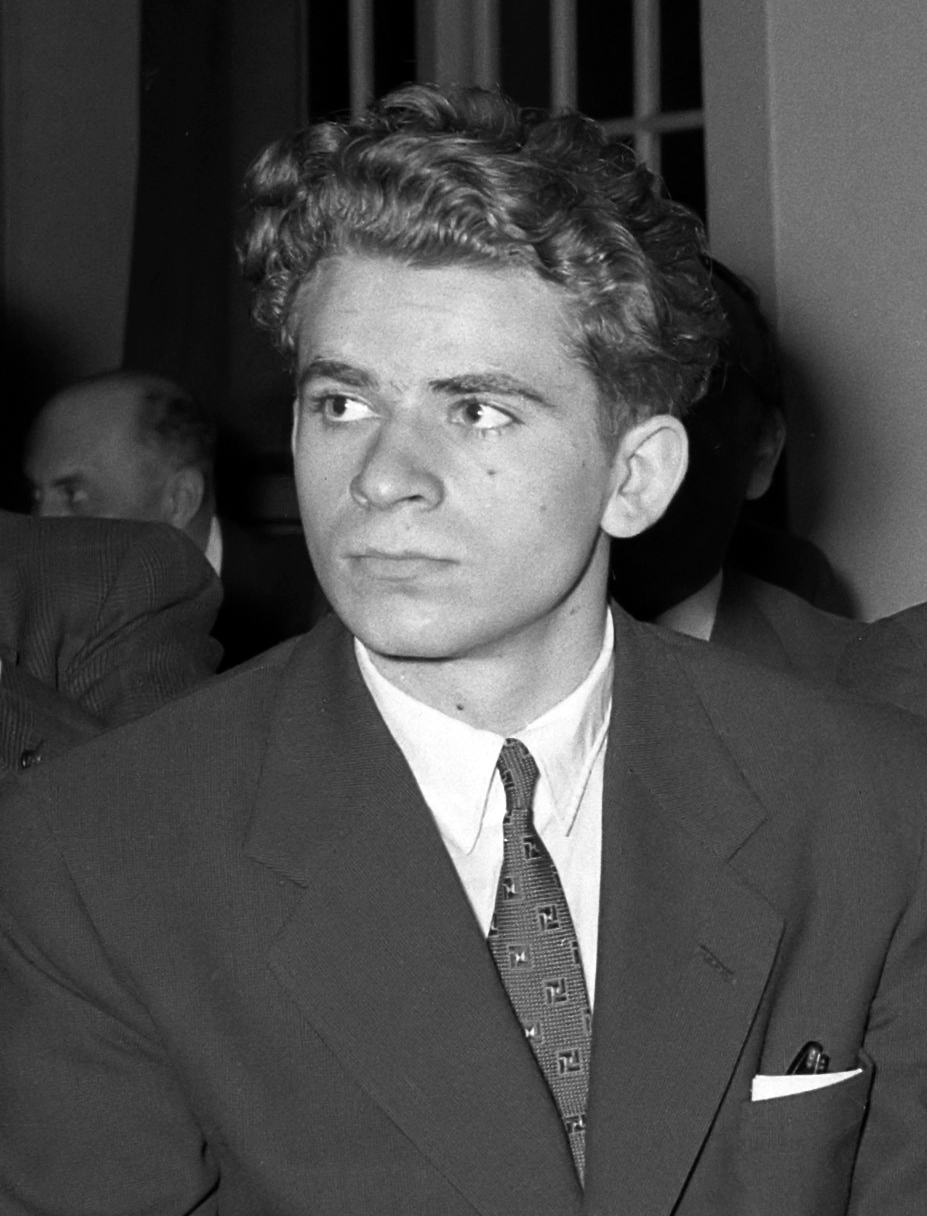
В 1956 году

В 1952 году Спасский поменял тренера: его наставником стал международный мастер (впоследствии гроссмейстер) Александр Толуш, один из сильнейших советских шахматистов послевоенных лет, мастер комбинационного стиля и изобретательный тактик. В 1952 году кандидат в мастера спорта Спасский впервые мерился силами с мастерами — в Рижском четвертьфинале 20-го чемпионата СССР он достиг 50-процентного результата. В чемпионате Ленинграда того же 1952 года Спасский занял второе место после Марка Тайманова, пройдя дистанцию без поражений и набрав 9½ очков из 13. В 1953 году он дебютировал на международной арене на турнире в Бухаресте и разделил 4—6 места, выполнив норму международного мастера. Вскоре ему было присвоено звание мастера спорта СССР. В 1954 году он победил в турнире молодых мастеров (Ленинград), а в полуфинале 22-го чемпионата СССР завоевал право участвовать в состязании сильнейших.
В 1955 году Спасский впервые участвовал в финале чемпионата страны — в 22-м чемпионате, являвшемся одновременно зональным отборочным турниром к первенству мира, — и разделил 3—6 места (с Михаилом Ботвинником, Тиграном Петросяном и Георгием Иливицким). В том же 1955 году в Антверпене он стал первым советским чемпионом мира по шахматам среди юношей. В девяти партиях советский шахматист сделал две ничьих и выиграл остальные. Юношеский чемпионат закончился 8 августа, а уже 15 августа начался межзональный турнир в Гётеборге. Спасский провёл большую часть турнира неровно, но три очка в четырёх последних партиях позволили ему разделить 7—9 места (при 21 участнике), пройти отбор в турнир претендентов на звание чемпиона мира по шахматам и выполнить норму гроссмейстера. В возрасте 18 лет он стал самым молодым гроссмейстером в истории на тот момент.
|   | a | b | c | d | e | f | g | h |   |
| - | --- | --- | --- | --- | --- | --- | --- | --- | - |
| 8 | a8 чёрная ладья · b8 чёрный конь · c8 чёрный ферзь · f8 чёрная ладья · g8 чёрный король · b7 чёрная пешка · c7 чёрный конь · g7 чёрный слон · h7 чёрная пешка · a6 чёрная пешка · d6 чёрная пешка · g6 чёрная пешка · c5 чёрная пешка · d5 белая пешка · e5 чёрная пешка · g5 белая пешка · h5 белая пешка · a4 белая пешка · c4 белая пешка · e4 белая пешка · f4 чёрная пешка · c3 белый конь · f3 белый конь · b2 белая пешка · d2 белый слон · f2 белая пешка · a1 белая ладья · d1 белый ферзь · e1 белый король · h1 белая ладья | a8 чёрная ладья · b8 чёрный конь · c8 чёрный ферзь · f8 чёрная ладья · g8 чёрный король · b7 чёрная пешка · c7 чёрный конь · g7 чёрный слон · h7 чёрная пешка · a6 чёрная пешка · d6 чёрная пешка · g6 чёрная пешка · c5 чёрная пешка · d5 белая пешка · e5 чёрная пешка · g5 белая пешка · h5 белая пешка · a4 белая пешка · c4 белая пешка · e4 белая пешка · f4 чёрная пешка · c3 белый конь · f3 белый конь · b2 белая пешка · d2 белый слон · f2 белая пешка · a1 белая ладья · d1 белый ферзь · e1 белый король · h1 белая ладья | a8 чёрная ладья · b8 чёрный конь · c8 чёрный ферзь · f8 чёрная ладья · g8 чёрный король · b7 чёрная пешка · c7 чёрный конь · g7 чёрный слон · h7 чёрная пешка · a6 чёрная пешка · d6 чёрная пешка · g6 чёрная пешка · c5 чёрная пешка · d5 белая пешка · e5 чёрная пешка · g5 белая пешка · h5 белая пешка · a4 белая пешка · c4 белая пешка · e4 белая пешка · f4 чёрная пешка · c3 белый конь · f3 белый конь · b2 белая пешка · d2 белый слон · f2 белая пешка · a1 белая ладья · d1 белый ферзь · e1 белый король · h1 белая ладья | a8 чёрная ладья · b8 чёрный конь · c8 чёрный ферзь · f8 чёрная ладья · g8 чёрный король · b7 чёрная пешка · c7 чёрный конь · g7 чёрный слон · h7 чёрная пешка · a6 чёрная пешка · d6 чёрная пешка · g6 чёрная пешка · c5 чёрная пешка · d5 белая пешка · e5 чёрная пешка · g5 белая пешка · h5 белая пешка · a4 белая пешка · c4 белая пешка · e4 белая пешка · f4 чёрная пешка · c3 белый конь · f3 белый конь · b2 белая пешка · d2 белый слон · f2 белая пешка · a1 белая ладья · d1 белый ферзь · e1 белый король · h1 белая ладья | a8 чёрная ладья · b8 чёрный конь · c8 чёрный ферзь · f8 чёрная ладья · g8 чёрный король · b7 чёрная пешка · c7 чёрный конь · g7 чёрный слон · h7 чёрная пешка · a6 чёрная пешка · d6 чёрная пешка · g6 чёрная пешка · c5 чёрная пешка · d5 белая пешка · e5 чёрная пешка · g5 белая пешка · h5 белая пешка · a4 белая пешка · c4 белая пешка · e4 белая пешка · f4 чёрная пешка · c3 белый конь · f3 белый конь · b2 белая пешка · d2 белый слон · f2 белая пешка · a1 белая ладья · d1 белый ферзь · e1 белый король · h1 белая ладья | a8 чёрная ладья · b8 чёрный конь · c8 чёрный ферзь · f8 чёрная ладья · g8 чёрный король · b7 чёрная пешка · c7 чёрный конь · g7 чёрный слон · h7 чёрная пешка · a6 чёрная пешка · d6 чёрная пешка · g6 чёрная пешка · c5 чёрная пешка · d5 белая пешка · e5 чёрная пешка · g5 белая пешка · h5 белая пешка · a4 белая пешка · c4 белая пешка · e4 белая пешка · f4 чёрная пешка · c3 белый конь · f3 белый конь · b2 белая пешка · d2 белый слон · f2 белая пешка · a1 белая ладья · d1 белый ферзь · e1 белый король · h1 белая ладья | a8 чёрная ладья · b8 чёрный конь · c8 чёрный ферзь · f8 чёрная ладья · g8 чёрный король · b7 чёрная пешка · c7 чёрный конь · g7 чёрный слон · h7 чёрная пешка · a6 чёрная пешка · d6 чёрная пешка · g6 чёрная пешка · c5 чёрная пешка · d5 белая пешка · e5 чёрная пешка · g5 белая пешка · h5 белая пешка · a4 белая пешка · c4 белая пешка · e4 белая пешка · f4 чёрная пешка · c3 белый конь · f3 белый конь · b2 белая пешка · d2 белый слон · f2 белая пешка · a1 белая ладья · d1 белый ферзь · e1 белый король · h1 белая ладья | a8 чёрная ладья · b8 чёрный конь · c8 чёрный ферзь · f8 чёрная ладья · g8 чёрный король · b7 чёрная пешка · c7 чёрный конь · g7 чёрный слон · h7 чёрная пешка · a6 чёрная пешка · d6 чёрная пешка · g6 чёрная пешка · c5 чёрная пешка · d5 белая пешка · e5 чёрная пешка · g5 белая пешка · h5 белая пешка · a4 белая пешка · c4 белая пешка · e4 белая пешка · f4 чёрная пешка · c3 белый конь · f3 белый конь · b2 белая пешка · d2 белый слон · f2 белая пешка · a1 белая ладья · d1 белый ферзь · e1 белый король · h1 белая ладья | 8 |
| 7 | a8 чёрная ладья · b8 чёрный конь · c8 чёрный ферзь · f8 чёрная ладья · g8 чёрный король · b7 чёрная пешка · c7 чёрный конь · g7 чёрный слон · h7 чёрная пешка · a6 чёрная пешка · d6 чёрная пешка · g6 чёрная пешка · c5 чёрная пешка · d5 белая пешка · e5 чёрная пешка · g5 белая пешка · h5 белая пешка · a4 белая пешка · c4 белая пешка · e4 белая пешка · f4 чёрная пешка · c3 белый конь · f3 белый конь · b2 белая пешка · d2 белый слон · f2 белая пешка · a1 белая ладья · d1 белый ферзь · e1 белый король · h1 белая ладья | a8 чёрная ладья · b8 чёрный конь · c8 чёрный ферзь · f8 чёрная ладья · g8 чёрный король · b7 чёрная пешка · c7 чёрный конь · g7 чёрный слон · h7 чёрная пешка · a6 чёрная пешка · d6 чёрная пешка · g6 чёрная пешка · c5 чёрная пешка · d5 белая пешка · e5 чёрная пешка · g5 белая пешка · h5 белая пешка · a4 белая пешка · c4 белая пешка · e4 белая пешка · f4 чёрная пешка · c3 белый конь · f3 белый конь · b2 белая пешка · d2 белый слон · f2 белая пешка · a1 белая ладья · d1 белый ферзь · e1 белый король · h1 белая ладья | a8 чёрная ладья · b8 чёрный конь · c8 чёрный ферзь · f8 чёрная ладья · g8 чёрный король · b7 чёрная пешка · c7 чёрный конь · g7 чёрный слон · h7 чёрная пешка · a6 чёрная пешка · d6 чёрная пешка · g6 чёрная пешка · c5 чёрная пешка · d5 белая пешка · e5 чёрная пешка · g5 белая пешка · h5 белая пешка · a4 белая пешка · c4 белая пешка · e4 белая пешка · f4 чёрная пешка · c3 белый конь · f3 белый конь · b2 белая пешка · d2 белый слон · f2 белая пешка · a1 белая ладья · d1 белый ферзь · e1 белый король · h1 белая ладья | a8 чёрная ладья · b8 чёрный конь · c8 чёрный ферзь · f8 чёрная ладья · g8 чёрный король · b7 чёрная пешка · c7 чёрный конь · g7 чёрный слон · h7 чёрная пешка · a6 чёрная пешка · d6 чёрная пешка · g6 чёрная пешка · c5 чёрная пешка · d5 белая пешка · e5 чёрная пешка · g5 белая пешка · h5 белая пешка · a4 белая пешка · c4 белая пешка · e4 белая пешка · f4 чёрная пешка · c3 белый конь · f3 белый конь · b2 белая пешка · d2 белый слон · f2 белая пешка · a1 белая ладья · d1 белый ферзь · e1 белый король · h1 белая ладья | a8 чёрная ладья · b8 чёрный конь · c8 чёрный ферзь · f8 чёрная ладья · g8 чёрный король · b7 чёрная пешка · c7 чёрный конь · g7 чёрный слон · h7 чёрная пешка · a6 чёрная пешка · d6 чёрная пешка · g6 чёрная пешка · c5 чёрная пешка · d5 белая пешка · e5 чёрная пешка · g5 белая пешка · h5 белая пешка · a4 белая пешка · c4 белая пешка · e4 белая пешка · f4 чёрная пешка · c3 белый конь · f3 белый конь · b2 белая пешка · d2 белый слон · f2 белая пешка · a1 белая ладья · d1 белый ферзь · e1 белый король · h1 белая ладья | a8 чёрная ладья · b8 чёрный конь · c8 чёрный ферзь · f8 чёрная ладья · g8 чёрный король · b7 чёрная пешка · c7 чёрный конь · g7 чёрный слон · h7 чёрная пешка · a6 чёрная пешка · d6 чёрная пешка · g6 чёрная пешка · c5 чёрная пешка · d5 белая пешка · e5 чёрная пешка · g5 белая пешка · h5 белая пешка · a4 белая пешка · c4 белая пешка · e4 белая пешка · f4 чёрная пешка · c3 белый конь · f3 белый конь · b2 белая пешка · d2 белый слон · f2 белая пешка · a1 белая ладья · d1 белый ферзь · e1 белый король · h1 белая ладья | a8 чёрная ладья · b8 чёрный конь · c8 чёрный ферзь · f8 чёрная ладья · g8 чёрный король · b7 чёрная пешка · c7 чёрный конь · g7 чёрный слон · h7 чёрная пешка · a6 чёрная пешка · d6 чёрная пешка · g6 чёрная пешка · c5 чёрная пешка · d5 белая пешка · e5 чёрная пешка · g5 белая пешка · h5 белая пешка · a4 белая пешка · c4 белая пешка · e4 белая пешка · f4 чёрная пешка · c3 белый конь · f3 белый конь · b2 белая пешка · d2 белый слон · f2 белая пешка · a1 белая ладья · d1 белый ферзь · e1 белый король · h1 белая ладья | a8 чёрная ладья · b8 чёрный конь · c8 чёрный ферзь · f8 чёрная ладья · g8 чёрный король · b7 чёрная пешка · c7 чёрный конь · g7 чёрный слон · h7 чёрная пешка · a6 чёрная пешка · d6 чёрная пешка · g6 чёрная пешка · c5 чёрная пешка · d5 белая пешка · e5 чёрная пешка · g5 белая пешка · h5 белая пешка · a4 белая пешка · c4 белая пешка · e4 белая пешка · f4 чёрная пешка · c3 белый конь · f3 белый конь · b2 белая пешка · d2 белый слон · f2 белая пешка · a1 белая ладья · d1 белый ферзь · e1 белый король · h1 белая ладья | 7 |
| 6 | a8 чёрная ладья · b8 чёрный конь · c8 чёрный ферзь · f8 чёрная ладья · g8 чёрный король · b7 чёрная пешка · c7 чёрный конь · g7 чёрный слон · h7 чёрная пешка · a6 чёрная пешка · d6 чёрная пешка · g6 чёрная пешка · c5 чёрная пешка · d5 белая пешка · e5 чёрная пешка · g5 белая пешка · h5 белая пешка · a4 белая пешка · c4 белая пешка · e4 белая пешка · f4 чёрная пешка · c3 белый конь · f3 белый конь · b2 белая пешка · d2 белый слон · f2 белая пешка · a1 белая ладья · d1 белый ферзь · e1 белый король · h1 белая ладья | a8 чёрная ладья · b8 чёрный конь · c8 чёрный ферзь · f8 чёрная ладья · g8 чёрный король · b7 чёрная пешка · c7 чёрный конь · g7 чёрный слон · h7 чёрная пешка · a6 чёрная пешка · d6 чёрная пешка · g6 чёрная пешка · c5 чёрная пешка · d5 белая пешка · e5 чёрная пешка · g5 белая пешка · h5 белая пешка · a4 белая пешка · c4 белая пешка · e4 белая пешка · f4 чёрная пешка · c3 белый конь · f3 белый конь · b2 белая пешка · d2 белый слон · f2 белая пешка · a1 белая ладья · d1 белый ферзь · e1 белый король · h1 белая ладья | a8 чёрная ладья · b8 чёрный конь · c8 чёрный ферзь · f8 чёрная ладья · g8 чёрный король · b7 чёрная пешка · c7 чёрный конь · g7 чёрный слон · h7 чёрная пешка · a6 чёрная пешка · d6 чёрная пешка · g6 чёрная пешка · c5 чёрная пешка · d5 белая пешка · e5 чёрная пешка · g5 белая пешка · h5 белая пешка · a4 белая пешка · c4 белая пешка · e4 белая пешка · f4 чёрная пешка · c3 белый конь · f3 белый конь · b2 белая пешка · d2 белый слон · f2 белая пешка · a1 белая ладья · d1 белый ферзь · e1 белый король · h1 белая ладья | a8 чёрная ладья · b8 чёрный конь · c8 чёрный ферзь · f8 чёрная ладья · g8 чёрный король · b7 чёрная пешка · c7 чёрный конь · g7 чёрный слон · h7 чёрная пешка · a6 чёрная пешка · d6 чёрная пешка · g6 чёрная пешка · c5 чёрная пешка · d5 белая пешка · e5 чёрная пешка · g5 белая пешка · h5 белая пешка · a4 белая пешка · c4 белая пешка · e4 белая пешка · f4 чёрная пешка · c3 белый конь · f3 белый конь · b2 белая пешка · d2 белый слон · f2 белая пешка · a1 белая ладья · d1 белый ферзь · e1 белый король · h1 белая ладья | a8 чёрная ладья · b8 чёрный конь · c8 чёрный ферзь · f8 чёрная ладья · g8 чёрный король · b7 чёрная пешка · c7 чёрный конь · g7 чёрный слон · h7 чёрная пешка · a6 чёрная пешка · d6 чёрная пешка · g6 чёрная пешка · c5 чёрная пешка · d5 белая пешка · e5 чёрная пешка · g5 белая пешка · h5 белая пешка · a4 белая пешка · c4 белая пешка · e4 белая пешка · f4 чёрная пешка · c3 белый конь · f3 белый конь · b2 белая пешка · d2 белый слон · f2 белая пешка · a1 белая ладья · d1 белый ферзь · e1 белый король · h1 белая ладья | a8 чёрная ладья · b8 чёрный конь · c8 чёрный ферзь · f8 чёрная ладья · g8 чёрный король · b7 чёрная пешка · c7 чёрный конь · g7 чёрный слон · h7 чёрная пешка · a6 чёрная пешка · d6 чёрная пешка · g6 чёрная пешка · c5 чёрная пешка · d5 белая пешка · e5 чёрная пешка · g5 белая пешка · h5 белая пешка · a4 белая пешка · c4 белая пешка · e4 белая пешка · f4 чёрная пешка · c3 белый конь · f3 белый конь · b2 белая пешка · d2 белый слон · f2 белая пешка · a1 белая ладья · d1 белый ферзь · e1 белый король · h1 белая ладья | a8 чёрная ладья · b8 чёрный конь · c8 чёрный ферзь · f8 чёрная ладья · g8 чёрный король · b7 чёрная пешка · c7 чёрный конь · g7 чёрный слон · h7 чёрная пешка · a6 чёрная пешка · d6 чёрная пешка · g6 чёрная пешка · c5 чёрная пешка · d5 белая пешка · e5 чёрная пешка · g5 белая пешка · h5 белая пешка · a4 белая пешка · c4 белая пешка · e4 белая пешка · f4 чёрная пешка · c3 белый конь · f3 белый конь · b2 белая пешка · d2 белый слон · f2 белая пешка · a1 белая ладья · d1 белый ферзь · e1 белый король · h1 белая ладья | a8 чёрная ладья · b8 чёрный конь · c8 чёрный ферзь · f8 чёрная ладья · g8 чёрный король · b7 чёрная пешка · c7 чёрный конь · g7 чёрный слон · h7 чёрная пешка · a6 чёрная пешка · d6 чёрная пешка · g6 чёрная пешка · c5 чёрная пешка · d5 белая пешка · e5 чёрная пешка · g5 белая пешка · h5 белая пешка · a4 белая пешка · c4 белая пешка · e4 белая пешка · f4 чёрная пешка · c3 белый конь · f3 белый конь · b2 белая пешка · d2 белый слон · f2 белая пешка · a1 белая ладья · d1 белый ферзь · e1 белый король · h1 белая ладья | 6 |
| 5 | a8 чёрная ладья · b8 чёрный конь · c8 чёрный ферзь · f8 чёрная ладья · g8 чёрный король · b7 чёрная пешка · c7 чёрный конь · g7 чёрный слон · h7 чёрная пешка · a6 чёрная пешка · d6 чёрная пешка · g6 чёрная пешка · c5 чёрная пешка · d5 белая пешка · e5 чёрная пешка · g5 белая пешка · h5 белая пешка · a4 белая пешка · c4 белая пешка · e4 белая пешка · f4 чёрная пешка · c3 белый конь · f3 белый конь · b2 белая пешка · d2 белый слон · f2 белая пешка · a1 белая ладья · d1 белый ферзь · e1 белый король · h1 белая ладья | a8 чёрная ладья · b8 чёрный конь · c8 чёрный ферзь · f8 чёрная ладья · g8 чёрный король · b7 чёрная пешка · c7 чёрный конь · g7 чёрный слон · h7 чёрная пешка · a6 чёрная пешка · d6 чёрная пешка · g6 чёрная пешка · c5 чёрная пешка · d5 белая пешка · e5 чёрная пешка · g5 белая пешка · h5 белая пешка · a4 белая пешка · c4 белая пешка · e4 белая пешка · f4 чёрная пешка · c3 белый конь · f3 белый конь · b2 белая пешка · d2 белый слон · f2 белая пешка · a1 белая ладья · d1 белый ферзь · e1 белый король · h1 белая ладья | a8 чёрная ладья · b8 чёрный конь · c8 чёрный ферзь · f8 чёрная ладья · g8 чёрный король · b7 чёрная пешка · c7 чёрный конь · g7 чёрный слон · h7 чёрная пешка · a6 чёрная пешка · d6 чёрная пешка · g6 чёрная пешка · c5 чёрная пешка · d5 белая пешка · e5 чёрная пешка · g5 белая пешка · h5 белая пешка · a4 белая пешка · c4 белая пешка · e4 белая пешка · f4 чёрная пешка · c3 белый конь · f3 белый конь · b2 белая пешка · d2 белый слон · f2 белая пешка · a1 белая ладья · d1 белый ферзь · e1 белый король · h1 белая ладья | a8 чёрная ладья · b8 чёрный конь · c8 чёрный ферзь · f8 чёрная ладья · g8 чёрный король · b7 чёрная пешка · c7 чёрный конь · g7 чёрный слон · h7 чёрная пешка · a6 чёрная пешка · d6 чёрная пешка · g6 чёрная пешка · c5 чёрная пешка · d5 белая пешка · e5 чёрная пешка · g5 белая пешка · h5 белая пешка · a4 белая пешка · c4 белая пешка · e4 белая пешка · f4 чёрная пешка · c3 белый конь · f3 белый конь · b2 белая пешка · d2 белый слон · f2 белая пешка · a1 белая ладья · d1 белый ферзь · e1 белый король · h1 белая ладья | a8 чёрная ладья · b8 чёрный конь · c8 чёрный ферзь · f8 чёрная ладья · g8 чёрный король · b7 чёрная пешка · c7 чёрный конь · g7 чёрный слон · h7 чёрная пешка · a6 чёрная пешка · d6 чёрная пешка · g6 чёрная пешка · c5 чёрная пешка · d5 белая пешка · e5 чёрная пешка · g5 белая пешка · h5 белая пешка · a4 белая пешка · c4 белая пешка · e4 белая пешка · f4 чёрная пешка · c3 белый конь · f3 белый конь · b2 белая пешка · d2 белый слон · f2 белая пешка · a1 белая ладья · d1 белый ферзь · e1 белый король · h1 белая ладья | a8 чёрная ладья · b8 чёрный конь · c8 чёрный ферзь · f8 чёрная ладья · g8 чёрный король · b7 чёрная пешка · c7 чёрный конь · g7 чёрный слон · h7 чёрная пешка · a6 чёрная пешка · d6 чёрная пешка · g6 чёрная пешка · c5 чёрная пешка · d5 белая пешка · e5 чёрная пешка · g5 белая пешка · h5 белая пешка · a4 белая пешка · c4 белая пешка · e4 белая пешка · f4 чёрная пешка · c3 белый конь · f3 белый конь · b2 белая пешка · d2 белый слон · f2 белая пешка · a1 белая ладья · d1 белый ферзь · e1 белый король · h1 белая ладья | a8 чёрная ладья · b8 чёрный конь · c8 чёрный ферзь · f8 чёрная ладья · g8 чёрный король · b7 чёрная пешка · c7 чёрный конь · g7 чёрный слон · h7 чёрная пешка · a6 чёрная пешка · d6 чёрная пешка · g6 чёрная пешка · c5 чёрная пешка · d5 белая пешка · e5 чёрная пешка · g5 белая пешка · h5 белая пешка · a4 белая пешка · c4 белая пешка · e4 белая пешка · f4 чёрная пешка · c3 белый конь · f3 белый конь · b2 белая пешка · d2 белый слон · f2 белая пешка · a1 белая ладья · d1 белый ферзь · e1 белый король · h1 белая ладья | a8 чёрная ладья · b8 чёрный конь · c8 чёрный ферзь · f8 чёрная ладья · g8 чёрный король · b7 чёрная пешка · c7 чёрный конь · g7 чёрный слон · h7 чёрная пешка · a6 чёрная пешка · d6 чёрная пешка · g6 чёрная пешка · c5 чёрная пешка · d5 белая пешка · e5 чёрная пешка · g5 белая пешка · h5 белая пешка · a4 белая пешка · c4 белая пешка · e4 белая пешка · f4 чёрная пешка · c3 белый конь · f3 белый конь · b2 белая пешка · d2 белый слон · f2 белая пешка · a1 белая ладья · d1 белый ферзь · e1 белый король · h1 белая ладья | 5 |
| 4 | a8 чёрная ладья · b8 чёрный конь · c8 чёрный ферзь · f8 чёрная ладья · g8 чёрный король · b7 чёрная пешка · c7 чёрный конь · g7 чёрный слон · h7 чёрная пешка · a6 чёрная пешка · d6 чёрная пешка · g6 чёрная пешка · c5 чёрная пешка · d5 белая пешка · e5 чёрная пешка · g5 белая пешка · h5 белая пешка · a4 белая пешка · c4 белая пешка · e4 белая пешка · f4 чёрная пешка · c3 белый конь · f3 белый конь · b2 белая пешка · d2 белый слон · f2 белая пешка · a1 белая ладья · d1 белый ферзь · e1 белый король · h1 белая ладья | a8 чёрная ладья · b8 чёрный конь · c8 чёрный ферзь · f8 чёрная ладья · g8 чёрный король · b7 чёрная пешка · c7 чёрный конь · g7 чёрный слон · h7 чёрная пешка · a6 чёрная пешка · d6 чёрная пешка · g6 чёрная пешка · c5 чёрная пешка · d5 белая пешка · e5 чёрная пешка · g5 белая пешка · h5 белая пешка · a4 белая пешка · c4 белая пешка · e4 белая пешка · f4 чёрная пешка · c3 белый конь · f3 белый конь · b2 белая пешка · d2 белый слон · f2 белая пешка · a1 белая ладья · d1 белый ферзь · e1 белый король · h1 белая ладья | a8 чёрная ладья · b8 чёрный конь · c8 чёрный ферзь · f8 чёрная ладья · g8 чёрный король · b7 чёрная пешка · c7 чёрный конь · g7 чёрный слон · h7 чёрная пешка · a6 чёрная пешка · d6 чёрная пешка · g6 чёрная пешка · c5 чёрная пешка · d5 белая пешка · e5 чёрная пешка · g5 белая пешка · h5 белая пешка · a4 белая пешка · c4 белая пешка · e4 белая пешка · f4 чёрная пешка · c3 белый конь · f3 белый конь · b2 белая пешка · d2 белый слон · f2 белая пешка · a1 белая ладья · d1 белый ферзь · e1 белый король · h1 белая ладья | a8 чёрная ладья · b8 чёрный конь · c8 чёрный ферзь · f8 чёрная ладья · g8 чёрный король · b7 чёрная пешка · c7 чёрный конь · g7 чёрный слон · h7 чёрная пешка · a6 чёрная пешка · d6 чёрная пешка · g6 чёрная пешка · c5 чёрная пешка · d5 белая пешка · e5 чёрная пешка · g5 белая пешка · h5 белая пешка · a4 белая пешка · c4 белая пешка · e4 белая пешка · f4 чёрная пешка · c3 белый конь · f3 белый конь · b2 белая пешка · d2 белый слон · f2 белая пешка · a1 белая ладья · d1 белый ферзь · e1 белый король · h1 белая ладья | a8 чёрная ладья · b8 чёрный конь · c8 чёрный ферзь · f8 чёрная ладья · g8 чёрный король · b7 чёрная пешка · c7 чёрный конь · g7 чёрный слон · h7 чёрная пешка · a6 чёрная пешка · d6 чёрная пешка · g6 чёрная пешка · c5 чёрная пешка · d5 белая пешка · e5 чёрная пешка · g5 белая пешка · h5 белая пешка · a4 белая пешка · c4 белая пешка · e4 белая пешка · f4 чёрная пешка · c3 белый конь · f3 белый конь · b2 белая пешка · d2 белый слон · f2 белая пешка · a1 белая ладья · d1 белый ферзь · e1 белый король · h1 белая ладья | a8 чёрная ладья · b8 чёрный конь · c8 чёрный ферзь · f8 чёрная ладья · g8 чёрный король · b7 чёрная пешка · c7 чёрный конь · g7 чёрный слон · h7 чёрная пешка · a6 чёрная пешка · d6 чёрная пешка · g6 чёрная пешка · c5 чёрная пешка · d5 белая пешка · e5 чёрная пешка · g5 белая пешка · h5 белая пешка · a4 белая пешка · c4 белая пешка · e4 белая пешка · f4 чёрная пешка · c3 белый конь · f3 белый конь · b2 белая пешка · d2 белый слон · f2 белая пешка · a1 белая ладья · d1 белый ферзь · e1 белый король · h1 белая ладья | a8 чёрная ладья · b8 чёрный конь · c8 чёрный ферзь · f8 чёрная ладья · g8 чёрный король · b7 чёрная пешка · c7 чёрный конь · g7 чёрный слон · h7 чёрная пешка · a6 чёрная пешка · d6 чёрная пешка · g6 чёрная пешка · c5 чёрная пешка · d5 белая пешка · e5 чёрная пешка · g5 белая пешка · h5 белая пешка · a4 белая пешка · c4 белая пешка · e4 белая пешка · f4 чёрная пешка · c3 белый конь · f3 белый конь · b2 белая пешка · d2 белый слон · f2 белая пешка · a1 белая ладья · d1 белый ферзь · e1 белый король · h1 белая ладья | a8 чёрная ладья · b8 чёрный конь · c8 чёрный ферзь · f8 чёрная ладья · g8 чёрный король · b7 чёрная пешка · c7 чёрный конь · g7 чёрный слон · h7 чёрная пешка · a6 чёрная пешка · d6 чёрная пешка · g6 чёрная пешка · c5 чёрная пешка · d5 белая пешка · e5 чёрная пешка · g5 белая пешка · h5 белая пешка · a4 белая пешка · c4 белая пешка · e4 белая пешка · f4 чёрная пешка · c3 белый конь · f3 белый конь · b2 белая пешка · d2 белый слон · f2 белая пешка · a1 белая ладья · d1 белый ферзь · e1 белый король · h1 белая ладья | 4 |
| 3 | a8 чёрная ладья · b8 чёрный конь · c8 чёрный ферзь · f8 чёрная ладья · g8 чёрный король · b7 чёрная пешка · c7 чёрный конь · g7 чёрный слон · h7 чёрная пешка · a6 чёрная пешка · d6 чёрная пешка · g6 чёрная пешка · c5 чёрная пешка · d5 белая пешка · e5 чёрная пешка · g5 белая пешка · h5 белая пешка · a4 белая пешка · c4 белая пешка · e4 белая пешка · f4 чёрная пешка · c3 белый конь · f3 белый конь · b2 белая пешка · d2 белый слон · f2 белая пешка · a1 белая ладья · d1 белый ферзь · e1 белый король · h1 белая ладья | a8 чёрная ладья · b8 чёрный конь · c8 чёрный ферзь · f8 чёрная ладья · g8 чёрный король · b7 чёрная пешка · c7 чёрный конь · g7 чёрный слон · h7 чёрная пешка · a6 чёрная пешка · d6 чёрная пешка · g6 чёрная пешка · c5 чёрная пешка · d5 белая пешка · e5 чёрная пешка · g5 белая пешка · h5 белая пешка · a4 белая пешка · c4 белая пешка · e4 белая пешка · f4 чёрная пешка · c3 белый конь · f3 белый конь · b2 белая пешка · d2 белый слон · f2 белая пешка · a1 белая ладья · d1 белый ферзь · e1 белый король · h1 белая ладья | a8 чёрная ладья · b8 чёрный конь · c8 чёрный ферзь · f8 чёрная ладья · g8 чёрный король · b7 чёрная пешка · c7 чёрный конь · g7 чёрный слон · h7 чёрная пешка · a6 чёрная пешка · d6 чёрная пешка · g6 чёрная пешка · c5 чёрная пешка · d5 белая пешка · e5 чёрная пешка · g5 белая пешка · h5 белая пешка · a4 белая пешка · c4 белая пешка · e4 белая пешка · f4 чёрная пешка · c3 белый конь · f3 белый конь · b2 белая пешка · d2 белый слон · f2 белая пешка · a1 белая ладья · d1 белый ферзь · e1 белый король · h1 белая ладья | a8 чёрная ладья · b8 чёрный конь · c8 чёрный ферзь · f8 чёрная ладья · g8 чёрный король · b7 чёрная пешка · c7 чёрный конь · g7 чёрный слон · h7 чёрная пешка · a6 чёрная пешка · d6 чёрная пешка · g6 чёрная пешка · c5 чёрная пешка · d5 белая пешка · e5 чёрная пешка · g5 белая пешка · h5 белая пешка · a4 белая пешка · c4 белая пешка · e4 белая пешка · f4 чёрная пешка · c3 белый конь · f3 белый конь · b2 белая пешка · d2 белый слон · f2 белая пешка · a1 белая ладья · d1 белый ферзь · e1 белый король · h1 белая ладья | a8 чёрная ладья · b8 чёрный конь · c8 чёрный ферзь · f8 чёрная ладья · g8 чёрный король · b7 чёрная пешка · c7 чёрный конь · g7 чёрный слон · h7 чёрная пешка · a6 чёрная пешка · d6 чёрная пешка · g6 чёрная пешка · c5 чёрная пешка · d5 белая пешка · e5 чёрная пешка · g5 белая пешка · h5 белая пешка · a4 белая пешка · c4 белая пешка · e4 белая пешка · f4 чёрная пешка · c3 белый конь · f3 белый конь · b2 белая пешка · d2 белый слон · f2 белая пешка · a1 белая ладья · d1 белый ферзь · e1 белый король · h1 белая ладья | a8 чёрная ладья · b8 чёрный конь · c8 чёрный ферзь · f8 чёрная ладья · g8 чёрный король · b7 чёрная пешка · c7 чёрный конь · g7 чёрный слон · h7 чёрная пешка · a6 чёрная пешка · d6 чёрная пешка · g6 чёрная пешка · c5 чёрная пешка · d5 белая пешка · e5 чёрная пешка · g5 белая пешка · h5 белая пешка · a4 белая пешка · c4 белая пешка · e4 белая пешка · f4 чёрная пешка · c3 белый конь · f3 белый конь · b2 белая пешка · d2 белый слон · f2 белая пешка · a1 белая ладья · d1 белый ферзь · e1 белый король · h1 белая ладья | a8 чёрная ладья · b8 чёрный конь · c8 чёрный ферзь · f8 чёрная ладья · g8 чёрный король · b7 чёрная пешка · c7 чёрный конь · g7 чёрный слон · h7 чёрная пешка · a6 чёрная пешка · d6 чёрная пешка · g6 чёрная пешка · c5 чёрная пешка · d5 белая пешка · e5 чёрная пешка · g5 белая пешка · h5 белая пешка · a4 белая пешка · c4 белая пешка · e4 белая пешка · f4 чёрная пешка · c3 белый конь · f3 белый конь · b2 белая пешка · d2 белый слон · f2 белая пешка · a1 белая ладья · d1 белый ферзь · e1 белый король · h1 белая ладья | a8 чёрная ладья · b8 чёрный конь · c8 чёрный ферзь · f8 чёрная ладья · g8 чёрный король · b7 чёрная пешка · c7 чёрный конь · g7 чёрный слон · h7 чёрная пешка · a6 чёрная пешка · d6 чёрная пешка · g6 чёрная пешка · c5 чёрная пешка · d5 белая пешка · e5 чёрная пешка · g5 белая пешка · h5 белая пешка · a4 белая пешка · c4 белая пешка · e4 белая пешка · f4 чёрная пешка · c3 белый конь · f3 белый конь · b2 белая пешка · d2 белый слон · f2 белая пешка · a1 белая ладья · d1 белый ферзь · e1 белый король · h1 белая ладья | 3 |
| 2 | a8 чёрная ладья · b8 чёрный конь · c8 чёрный ферзь · f8 чёрная ладья · g8 чёрный король · b7 чёрная пешка · c7 чёрный конь · g7 чёрный слон · h7 чёрная пешка · a6 чёрная пешка · d6 чёрная пешка · g6 чёрная пешка · c5 чёрная пешка · d5 белая пешка · e5 чёрная пешка · g5 белая пешка · h5 белая пешка · a4 белая пешка · c4 белая пешка · e4 белая пешка · f4 чёрная пешка · c3 белый конь · f3 белый конь · b2 белая пешка · d2 белый слон · f2 белая пешка · a1 белая ладья · d1 белый ферзь · e1 белый король · h1 белая ладья | a8 чёрная ладья · b8 чёрный конь · c8 чёрный ферзь · f8 чёрная ладья · g8 чёрный король · b7 чёрная пешка · c7 чёрный конь · g7 чёрный слон · h7 чёрная пешка · a6 чёрная пешка · d6 чёрная пешка · g6 чёрная пешка · c5 чёрная пешка · d5 белая пешка · e5 чёрная пешка · g5 белая пешка · h5 белая пешка · a4 белая пешка · c4 белая пешка · e4 белая пешка · f4 чёрная пешка · c3 белый конь · f3 белый конь · b2 белая пешка · d2 белый слон · f2 белая пешка · a1 белая ладья · d1 белый ферзь · e1 белый король · h1 белая ладья | a8 чёрная ладья · b8 чёрный конь · c8 чёрный ферзь · f8 чёрная ладья · g8 чёрный король · b7 чёрная пешка · c7 чёрный конь · g7 чёрный слон · h7 чёрная пешка · a6 чёрная пешка · d6 чёрная пешка · g6 чёрная пешка · c5 чёрная пешка · d5 белая пешка · e5 чёрная пешка · g5 белая пешка · h5 белая пешка · a4 белая пешка · c4 белая пешка · e4 белая пешка · f4 чёрная пешка · c3 белый конь · f3 белый конь · b2 белая пешка · d2 белый слон · f2 белая пешка · a1 белая ладья · d1 белый ферзь · e1 белый король · h1 белая ладья | a8 чёрная ладья · b8 чёрный конь · c8 чёрный ферзь · f8 чёрная ладья · g8 чёрный король · b7 чёрная пешка · c7 чёрный конь · g7 чёрный слон · h7 чёрная пешка · a6 чёрная пешка · d6 чёрная пешка · g6 чёрная пешка · c5 чёрная пешка · d5 белая пешка · e5 чёрная пешка · g5 белая пешка · h5 белая пешка · a4 белая пешка · c4 белая пешка · e4 белая пешка · f4 чёрная пешка · c3 белый конь · f3 белый конь · b2 белая пешка · d2 белый слон · f2 белая пешка · a1 белая ладья · d1 белый ферзь · e1 белый король · h1 белая ладья | a8 чёрная ладья · b8 чёрный конь · c8 чёрный ферзь · f8 чёрная ладья · g8 чёрный король · b7 чёрная пешка · c7 чёрный конь · g7 чёрный слон · h7 чёрная пешка · a6 чёрная пешка · d6 чёрная пешка · g6 чёрная пешка · c5 чёрная пешка · d5 белая пешка · e5 чёрная пешка · g5 белая пешка · h5 белая пешка · a4 белая пешка · c4 белая пешка · e4 белая пешка · f4 чёрная пешка · c3 белый конь · f3 белый конь · b2 белая пешка · d2 белый слон · f2 белая пешка · a1 белая ладья · d1 белый ферзь · e1 белый король · h1 белая ладья | a8 чёрная ладья · b8 чёрный конь · c8 чёрный ферзь · f8 чёрная ладья · g8 чёрный король · b7 чёрная пешка · c7 чёрный конь · g7 чёрный слон · h7 чёрная пешка · a6 чёрная пешка · d6 чёрная пешка · g6 чёрная пешка · c5 чёрная пешка · d5 белая пешка · e5 чёрная пешка · g5 белая пешка · h5 белая пешка · a4 белая пешка · c4 белая пешка · e4 белая пешка · f4 чёрная пешка · c3 белый конь · f3 белый конь · b2 белая пешка · d2 белый слон · f2 белая пешка · a1 белая ладья · d1 белый ферзь · e1 белый король · h1 белая ладья | a8 чёрная ладья · b8 чёрный конь · c8 чёрный ферзь · f8 чёрная ладья · g8 чёрный король · b7 чёрная пешка · c7 чёрный конь · g7 чёрный слон · h7 чёрная пешка · a6 чёрная пешка · d6 чёрная пешка · g6 чёрная пешка · c5 чёрная пешка · d5 белая пешка · e5 чёрная пешка · g5 белая пешка · h5 белая пешка · a4 белая пешка · c4 белая пешка · e4 белая пешка · f4 чёрная пешка · c3 белый конь · f3 белый конь · b2 белая пешка · d2 белый слон · f2 белая пешка · a1 белая ладья · d1 белый ферзь · e1 белый король · h1 белая ладья | a8 чёрная ладья · b8 чёрный конь · c8 чёрный ферзь · f8 чёрная ладья · g8 чёрный король · b7 чёрная пешка · c7 чёрный конь · g7 чёрный слон · h7 чёрная пешка · a6 чёрная пешка · d6 чёрная пешка · g6 чёрная пешка · c5 чёрная пешка · d5 белая пешка · e5 чёрная пешка · g5 белая пешка · h5 белая пешка · a4 белая пешка · c4 белая пешка · e4 белая пешка · f4 чёрная пешка · c3 белый конь · f3 белый конь · b2 белая пешка · d2 белый слон · f2 белая пешка · a1 белая ладья · d1 белый ферзь · e1 белый король · h1 белая ладья | 2 |
| 1 | a8 чёрная ладья · b8 чёрный конь · c8 чёрный ферзь · f8 чёрная ладья · g8 чёрный король · b7 чёрная пешка · c7 чёрный конь · g7 чёрный слон · h7 чёрная пешка · a6 чёрная пешка · d6 чёрная пешка · g6 чёрная пешка · c5 чёрная пешка · d5 белая пешка · e5 чёрная пешка · g5 белая пешка · h5 белая пешка · a4 белая пешка · c4 белая пешка · e4 белая пешка · f4 чёрная пешка · c3 белый конь · f3 белый конь · b2 белая пешка · d2 белый слон · f2 белая пешка · a1 белая ладья · d1 белый ферзь · e1 белый король · h1 белая ладья | a8 чёрная ладья · b8 чёрный конь · c8 чёрный ферзь · f8 чёрная ладья · g8 чёрный король · b7 чёрная пешка · c7 чёрный конь · g7 чёрный слон · h7 чёрная пешка · a6 чёрная пешка · d6 чёрная пешка · g6 чёрная пешка · c5 чёрная пешка · d5 белая пешка · e5 чёрная пешка · g5 белая пешка · h5 белая пешка · a4 белая пешка · c4 белая пешка · e4 белая пешка · f4 чёрная пешка · c3 белый конь · f3 белый конь · b2 белая пешка · d2 белый слон · f2 белая пешка · a1 белая ладья · d1 белый ферзь · e1 белый король · h1 белая ладья | a8 чёрная ладья · b8 чёрный конь · c8 чёрный ферзь · f8 чёрная ладья · g8 чёрный король · b7 чёрная пешка · c7 чёрный конь · g7 чёрный слон · h7 чёрная пешка · a6 чёрная пешка · d6 чёрная пешка · g6 чёрная пешка · c5 чёрная пешка · d5 белая пешка · e5 чёрная пешка · g5 белая пешка · h5 белая пешка · a4 белая пешка · c4 белая пешка · e4 белая пешка · f4 чёрная пешка · c3 белый конь · f3 белый конь · b2 белая пешка · d2 белый слон · f2 белая пешка · a1 белая ладья · d1 белый ферзь · e1 белый король · h1 белая ладья | a8 чёрная ладья · b8 чёрный конь · c8 чёрный ферзь · f8 чёрная ладья · g8 чёрный король · b7 чёрная пешка · c7 чёрный конь · g7 чёрный слон · h7 чёрная пешка · a6 чёрная пешка · d6 чёрная пешка · g6 чёрная пешка · c5 чёрная пешка · d5 белая пешка · e5 чёрная пешка · g5 белая пешка · h5 белая пешка · a4 белая пешка · c4 белая пешка · e4 белая пешка · f4 чёрная пешка · c3 белый конь · f3 белый конь · b2 белая пешка · d2 белый слон · f2 белая пешка · a1 белая ладья · d1 белый ферзь · e1 белый король · h1 белая ладья | a8 чёрная ладья · b8 чёрный конь · c8 чёрный ферзь · f8 чёрная ладья · g8 чёрный король · b7 чёрная пешка · c7 чёрный конь · g7 чёрный слон · h7 чёрная пешка · a6 чёрная пешка · d6 чёрная пешка · g6 чёрная пешка · c5 чёрная пешка · d5 белая пешка · e5 чёрная пешка · g5 белая пешка · h5 белая пешка · a4 белая пешка · c4 белая пешка · e4 белая пешка · f4 чёрная пешка · c3 белый конь · f3 белый конь · b2 белая пешка · d2 белый слон · f2 белая пешка · a1 белая ладья · d1 белый ферзь · e1 белый король · h1 белая ладья | a8 чёрная ладья · b8 чёрный конь · c8 чёрный ферзь · f8 чёрная ладья · g8 чёрный король · b7 чёрная пешка · c7 чёрный конь · g7 чёрный слон · h7 чёрная пешка · a6 чёрная пешка · d6 чёрная пешка · g6 чёрная пешка · c5 чёрная пешка · d5 белая пешка · e5 чёрная пешка · g5 белая пешка · h5 белая пешка · a4 белая пешка · c4 белая пешка · e4 белая пешка · f4 чёрная пешка · c3 белый конь · f3 белый конь · b2 белая пешка · d2 белый слон · f2 белая пешка · a1 белая ладья · d1 белый ферзь · e1 белый король · h1 белая ладья | a8 чёрная ладья · b8 чёрный конь · c8 чёрный ферзь · f8 чёрная ладья · g8 чёрный король · b7 чёрная пешка · c7 чёрный конь · g7 чёрный слон · h7 чёрная пешка · a6 чёрная пешка · d6 чёрная пешка · g6 чёрная пешка · c5 чёрная пешка · d5 белая пешка · e5 чёрная пешка · g5 белая пешка · h5 белая пешка · a4 белая пешка · c4 белая пешка · e4 белая пешка · f4 чёрная пешка · c3 белый конь · f3 белый конь · b2 белая пешка · d2 белый слон · f2 белая пешка · a1 белая ладья · d1 белый ферзь · e1 белый король · h1 белая ладья | a8 чёрная ладья · b8 чёрный конь · c8 чёрный ферзь · f8 чёрная ладья · g8 чёрный король · b7 чёрная пешка · c7 чёрный конь · g7 чёрный слон · h7 чёрная пешка · a6 чёрная пешка · d6 чёрная пешка · g6 чёрная пешка · c5 чёрная пешка · d5 белая пешка · e5 чёрная пешка · g5 белая пешка · h5 белая пешка · a4 белая пешка · c4 белая пешка · e4 белая пешка · f4 чёрная пешка · c3 белый конь · f3 белый конь · b2 белая пешка · d2 белый слон · f2 белая пешка · a1 белая ладья · d1 белый ферзь · e1 белый король · h1 белая ладья | 1 |
|   | a | b | c | d | e | f | g | h |   |

В крайне плохой позиции чёрные находят совершенно неожиданный ресурс 16…Кc6!?. Спасский отдаёт коня за пешку, однако получает поле d4 для другого коня и возможности для контригры. На 73-м ходу партия закончилась вничью.
В начале 1956 года состоялся 23-й чемпионат СССР. Спасский стартовал с тяжёлой победы над Юрием Авербахом (Авербах вёл атаку, которая должна была принести ему очко, но в осложнениях допустил две ошибки) и в дальнейшем всю дистанцию лидировал или шёл в группе лидеров. В предпоследнем туре он проиграл единственную партию Виктору Корчному и в итоге разделил первое место с Авербахом и Марком Таймановым, у которого тоже выиграл личную встречу. Для определения победителя был организован матч-турнир, в котором Спасский занял третье место: он проиграл обе партии Тайманову и, сделав в первой партии с Авербахом ничью (см. диаграмму), не явился на вторую из-за плохого самочувствия. В том же 1956 году в турнире претендентов Спасский разделил 3—7 места.
В 24-м чемпионате СССР (1957) гроссмейстер разделил 4—5 места со своим учителем и тренером Толушем, а в чемпионате страны 1958 года лишь неудача при доигрывании последней партии с Михаилом Талем отбросила Спасского на 5—6 места и лишила права бороться за первенство мира. В 1959 году в чемпионате СССР Спасский разделил 2—3 места, в том же году разделил 1—3 места на I международном турнире ЦШК СССР и победил на I турнире Балтийских стран в Риге. В 1959 году Борис окончил филологический факультет Ленинградского университета, получив диплом по специальности журналиста(«не ахти какое, правда, образование»).
Весной 1960 года на турнире в Мар-дель-Плате Спасский сыграл свою первую партию с Робертом Фишером. Встреча состоялась во втором туре и закончилась победой советского гроссмейстера. Однако из оставшихся тринадцати партий Фишер выиграл двенадцать (ничью сделал лишь Давид Бронштейн), и в итоге Фишер и Спасский вдвоём оказались на вершине турнирной таблицы, набрав равное количество очков. В чемпионате СССР 1960 года гроссмейстер сыграл неудачно, разделив 9—10 места. В королевском гамбите в 1960 году Спасский одолел Давида Бронштейна, играя белыми.
| Борис Спасский — Давид Бронштейн, Ленинград, 1960 \| \| a \| b \| c \| d \| e \| f \| g \| h \| \| \| - \| ---------------------------------------------------------------------------------------------------------------------------------------------------------------------------------------------------------------------------------------------------------------------------------------------------------------------------------------------------------------------------------------------------------------------------------------------------------------------------------- \| ---------------------------------------------------------------------------------------------------------------------------------------------------------------------------------------------------------------------------------------------------------------------------------------------------------------------------------------------------------------------------------------------------------------------------------------------------------------------------------- \| ---------------------------------------------------------------------------------------------------------------------------------------------------------------------------------------------------------------------------------------------------------------------------------------------------------------------------------------------------------------------------------------------------------------------------------------------------------------------------------- \| ---------------------------------------------------------------------------------------------------------------------------------------------------------------------------------------------------------------------------------------------------------------------------------------------------------------------------------------------------------------------------------------------------------------------------------------------------------------------------------- \| ---------------------------------------------------------------------------------------------------------------------------------------------------------------------------------------------------------------------------------------------------------------------------------------------------------------------------------------------------------------------------------------------------------------------------------------------------------------------------------- \| ---------------------------------------------------------------------------------------------------------------------------------------------------------------------------------------------------------------------------------------------------------------------------------------------------------------------------------------------------------------------------------------------------------------------------------------------------------------------------------- \| ---------------------------------------------------------------------------------------------------------------------------------------------------------------------------------------------------------------------------------------------------------------------------------------------------------------------------------------------------------------------------------------------------------------------------------------------------------------------------------- \| ---------------------------------------------------------------------------------------------------------------------------------------------------------------------------------------------------------------------------------------------------------------------------------------------------------------------------------------------------------------------------------------------------------------------------------------------------------------------------------- \| - \| \| 8 \| a8 чёрная ладья · c8 чёрный слон · d8 чёрный ферзь · e8 чёрная ладья · g8 чёрный король · a7 чёрная пешка · b7 чёрная пешка · c7 чёрная пешка · d7 чёрный конь · e7 чёрный слон · f7 чёрная пешка · g7 чёрная пешка · d6 белый конь · h6 чёрная пешка · c5 белая пешка · d4 белая пешка · d3 белый ферзь · f3 белый конь · a2 белая пешка · b2 белая пешка · c2 белый слон · e2 чёрная пешка · g2 белая пешка · h2 белая пешка · a1 белая ладья · f1 белая ладья · g1 белый король \| a8 чёрная ладья · c8 чёрный слон · d8 чёрный ферзь · e8 чёрная ладья · g8 чёрный король · a7 чёрная пешка · b7 чёрная пешка · c7 чёрная пешка · d7 чёрный конь · e7 чёрный слон · f7 чёрная пешка · g7 чёрная пешка · d6 белый конь · h6 чёрная пешка · c5 белая пешка · d4 белая пешка · d3 белый ферзь · f3 белый конь · a2 белая пешка · b2 белая пешка · c2 белый слон · e2 чёрная пешка · g2 белая пешка · h2 белая пешка · a1 белая ладья · f1 белая ладья · g1 белый король \| a8 чёрная ладья · c8 чёрный слон · d8 чёрный ферзь · e8 чёрная ладья · g8 чёрный король · a7 чёрная пешка · b7 чёрная пешка · c7 чёрная пешка · d7 чёрный конь · e7 чёрный слон · f7 чёрная пешка · g7 чёрная пешка · d6 белый конь · h6 чёрная пешка · c5 белая пешка · d4 белая пешка · d3 белый ферзь · f3 белый конь · a2 белая пешка · b2 белая пешка · c2 белый слон · e2 чёрная пешка · g2 белая пешка · h2 белая пешка · a1 белая ладья · f1 белая ладья · g1 белый король \| a8 чёрная ладья · c8 чёрный слон · d8 чёрный ферзь · e8 чёрная ладья · g8 чёрный король · a7 чёрная пешка · b7 чёрная пешка · c7 чёрная пешка · d7 чёрный конь · e7 чёрный слон · f7 чёрная пешка · g7 чёрная пешка · d6 белый конь · h6 чёрная пешка · c5 белая пешка · d4 белая пешка · d3 белый ферзь · f3 белый конь · a2 белая пешка · b2 белая пешка · c2 белый слон · e2 чёрная пешка · g2 белая пешка · h2 белая пешка · a1 белая ладья · f1 белая ладья · g1 белый король \| a8 чёрная ладья · c8 чёрный слон · d8 чёрный ферзь · e8 чёрная ладья · g8 чёрный король · a7 чёрная пешка · b7 чёрная пешка · c7 чёрная пешка · d7 чёрный конь · e7 чёрный слон · f7 чёрная пешка · g7 чёрная пешка · d6 белый конь · h6 чёрная пешка · c5 белая пешка · d4 белая пешка · d3 белый ферзь · f3 белый конь · a2 белая пешка · b2 белая пешка · c2 белый слон · e2 чёрная пешка · g2 белая пешка · h2 белая пешка · a1 белая ладья · f1 белая ладья · g1 белый король \| a8 чёрная ладья · c8 чёрный слон · d8 чёрный ферзь · e8 чёрная ладья · g8 чёрный король · a7 чёрная пешка · b7 чёрная пешка · c7 чёрная пешка · d7 чёрный конь · e7 чёрный слон · f7 чёрная пешка · g7 чёрная пешка · d6 белый конь · h6 чёрная пешка · c5 белая пешка · d4 белая пешка · d3 белый ферзь · f3 белый конь · a2 белая пешка · b2 белая пешка · c2 белый слон · e2 чёрная пешка · g2 белая пешка · h2 белая пешка · a1 белая ладья · f1 белая ладья · g1 белый король \| a8 чёрная ладья · c8 чёрный слон · d8 чёрный ферзь · e8 чёрная ладья · g8 чёрный король · a7 чёрная пешка · b7 чёрная пешка · c7 чёрная пешка · d7 чёрный конь · e7 чёрный слон · f7 чёрная пешка · g7 чёрная пешка · d6 белый конь · h6 чёрная пешка · c5 белая пешка · d4 белая пешка · d3 белый ферзь · f3 белый конь · a2 белая пешка · b2 белая пешка · c2 белый слон · e2 чёрная пешка · g2 белая пешка · h2 белая пешка · a1 белая ладья · f1 белая ладья · g1 белый король \| a8 чёрная ладья · c8 чёрный слон · d8 чёрный ферзь · e8 чёрная ладья · g8 чёрный король · a7 чёрная пешка · b7 чёрная пешка · c7 чёрная пешка · d7 чёрный конь · e7 чёрный слон · f7 чёрная пешка · g7 чёрная пешка · d6 белый конь · h6 чёрная пешка · c5 белая пешка · d4 белая пешка · d3 белый ферзь · f3 белый конь · a2 белая пешка · b2 белая пешка · c2 белый слон · e2 чёрная пешка · g2 белая пешка · h2 белая пешка · a1 белая ладья · f1 белая ладья · g1 белый король \| 8 \| \| 7 \| a8 чёрная ладья · c8 чёрный слон · d8 чёрный ферзь · e8 чёрная ладья · g8 чёрный король · a7 чёрная пешка · b7 чёрная пешка · c7 чёрная пешка · d7 чёрный конь · e7 чёрный слон · f7 чёрная пешка · g7 чёрная пешка · d6 белый конь · h6 чёрная пешка · c5 белая пешка · d4 белая пешка · d3 белый ферзь · f3 белый конь · a2 белая пешка · b2 белая пешка · c2 белый слон · e2 чёрная пешка · g2 белая пешка · h2 белая пешка · a1 белая ладья · f1 белая ладья · g1 белый король \| a8 чёрная ладья · c8 чёрный слон · d8 чёрный ферзь · e8 чёрная ладья · g8 чёрный король · a7 чёрная пешка · b7 чёрная пешка · c7 чёрная пешка · d7 чёрный конь · e7 чёрный слон · f7 чёрная пешка · g7 чёрная пешка · d6 белый конь · h6 чёрная пешка · c5 белая пешка · d4 белая пешка · d3 белый ферзь · f3 белый конь · a2 белая пешка · b2 белая пешка · c2 белый слон · e2 чёрная пешка · g2 белая пешка · h2 белая пешка · a1 белая ладья · f1 белая ладья · g1 белый король \| a8 чёрная ладья · c8 чёрный слон · d8 чёрный ферзь · e8 чёрная ладья · g8 чёрный король · a7 чёрная пешка · b7 чёрная пешка · c7 чёрная пешка · d7 чёрный конь · e7 чёрный слон · f7 чёрная пешка · g7 чёрная пешка · d6 белый конь · h6 чёрная пешка · c5 белая пешка · d4 белая пешка · d3 белый ферзь · f3 белый конь · a2 белая пешка · b2 белая пешка · c2 белый слон · e2 чёрная пешка · g2 белая пешка · h2 белая пешка · a1 белая ладья · f1 белая ладья · g1 белый король \| a8 чёрная ладья · c8 чёрный слон · d8 чёрный ферзь · e8 чёрная ладья · g8 чёрный король · a7 чёрная пешка · b7 чёрная пешка · c7 чёрная пешка · d7 чёрный конь · e7 чёрный слон · f7 чёрная пешка · g7 чёрная пешка · d6 белый конь · h6 чёрная пешка · c5 белая пешка · d4 белая пешка · d3 белый ферзь · f3 белый конь · a2 белая пешка · b2 белая пешка · c2 белый слон · e2 чёрная пешка · g2 белая пешка · h2 белая пешка · a1 белая ладья · f1 белая ладья · g1 белый король \| a8 чёрная ладья · c8 чёрный слон · d8 чёрный ферзь · e8 чёрная ладья · g8 чёрный король · a7 чёрная пешка · b7 чёрная пешка · c7 чёрная пешка · d7 чёрный конь · e7 чёрный слон · f7 чёрная пешка · g7 чёрная пешка · d6 белый конь · h6 чёрная пешка · c5 белая пешка · d4 белая пешка · d3 белый ферзь · f3 белый конь · a2 белая пешка · b2 белая пешка · c2 белый слон · e2 чёрная пешка · g2 белая пешка · h2 белая пешка · a1 белая ладья · f1 белая ладья · g1 белый король \| a8 чёрная ладья · c8 чёрный слон · d8 чёрный ферзь · e8 чёрная ладья · g8 чёрный король · a7 чёрная пешка · b7 чёрная пешка · c7 чёрная пешка · d7 чёрный конь · e7 чёрный слон · f7 чёрная пешка · g7 чёрная пешка · d6 белый конь · h6 чёрная пешка · c5 белая пешка · d4 белая пешка · d3 белый ферзь · f3 белый конь · a2 белая пешка · b2 белая пешка · c2 белый слон · e2 чёрная пешка · g2 белая пешка · h2 белая пешка · a1 белая ладья · f1 белая ладья · g1 белый король \| a8 чёрная ладья · c8 чёрный слон · d8 чёрный ферзь · e8 чёрная ладья · g8 чёрный король · a7 чёрная пешка · b7 чёрная пешка · c7 чёрная пешка · d7 чёрный конь · e7 чёрный слон · f7 чёрная пешка · g7 чёрная пешка · d6 белый конь · h6 чёрная пешка · c5 белая пешка · d4 белая пешка · d3 белый ферзь · f3 белый конь · a2 белая пешка · b2 белая пешка · c2 белый слон · e2 чёрная пешка · g2 белая пешка · h2 белая пешка · a1 белая ладья · f1 белая ладья · g1 белый король \| a8 чёрная ладья · c8 чёрный слон · d8 чёрный ферзь · e8 чёрная ладья · g8 чёрный король · a7 чёрная пешка · b7 чёрная пешка · c7 чёрная пешка · d7 чёрный конь · e7 чёрный слон · f7 чёрная пешка · g7 чёрная пешка · d6 белый конь · h6 чёрная пешка · c5 белая пешка · d4 белая пешка · d3 белый ферзь · f3 белый конь · a2 белая пешка · b2 белая пешка · c2 белый слон · e2 чёрная пешка · g2 белая пешка · h2 белая пешка · a1 белая ладья · f1 белая ладья · g1 белый король \| 7 \| \| 6 \| a8 чёрная ладья · c8 чёрный слон · d8 чёрный ферзь · e8 чёрная ладья · g8 чёрный король · a7 чёрная пешка · b7 чёрная пешка · c7 чёрная пешка · d7 чёрный конь · e7 чёрный слон · f7 чёрная пешка · g7 чёрная пешка · d6 белый конь · h6 чёрная пешка · c5 белая пешка · d4 белая пешка · d3 белый ферзь · f3 белый конь · a2 белая пешка · b2 белая пешка · c2 белый слон · e2 чёрная пешка · g2 белая пешка · h2 белая пешка · a1 белая ладья · f1 белая ладья · g1 белый король \| a8 чёрная ладья · c8 чёрный слон · d8 чёрный ферзь · e8 чёрная ладья · g8 чёрный король · a7 чёрная пешка · b7 чёрная пешка · c7 чёрная пешка · d7 чёрный конь · e7 чёрный слон · f7 чёрная пешка · g7 чёрная пешка · d6 белый конь · h6 чёрная пешка · c5 белая пешка · d4 белая пешка · d3 белый ферзь · f3 белый конь · a2 белая пешка · b2 белая пешка · c2 белый слон · e2 чёрная пешка · g2 белая пешка · h2 белая пешка · a1 белая ладья · f1 белая ладья · g1 белый король \| a8 чёрная ладья · c8 чёрный слон · d8 чёрный ферзь · e8 чёрная ладья · g8 чёрный король · a7 чёрная пешка · b7 чёрная пешка · c7 чёрная пешка · d7 чёрный конь · e7 чёрный слон · f7 чёрная пешка · g7 чёрная пешка · d6 белый конь · h6 чёрная пешка · c5 белая пешка · d4 белая пешка · d3 белый ферзь · f3 белый конь · a2 белая пешка · b2 белая пешка · c2 белый слон · e2 чёрная пешка · g2 белая пешка · h2 белая пешка · a1 белая ладья · f1 белая ладья · g1 белый король \| a8 чёрная ладья · c8 чёрный слон · d8 чёрный ферзь · e8 чёрная ладья · g8 чёрный король · a7 чёрная пешка · b7 чёрная пешка · c7 чёрная пешка · d7 чёрный конь · e7 чёрный слон · f7 чёрная пешка · g7 чёрная пешка · d6 белый конь · h6 чёрная пешка · c5 белая пешка · d4 белая пешка · d3 белый ферзь · f3 белый конь · a2 белая пешка · b2 белая пешка · c2 белый слон · e2 чёрная пешка · g2 белая пешка · h2 белая пешка · a1 белая ладья · f1 белая ладья · g1 белый король \| a8 чёрная ладья · c8 чёрный слон · d8 чёрный ферзь · e8 чёрная ладья · g8 чёрный король · a7 чёрная пешка · b7 чёрная пешка · c7 чёрная пешка · d7 чёрный конь · e7 чёрный слон · f7 чёрная пешка · g7 чёрная пешка · d6 белый конь · h6 чёрная пешка · c5 белая пешка · d4 белая пешка · d3 белый ферзь · f3 белый конь · a2 белая пешка · b2 белая пешка · c2 белый слон · e2 чёрная пешка · g2 белая пешка · h2 белая пешка · a1 белая ладья · f1 белая ладья · g1 белый король \| a8 чёрная ладья · c8 чёрный слон · d8 чёрный ферзь · e8 чёрная ладья · g8 чёрный король · a7 чёрная пешка · b7 чёрная пешка · c7 чёрная пешка · d7 чёрный конь · e7 чёрный слон · f7 чёрная пешка · g7 чёрная пешка · d6 белый конь · h6 чёрная пешка · c5 белая пешка · d4 белая пешка · d3 белый ферзь · f3 белый конь · a2 белая пешка · b2 белая пешка · c2 белый слон · e2 чёрная пешка · g2 белая пешка · h2 белая пешка · a1 белая ладья · f1 белая ладья · g1 белый король \| a8 чёрная ладья · c8 чёрный слон · d8 чёрный ферзь · e8 чёрная ладья · g8 чёрный король · a7 чёрная пешка · b7 чёрная пешка · c7 чёрная пешка · d7 чёрный конь · e7 чёрный слон · f7 чёрная пешка · g7 чёрная пешка · d6 белый конь · h6 чёрная пешка · c5 белая пешка · d4 белая пешка · d3 белый ферзь · f3 белый конь · a2 белая пешка · b2 белая пешка · c2 белый слон · e2 чёрная пешка · g2 белая пешка · h2 белая пешка · a1 белая ладья · f1 белая ладья · g1 белый король \| a8 чёрная ладья · c8 чёрный слон · d8 чёрный ферзь · e8 чёрная ладья · g8 чёрный король · a7 чёрная пешка · b7 чёрная пешка · c7 чёрная пешка · d7 чёрный конь · e7 чёрный слон · f7 чёрная пешка · g7 чёрная пешка · d6 белый конь · h6 чёрная пешка · c5 белая пешка · d4 белая пешка · d3 белый ферзь · f3 белый конь · a2 белая пешка · b2 белая пешка · c2 белый слон · e2 чёрная пешка · g2 белая пешка · h2 белая пешка · a1 белая ладья · f1 белая ладья · g1 белый король \| 6 \| \| 5 \| a8 чёрная ладья · c8 чёрный слон · d8 чёрный ферзь · e8 чёрная ладья · g8 чёрный король · a7 чёрная пешка · b7 чёрная пешка · c7 чёрная пешка · d7 чёрный конь · e7 чёрный слон · f7 чёрная пешка · g7 чёрная пешка · d6 белый конь · h6 чёрная пешка · c5 белая пешка · d4 белая пешка · d3 белый ферзь · f3 белый конь · a2 белая пешка · b2 белая пешка · c2 белый слон · e2 чёрная пешка · g2 белая пешка · h2 белая пешка · a1 белая ладья · f1 белая ладья · g1 белый король \| a8 чёрная ладья · c8 чёрный слон · d8 чёрный ферзь · e8 чёрная ладья · g8 чёрный король · a7 чёрная пешка · b7 чёрная пешка · c7 чёрная пешка · d7 чёрный конь · e7 чёрный слон · f7 чёрная пешка · g7 чёрная пешка · d6 белый конь · h6 чёрная пешка · c5 белая пешка · d4 белая пешка · d3 белый ферзь · f3 белый конь · a2 белая пешка · b2 белая пешка · c2 белый слон · e2 чёрная пешка · g2 белая пешка · h2 белая пешка · a1 белая ладья · f1 белая ладья · g1 белый король \| a8 чёрная ладья · c8 чёрный слон · d8 чёрный ферзь · e8 чёрная ладья · g8 чёрный король · a7 чёрная пешка · b7 чёрная пешка · c7 чёрная пешка · d7 чёрный конь · e7 чёрный слон · f7 чёрная пешка · g7 чёрная пешка · d6 белый конь · h6 чёрная пешка · c5 белая пешка · d4 белая пешка · d3 белый ферзь · f3 белый конь · a2 белая пешка · b2 белая пешка · c2 белый слон · e2 чёрная пешка · g2 белая пешка · h2 белая пешка · a1 белая ладья · f1 белая ладья · g1 белый король \| a8 чёрная ладья · c8 чёрный слон · d8 чёрный ферзь · e8 чёрная ладья · g8 чёрный король · a7 чёрная пешка · b7 чёрная пешка · c7 чёрная пешка · d7 чёрный конь · e7 чёрный слон · f7 чёрная пешка · g7 чёрная пешка · d6 белый конь · h6 чёрная пешка · c5 белая пешка · d4 белая пешка · d3 белый ферзь · f3 белый конь · a2 белая пешка · b2 белая пешка · c2 белый слон · e2 чёрная пешка · g2 белая пешка · h2 белая пешка · a1 белая ладья · f1 белая ладья · g1 белый король \| a8 чёрная ладья · c8 чёрный слон · d8 чёрный ферзь · e8 чёрная ладья · g8 чёрный король · a7 чёрная пешка · b7 чёрная пешка · c7 чёрная пешка · d7 чёрный конь · e7 чёрный слон · f7 чёрная пешка · g7 чёрная пешка · d6 белый конь · h6 чёрная пешка · c5 белая пешка · d4 белая пешка · d3 белый ферзь · f3 белый конь · a2 белая пешка · b2 белая пешка · c2 белый слон · e2 чёрная пешка · g2 белая пешка · h2 белая пешка · a1 белая ладья · f1 белая ладья · g1 белый король \| a8 чёрная ладья · c8 чёрный слон · d8 чёрный ферзь · e8 чёрная ладья · g8 чёрный король · a7 чёрная пешка · b7 чёрная пешка · c7 чёрная пешка · d7 чёрный конь · e7 чёрный слон · f7 чёрная пешка · g7 чёрная пешка · d6 белый конь · h6 чёрная пешка · c5 белая пешка · d4 белая пешка · d3 белый ферзь · f3 белый конь · a2 белая пешка · b2 белая пешка · c2 белый слон · e2 чёрная пешка · g2 белая пешка · h2 белая пешка · a1 белая ладья · f1 белая ладья · g1 белый король \| a8 чёрная ладья · c8 чёрный слон · d8 чёрный ферзь · e8 чёрная ладья · g8 чёрный король · a7 чёрная пешка · b7 чёрная пешка · c7 чёрная пешка · d7 чёрный конь · e7 чёрный слон · f7 чёрная пешка · g7 чёрная пешка · d6 белый конь · h6 чёрная пешка · c5 белая пешка · d4 белая пешка · d3 белый ферзь · f3 белый конь · a2 белая пешка · b2 белая пешка · c2 белый слон · e2 чёрная пешка · g2 белая пешка · h2 белая пешка · a1 белая ладья · f1 белая ладья · g1 белый король \| a8 чёрная ладья · c8 чёрный слон · d8 чёрный ферзь · e8 чёрная ладья · g8 чёрный король · a7 чёрная пешка · b7 чёрная пешка · c7 чёрная пешка · d7 чёрный конь · e7 чёрный слон · f7 чёрная пешка · g7 чёрная пешка · d6 белый конь · h6 чёрная пешка · c5 белая пешка · d4 белая пешка · d3 белый ферзь · f3 белый конь · a2 белая пешка · b2 белая пешка · c2 белый слон · e2 чёрная пешка · g2 белая пешка · h2 белая пешка · a1 белая ладья · f1 белая ладья · g1 белый король \| 5 \| \| 4 \| a8 чёрная ладья · c8 чёрный слон · d8 чёрный ферзь · e8 чёрная ладья · g8 чёрный король · a7 чёрная пешка · b7 чёрная пешка · c7 чёрная пешка · d7 чёрный конь · e7 чёрный слон · f7 чёрная пешка · g7 чёрная пешка · d6 белый конь · h6 чёрная пешка · c5 белая пешка · d4 белая пешка · d3 белый ферзь · f3 белый конь · a2 белая пешка · b2 белая пешка · c2 белый слон · e2 чёрная пешка · g2 белая пешка · h2 белая пешка · a1 белая ладья · f1 белая ладья · g1 белый король \| a8 чёрная ладья · c8 чёрный слон · d8 чёрный ферзь · e8 чёрная ладья · g8 чёрный король · a7 чёрная пешка · b7 чёрная пешка · c7 чёрная пешка · d7 чёрный конь · e7 чёрный слон · f7 чёрная пешка · g7 чёрная пешка · d6 белый конь · h6 чёрная пешка · c5 белая пешка · d4 белая пешка · d3 белый ферзь · f3 белый конь · a2 белая пешка · b2 белая пешка · c2 белый слон · e2 чёрная пешка · g2 белая пешка · h2 белая пешка · a1 белая ладья · f1 белая ладья · g1 белый король \| a8 чёрная ладья · c8 чёрный слон · d8 чёрный ферзь · e8 чёрная ладья · g8 чёрный король · a7 чёрная пешка · b7 чёрная пешка · c7 чёрная пешка · d7 чёрный конь · e7 чёрный слон · f7 чёрная пешка · g7 чёрная пешка · d6 белый конь · h6 чёрная пешка · c5 белая пешка · d4 белая пешка · d3 белый ферзь · f3 белый конь · a2 белая пешка · b2 белая пешка · c2 белый слон · e2 чёрная пешка · g2 белая пешка · h2 белая пешка · a1 белая ладья · f1 белая ладья · g1 белый король \| a8 чёрная ладья · c8 чёрный слон · d8 чёрный ферзь · e8 чёрная ладья · g8 чёрный король · a7 чёрная пешка · b7 чёрная пешка · c7 чёрная пешка · d7 чёрный конь · e7 чёрный слон · f7 чёрная пешка · g7 чёрная пешка · d6 белый конь · h6 чёрная пешка · c5 белая пешка · d4 белая пешка · d3 белый ферзь · f3 белый конь · a2 белая пешка · b2 белая пешка · c2 белый слон · e2 чёрная пешка · g2 белая пешка · h2 белая пешка · a1 белая ладья · f1 белая ладья · g1 белый король \| a8 чёрная ладья · c8 чёрный слон · d8 чёрный ферзь · e8 чёрная ладья · g8 чёрный король · a7 чёрная пешка · b7 чёрная пешка · c7 чёрная пешка · d7 чёрный конь · e7 чёрный слон · f7 чёрная пешка · g7 чёрная пешка · d6 белый конь · h6 чёрная пешка · c5 белая пешка · d4 белая пешка · d3 белый ферзь · f3 белый конь · a2 белая пешка · b2 белая пешка · c2 белый слон · e2 чёрная пешка · g2 белая пешка · h2 белая пешка · a1 белая ладья · f1 белая ладья · g1 белый король \| a8 чёрная ладья · c8 чёрный слон · d8 чёрный ферзь · e8 чёрная ладья · g8 чёрный король · a7 чёрная пешка · b7 чёрная пешка · c7 чёрная пешка · d7 чёрный конь · e7 чёрный слон · f7 чёрная пешка · g7 чёрная пешка · d6 белый конь · h6 чёрная пешка · c5 белая пешка · d4 белая пешка · d3 белый ферзь · f3 белый конь · a2 белая пешка · b2 белая пешка · c2 белый слон · e2 чёрная пешка · g2 белая пешка · h2 белая пешка · a1 белая ладья · f1 белая ладья · g1 белый король \| a8 чёрная ладья · c8 чёрный слон · d8 чёрный ферзь · e8 чёрная ладья · g8 чёрный король · a7 чёрная пешка · b7 чёрная пешка · c7 чёрная пешка · d7 чёрный конь · e7 чёрный слон · f7 чёрная пешка · g7 чёрная пешка · d6 белый конь · h6 чёрная пешка · c5 белая пешка · d4 белая пешка · d3 белый ферзь · f3 белый конь · a2 белая пешка · b2 белая пешка · c2 белый слон · e2 чёрная пешка · g2 белая пешка · h2 белая пешка · a1 белая ладья · f1 белая ладья · g1 белый король \| a8 чёрная ладья · c8 чёрный слон · d8 чёрный ферзь · e8 чёрная ладья · g8 чёрный король · a7 чёрная пешка · b7 чёрная пешка · c7 чёрная пешка · d7 чёрный конь · e7 чёрный слон · f7 чёрная пешка · g7 чёрная пешка · d6 белый конь · h6 чёрная пешка · c5 белая пешка · d4 белая пешка · d3 белый ферзь · f3 белый конь · a2 белая пешка · b2 белая пешка · c2 белый слон · e2 чёрная пешка · g2 белая пешка · h2 белая пешка · a1 белая ладья · f1 белая ладья · g1 белый король \| 4 \| \| 3 \| a8 чёрная ладья · c8 чёрный слон · d8 чёрный ферзь · e8 чёрная ладья · g8 чёрный король · a7 чёрная пешка · b7 чёрная пешка · c7 чёрная пешка · d7 чёрный конь · e7 чёрный слон · f7 чёрная пешка · g7 чёрная пешка · d6 белый конь · h6 чёрная пешка · c5 белая пешка · d4 белая пешка · d3 белый ферзь · f3 белый конь · a2 белая пешка · b2 белая пешка · c2 белый слон · e2 чёрная пешка · g2 белая пешка · h2 белая пешка · a1 белая ладья · f1 белая ладья · g1 белый король \| a8 чёрная ладья · c8 чёрный слон · d8 чёрный ферзь · e8 чёрная ладья · g8 чёрный король · a7 чёрная пешка · b7 чёрная пешка · c7 чёрная пешка · d7 чёрный конь · e7 чёрный слон · f7 чёрная пешка · g7 чёрная пешка · d6 белый конь · h6 чёрная пешка · c5 белая пешка · d4 белая пешка · d3 белый ферзь · f3 белый конь · a2 белая пешка · b2 белая пешка · c2 белый слон · e2 чёрная пешка · g2 белая пешка · h2 белая пешка · a1 белая ладья · f1 белая ладья · g1 белый король \| a8 чёрная ладья · c8 чёрный слон · d8 чёрный ферзь · e8 чёрная ладья · g8 чёрный король · a7 чёрная пешка · b7 чёрная пешка · c7 чёрная пешка · d7 чёрный конь · e7 чёрный слон · f7 чёрная пешка · g7 чёрная пешка · d6 белый конь · h6 чёрная пешка · c5 белая пешка · d4 белая пешка · d3 белый ферзь · f3 белый конь · a2 белая пешка · b2 белая пешка · c2 белый слон · e2 чёрная пешка · g2 белая пешка · h2 белая пешка · a1 белая ладья · f1 белая ладья · g1 белый король \| a8 чёрная ладья · c8 чёрный слон · d8 чёрный ферзь · e8 чёрная ладья · g8 чёрный король · a7 чёрная пешка · b7 чёрная пешка · c7 чёрная пешка · d7 чёрный конь · e7 чёрный слон · f7 чёрная пешка · g7 чёрная пешка · d6 белый конь · h6 чёрная пешка · c5 белая пешка · d4 белая пешка · d3 белый ферзь · f3 белый конь · a2 белая пешка · b2 белая пешка · c2 белый слон · e2 чёрная пешка · g2 белая пешка · h2 белая пешка · a1 белая ладья · f1 белая ладья · g1 белый король \| a8 чёрная ладья · c8 чёрный слон · d8 чёрный ферзь · e8 чёрная ладья · g8 чёрный король · a7 чёрная пешка · b7 чёрная пешка · c7 чёрная пешка · d7 чёрный конь · e7 чёрный слон · f7 чёрная пешка · g7 чёрная пешка · d6 белый конь · h6 чёрная пешка · c5 белая пешка · d4 белая пешка · d3 белый ферзь · f3 белый конь · a2 белая пешка · b2 белая пешка · c2 белый слон · e2 чёрная пешка · g2 белая пешка · h2 белая пешка · a1 белая ладья · f1 белая ладья · g1 белый король \| a8 чёрная ладья · c8 чёрный слон · d8 чёрный ферзь · e8 чёрная ладья · g8 чёрный король · a7 чёрная пешка · b7 чёрная пешка · c7 чёрная пешка · d7 чёрный конь · e7 чёрный слон · f7 чёрная пешка · g7 чёрная пешка · d6 белый конь · h6 чёрная пешка · c5 белая пешка · d4 белая пешка · d3 белый ферзь · f3 белый конь · a2 белая пешка · b2 белая пешка · c2 белый слон · e2 чёрная пешка · g2 белая пешка · h2 белая пешка · a1 белая ладья · f1 белая ладья · g1 белый король \| a8 чёрная ладья · c8 чёрный слон · d8 чёрный ферзь · e8 чёрная ладья · g8 чёрный король · a7 чёрная пешка · b7 чёрная пешка · c7 чёрная пешка · d7 чёрный конь · e7 чёрный слон · f7 чёрная пешка · g7 чёрная пешка · d6 белый конь · h6 чёрная пешка · c5 белая пешка · d4 белая пешка · d3 белый ферзь · f3 белый конь · a2 белая пешка · b2 белая пешка · c2 белый слон · e2 чёрная пешка · g2 белая пешка · h2 белая пешка · a1 белая ладья · f1 белая ладья · g1 белый король \| a8 чёрная ладья · c8 чёрный слон · d8 чёрный ферзь · e8 чёрная ладья · g8 чёрный король · a7 чёрная пешка · b7 чёрная пешка · c7 чёрная пешка · d7 чёрный конь · e7 чёрный слон · f7 чёрная пешка · g7 чёрная пешка · d6 белый конь · h6 чёрная пешка · c5 белая пешка · d4 белая пешка · d3 белый ферзь · f3 белый конь · a2 белая пешка · b2 белая пешка · c2 белый слон · e2 чёрная пешка · g2 белая пешка · h2 белая пешка · a1 белая ладья · f1 белая ладья · g1 белый король \| 3 \| \| 2 \| a8 чёрная ладья · c8 чёрный слон · d8 чёрный ферзь · e8 чёрная ладья · g8 чёрный король · a7 чёрная пешка · b7 чёрная пешка · c7 чёрная пешка · d7 чёрный конь · e7 чёрный слон · f7 чёрная пешка · g7 чёрная пешка · d6 белый конь · h6 чёрная пешка · c5 белая пешка · d4 белая пешка · d3 белый ферзь · f3 белый конь · a2 белая пешка · b2 белая пешка · c2 белый слон · e2 чёрная пешка · g2 белая пешка · h2 белая пешка · a1 белая ладья · f1 белая ладья · g1 белый король \| a8 чёрная ладья · c8 чёрный слон · d8 чёрный ферзь · e8 чёрная ладья · g8 чёрный король · a7 чёрная пешка · b7 чёрная пешка · c7 чёрная пешка · d7 чёрный конь · e7 чёрный слон · f7 чёрная пешка · g7 чёрная пешка · d6 белый конь · h6 чёрная пешка · c5 белая пешка · d4 белая пешка · d3 белый ферзь · f3 белый конь · a2 белая пешка · b2 белая пешка · c2 белый слон · e2 чёрная пешка · g2 белая пешка · h2 белая пешка · a1 белая ладья · f1 белая ладья · g1 белый король \| a8 чёрная ладья · c8 чёрный слон · d8 чёрный ферзь · e8 чёрная ладья · g8 чёрный король · a7 чёрная пешка · b7 чёрная пешка · c7 чёрная пешка · d7 чёрный конь · e7 чёрный слон · f7 чёрная пешка · g7 чёрная пешка · d6 белый конь · h6 чёрная пешка · c5 белая пешка · d4 белая пешка · d3 белый ферзь · f3 белый конь · a2 белая пешка · b2 белая пешка · c2 белый слон · e2 чёрная пешка · g2 белая пешка · h2 белая пешка · a1 белая ладья · f1 белая ладья · g1 белый король \| a8 чёрная ладья · c8 чёрный слон · d8 чёрный ферзь · e8 чёрная ладья · g8 чёрный король · a7 чёрная пешка · b7 чёрная пешка · c7 чёрная пешка · d7 чёрный конь · e7 чёрный слон · f7 чёрная пешка · g7 чёрная пешка · d6 белый конь · h6 чёрная пешка · c5 белая пешка · d4 белая пешка · d3 белый ферзь · f3 белый конь · a2 белая пешка · b2 белая пешка · c2 белый слон · e2 чёрная пешка · g2 белая пешка · h2 белая пешка · a1 белая ладья · f1 белая ладья · g1 белый король \| a8 чёрная ладья · c8 чёрный слон · d8 чёрный ферзь · e8 чёрная ладья · g8 чёрный король · a7 чёрная пешка · b7 чёрная пешка · c7 чёрная пешка · d7 чёрный конь · e7 чёрный слон · f7 чёрная пешка · g7 чёрная пешка · d6 белый конь · h6 чёрная пешка · c5 белая пешка · d4 белая пешка · d3 белый ферзь · f3 белый конь · a2 белая пешка · b2 белая пешка · c2 белый слон · e2 чёрная пешка · g2 белая пешка · h2 белая пешка · a1 белая ладья · f1 белая ладья · g1 белый король \| a8 чёрная ладья · c8 чёрный слон · d8 чёрный ферзь · e8 чёрная ладья · g8 чёрный король · a7 чёрная пешка · b7 чёрная пешка · c7 чёрная пешка · d7 чёрный конь · e7 чёрный слон · f7 чёрная пешка · g7 чёрная пешка · d6 белый конь · h6 чёрная пешка · c5 белая пешка · d4 белая пешка · d3 белый ферзь · f3 белый конь · a2 белая пешка · b2 белая пешка · c2 белый слон · e2 чёрная пешка · g2 белая пешка · h2 белая пешка · a1 белая ладья · f1 белая ладья · g1 белый король \| a8 чёрная ладья · c8 чёрный слон · d8 чёрный ферзь · e8 чёрная ладья · g8 чёрный король · a7 чёрная пешка · b7 чёрная пешка · c7 чёрная пешка · d7 чёрный конь · e7 чёрный слон · f7 чёрная пешка · g7 чёрная пешка · d6 белый конь · h6 чёрная пешка · c5 белая пешка · d4 белая пешка · d3 белый ферзь · f3 белый конь · a2 белая пешка · b2 белая пешка · c2 белый слон · e2 чёрная пешка · g2 белая пешка · h2 белая пешка · a1 белая ладья · f1 белая ладья · g1 белый король \| a8 чёрная ладья · c8 чёрный слон · d8 чёрный ферзь · e8 чёрная ладья · g8 чёрный король · a7 чёрная пешка · b7 чёрная пешка · c7 чёрная пешка · d7 чёрный конь · e7 чёрный слон · f7 чёрная пешка · g7 чёрная пешка · d6 белый конь · h6 чёрная пешка · c5 белая пешка · d4 белая пешка · d3 белый ферзь · f3 белый конь · a2 белая пешка · b2 белая пешка · c2 белый слон · e2 чёрная пешка · g2 белая пешка · h2 белая пешка · a1 белая ладья · f1 белая ладья · g1 белый король \| 2 \| \| 1 \| a8 чёрная ладья · c8 чёрный слон · d8 чёрный ферзь · e8 чёрная ладья · g8 чёрный король · a7 чёрная пешка · b7 чёрная пешка · c7 чёрная пешка · d7 чёрный конь · e7 чёрный слон · f7 чёрная пешка · g7 чёрная пешка · d6 белый конь · h6 чёрная пешка · c5 белая пешка · d4 белая пешка · d3 белый ферзь · f3 белый конь · a2 белая пешка · b2 белая пешка · c2 белый слон · e2 чёрная пешка · g2 белая пешка · h2 белая пешка · a1 белая ладья · f1 белая ладья · g1 белый король \| a8 чёрная ладья · c8 чёрный слон · d8 чёрный ферзь · e8 чёрная ладья · g8 чёрный король · a7 чёрная пешка · b7 чёрная пешка · c7 чёрная пешка · d7 чёрный конь · e7 чёрный слон · f7 чёрная пешка · g7 чёрная пешка · d6 белый конь · h6 чёрная пешка · c5 белая пешка · d4 белая пешка · d3 белый ферзь · f3 белый конь · a2 белая пешка · b2 белая пешка · c2 белый слон · e2 чёрная пешка · g2 белая пешка · h2 белая пешка · a1 белая ладья · f1 белая ладья · g1 белый король \| a8 чёрная ладья · c8 чёрный слон · d8 чёрный ферзь · e8 чёрная ладья · g8 чёрный король · a7 чёрная пешка · b7 чёрная пешка · c7 чёрная пешка · d7 чёрный конь · e7 чёрный слон · f7 чёрная пешка · g7 чёрная пешка · d6 белый конь · h6 чёрная пешка · c5 белая пешка · d4 белая пешка · d3 белый ферзь · f3 белый конь · a2 белая пешка · b2 белая пешка · c2 белый слон · e2 чёрная пешка · g2 белая пешка · h2 белая пешка · a1 белая ладья · f1 белая ладья · g1 белый король \| a8 чёрная ладья · c8 чёрный слон · d8 чёрный ферзь · e8 чёрная ладья · g8 чёрный король · a7 чёрная пешка · b7 чёрная пешка · c7 чёрная пешка · d7 чёрный конь · e7 чёрный слон · f7 чёрная пешка · g7 чёрная пешка · d6 белый конь · h6 чёрная пешка · c5 белая пешка · d4 белая пешка · d3 белый ферзь · f3 белый конь · a2 белая пешка · b2 белая пешка · c2 белый слон · e2 чёрная пешка · g2 белая пешка · h2 белая пешка · a1 белая ладья · f1 белая ладья · g1 белый король \| a8 чёрная ладья · c8 чёрный слон · d8 чёрный ферзь · e8 чёрная ладья · g8 чёрный король · a7 чёрная пешка · b7 чёрная пешка · c7 чёрная пешка · d7 чёрный конь · e7 чёрный слон · f7 чёрная пешка · g7 чёрная пешка · d6 белый конь · h6 чёрная пешка · c5 белая пешка · d4 белая пешка · d3 белый ферзь · f3 белый конь · a2 белая пешка · b2 белая пешка · c2 белый слон · e2 чёрная пешка · g2 белая пешка · h2 белая пешка · a1 белая ладья · f1 белая ладья · g1 белый король \| a8 чёрная ладья · c8 чёрный слон · d8 чёрный ферзь · e8 чёрная ладья · g8 чёрный король · a7 чёрная пешка · b7 чёрная пешка · c7 чёрная пешка · d7 чёрный конь · e7 чёрный слон · f7 чёрная пешка · g7 чёрная пешка · d6 белый конь · h6 чёрная пешка · c5 белая пешка · d4 белая пешка · d3 белый ферзь · f3 белый конь · a2 белая пешка · b2 белая пешка · c2 белый слон · e2 чёрная пешка · g2 белая пешка · h2 белая пешка · a1 белая ладья · f1 белая ладья · g1 белый король \| a8 чёрная ладья · c8 чёрный слон · d8 чёрный ферзь · e8 чёрная ладья · g8 чёрный король · a7 чёрная пешка · b7 чёрная пешка · c7 чёрная пешка · d7 чёрный конь · e7 чёрный слон · f7 чёрная пешка · g7 чёрная пешка · d6 белый конь · h6 чёрная пешка · c5 белая пешка · d4 белая пешка · d3 белый ферзь · f3 белый конь · a2 белая пешка · b2 белая пешка · c2 белый слон · e2 чёрная пешка · g2 белая пешка · h2 белая пешка · a1 белая ладья · f1 белая ладья · g1 белый король \| a8 чёрная ладья · c8 чёрный слон · d8 чёрный ферзь · e8 чёрная ладья · g8 чёрный король · a7 чёрная пешка · b7 чёрная пешка · c7 чёрная пешка · d7 чёрный конь · e7 чёрный слон · f7 чёрная пешка · g7 чёрная пешка · d6 белый конь · h6 чёрная пешка · c5 белая пешка · d4 белая пешка · d3 белый ферзь · f3 белый конь · a2 белая пешка · b2 белая пешка · c2 белый слон · e2 чёрная пешка · g2 белая пешка · h2 белая пешка · a1 белая ладья · f1 белая ладья · g1 белый король \| 1 \| \| \| a \| b \| c \| d \| e \| f \| g \| h \| \| Позиция после 15. Кd6! 1. e4 e5 2. f4 ef 3. Кf3 d5 4. ed Сd6 5. Кc3 Кe7 6. d4 0-0 7. Сd3 Кd7 8. 0-0 h6 (комментаторы указывают, что сильнее было 8…Кf6! А ход в партии ослабляет позицию чёрного короля) 9. Кe4! Жертва пешки за перспективы атаки. …К:d5 10. c4 Кe3 11. С:e3 fe 12. c5 Сe7. 13. Сc2! Спасский называл этот ход, выстраивающий нацеленную на поле h7 «батарею», самым трудным в партии. 13…Лe8 14. Фd3 e2? Позволяет белым провести эффектную выигрывающую атаку. Следовало сыграть 14…Кf8!, возвращая пешку. 15. Кd6! (См. позицию на диаграмме.) Белые позволяют взять ладью с шахом, однако неразвитость фигур и слабости королевского фланга вкупе с неточной игрой чёрных решают исход партии. Сам Спасский указывал, что сильнее было спокойное 15. Лf2, однако он сознательно пошёл на этот вариант, так как Бронштейн к этому моменту испытывал цейтнот, а эффектный ход должен был стать сильным психологическим ударом. 15…Кf8?! Сергей Шипов указывает в качестве лучшего продолжения 15…С:d6! 16. Фh7+ Крf8 17. cd efФ+ 18. Л:f1 cd 19. Фh8+ Крe7 20. Лe1+ Кe5. Но и там белые имеют сильнейшую атаку за качество. 16. К:f7! efФ+ 17. Л:f1 Сf5. На 17…Кр: f7 следовал эффектный мат 18. Кe5+ Крg8 19. Фh7+!! К:h7 20. Сb3+ Крh8 21. Кg6#. 18. Ф:f5 Фd7 19. Фf4 Сf6 20. К3e5 Фe7 21. Сb3 С:e5 22. К:e5+ Крh7 23. Фe4+. Чёрные сдались, поскольку следующим ходом 24. Л:f8 белые заканчивают партию. | | | | | | | | |   |
| | a | b | c | d | e | f | g | h |   |
| 8 | a8 чёрная ладья · c8 чёрный слон · d8 чёрный ферзь · e8 чёрная ладья · g8 чёрный король · a7 чёрная пешка · b7 чёрная пешка · c7 чёрная пешка · d7 чёрный конь · e7 чёрный слон · f7 чёрная пешка · g7 чёрная пешка · d6 белый конь · h6 чёрная пешка · c5 белая пешка · d4 белая пешка · d3 белый ферзь · f3 белый конь · a2 белая пешка · b2 белая пешка · c2 белый слон · e2 чёрная пешка · g2 белая пешка · h2 белая пешка · a1 белая ладья · f1 белая ладья · g1 белый король | a8 чёрная ладья · c8 чёрный слон · d8 чёрный ферзь · e8 чёрная ладья · g8 чёрный король · a7 чёрная пешка · b7 чёрная пешка · c7 чёрная пешка · d7 чёрный конь · e7 чёрный слон · f7 чёрная пешка · g7 чёрная пешка · d6 белый конь · h6 чёрная пешка · c5 белая пешка · d4 белая пешка · d3 белый ферзь · f3 белый конь · a2 белая пешка · b2 белая пешка · c2 белый слон · e2 чёрная пешка · g2 белая пешка · h2 белая пешка · a1 белая ладья · f1 белая ладья · g1 белый король | a8 чёрная ладья · c8 чёрный слон · d8 чёрный ферзь · e8 чёрная ладья · g8 чёрный король · a7 чёрная пешка · b7 чёрная пешка · c7 чёрная пешка · d7 чёрный конь · e7 чёрный слон · f7 чёрная пешка · g7 чёрная пешка · d6 белый конь · h6 чёрная пешка · c5 белая пешка · d4 белая пешка · d3 белый ферзь · f3 белый конь · a2 белая пешка · b2 белая пешка · c2 белый слон · e2 чёрная пешка · g2 белая пешка · h2 белая пешка · a1 белая ладья · f1 белая ладья · g1 белый король | a8 чёрная ладья · c8 чёрный слон · d8 чёрный ферзь · e8 чёрная ладья · g8 чёрный король · a7 чёрная пешка · b7 чёрная пешка · c7 чёрная пешка · d7 чёрный конь · e7 чёрный слон · f7 чёрная пешка · g7 чёрная пешка · d6 белый конь · h6 чёрная пешка · c5 белая пешка · d4 белая пешка · d3 белый ферзь · f3 белый конь · a2 белая пешка · b2 белая пешка · c2 белый слон · e2 чёрная пешка · g2 белая пешка · h2 белая пешка · a1 белая ладья · f1 белая ладья · g1 белый король | a8 чёрная ладья · c8 чёрный слон · d8 чёрный ферзь · e8 чёрная ладья · g8 чёрный король · a7 чёрная пешка · b7 чёрная пешка · c7 чёрная пешка · d7 чёрный конь · e7 чёрный слон · f7 чёрная пешка · g7 чёрная пешка · d6 белый конь · h6 чёрная пешка · c5 белая пешка · d4 белая пешка · d3 белый ферзь · f3 белый конь · a2 белая пешка · b2 белая пешка · c2 белый слон · e2 чёрная пешка · g2 белая пешка · h2 белая пешка · a1 белая ладья · f1 белая ладья · g1 белый король | a8 чёрная ладья · c8 чёрный слон · d8 чёрный ферзь · e8 чёрная ладья · g8 чёрный король · a7 чёрная пешка · b7 чёрная пешка · c7 чёрная пешка · d7 чёрный конь · e7 чёрный слон · f7 чёрная пешка · g7 чёрная пешка · d6 белый конь · h6 чёрная пешка · c5 белая пешка · d4 белая пешка · d3 белый ферзь · f3 белый конь · a2 белая пешка · b2 белая пешка · c2 белый слон · e2 чёрная пешка · g2 белая пешка · h2 белая пешка · a1 белая ладья · f1 белая ладья · g1 белый король | a8 чёрная ладья · c8 чёрный слон · d8 чёрный ферзь · e8 чёрная ладья · g8 чёрный король · a7 чёрная пешка · b7 чёрная пешка · c7 чёрная пешка · d7 чёрный конь · e7 чёрный слон · f7 чёрная пешка · g7 чёрная пешка · d6 белый конь · h6 чёрная пешка · c5 белая пешка · d4 белая пешка · d3 белый ферзь · f3 белый конь · a2 белая пешка · b2 белая пешка · c2 белый слон · e2 чёрная пешка · g2 белая пешка · h2 белая пешка · a1 белая ладья · f1 белая ладья · g1 белый король | a8 чёрная ладья · c8 чёрный слон · d8 чёрный ферзь · e8 чёрная ладья · g8 чёрный король · a7 чёрная пешка · b7 чёрная пешка · c7 чёрная пешка · d7 чёрный конь · e7 чёрный слон · f7 чёрная пешка · g7 чёрная пешка · d6 белый конь · h6 чёрная пешка · c5 белая пешка · d4 белая пешка · d3 белый ферзь · f3 белый конь · a2 белая пешка · b2 белая пешка · c2 белый слон · e2 чёрная пешка · g2 белая пешка · h2 белая пешка · a1 белая ладья · f1 белая ладья · g1 белый король | 8 |
| 7 | a8 чёрная ладья · c8 чёрный слон · d8 чёрный ферзь · e8 чёрная ладья · g8 чёрный король · a7 чёрная пешка · b7 чёрная пешка · c7 чёрная пешка · d7 чёрный конь · e7 чёрный слон · f7 чёрная пешка · g7 чёрная пешка · d6 белый конь · h6 чёрная пешка · c5 белая пешка · d4 белая пешка · d3 белый ферзь · f3 белый конь · a2 белая пешка · b2 белая пешка · c2 белый слон · e2 чёрная пешка · g2 белая пешка · h2 белая пешка · a1 белая ладья · f1 белая ладья · g1 белый король | a8 чёрная ладья · c8 чёрный слон · d8 чёрный ферзь · e8 чёрная ладья · g8 чёрный король · a7 чёрная пешка · b7 чёрная пешка · c7 чёрная пешка · d7 чёрный конь · e7 чёрный слон · f7 чёрная пешка · g7 чёрная пешка · d6 белый конь · h6 чёрная пешка · c5 белая пешка · d4 белая пешка · d3 белый ферзь · f3 белый конь · a2 белая пешка · b2 белая пешка · c2 белый слон · e2 чёрная пешка · g2 белая пешка · h2 белая пешка · a1 белая ладья · f1 белая ладья · g1 белый король | a8 чёрная ладья · c8 чёрный слон · d8 чёрный ферзь · e8 чёрная ладья · g8 чёрный король · a7 чёрная пешка · b7 чёрная пешка · c7 чёрная пешка · d7 чёрный конь · e7 чёрный слон · f7 чёрная пешка · g7 чёрная пешка · d6 белый конь · h6 чёрная пешка · c5 белая пешка · d4 белая пешка · d3 белый ферзь · f3 белый конь · a2 белая пешка · b2 белая пешка · c2 белый слон · e2 чёрная пешка · g2 белая пешка · h2 белая пешка · a1 белая ладья · f1 белая ладья · g1 белый король | a8 чёрная ладья · c8 чёрный слон · d8 чёрный ферзь · e8 чёрная ладья · g8 чёрный король · a7 чёрная пешка · b7 чёрная пешка · c7 чёрная пешка · d7 чёрный конь · e7 чёрный слон · f7 чёрная пешка · g7 чёрная пешка · d6 белый конь · h6 чёрная пешка · c5 белая пешка · d4 белая пешка · d3 белый ферзь · f3 белый конь · a2 белая пешка · b2 белая пешка · c2 белый слон · e2 чёрная пешка · g2 белая пешка · h2 белая пешка · a1 белая ладья · f1 белая ладья · g1 белый король | a8 чёрная ладья · c8 чёрный слон · d8 чёрный ферзь · e8 чёрная ладья · g8 чёрный король · a7 чёрная пешка · b7 чёрная пешка · c7 чёрная пешка · d7 чёрный конь · e7 чёрный слон · f7 чёрная пешка · g7 чёрная пешка · d6 белый конь · h6 чёрная пешка · c5 белая пешка · d4 белая пешка · d3 белый ферзь · f3 белый конь · a2 белая пешка · b2 белая пешка · c2 белый слон · e2 чёрная пешка · g2 белая пешка · h2 белая пешка · a1 белая ладья · f1 белая ладья · g1 белый король | a8 чёрная ладья · c8 чёрный слон · d8 чёрный ферзь · e8 чёрная ладья · g8 чёрный король · a7 чёрная пешка · b7 чёрная пешка · c7 чёрная пешка · d7 чёрный конь · e7 чёрный слон · f7 чёрная пешка · g7 чёрная пешка · d6 белый конь · h6 чёрная пешка · c5 белая пешка · d4 белая пешка · d3 белый ферзь · f3 белый конь · a2 белая пешка · b2 белая пешка · c2 белый слон · e2 чёрная пешка · g2 белая пешка · h2 белая пешка · a1 белая ладья · f1 белая ладья · g1 белый король | a8 чёрная ладья · c8 чёрный слон · d8 чёрный ферзь · e8 чёрная ладья · g8 чёрный король · a7 чёрная пешка · b7 чёрная пешка · c7 чёрная пешка · d7 чёрный конь · e7 чёрный слон · f7 чёрная пешка · g7 чёрная пешка · d6 белый конь · h6 чёрная пешка · c5 белая пешка · d4 белая пешка · d3 белый ферзь · f3 белый конь · a2 белая пешка · b2 белая пешка · c2 белый слон · e2 чёрная пешка · g2 белая пешка · h2 белая пешка · a1 белая ладья · f1 белая ладья · g1 белый король | a8 чёрная ладья · c8 чёрный слон · d8 чёрный ферзь · e8 чёрная ладья · g8 чёрный король · a7 чёрная пешка · b7 чёрная пешка · c7 чёрная пешка · d7 чёрный конь · e7 чёрный слон · f7 чёрная пешка · g7 чёрная пешка · d6 белый конь · h6 чёрная пешка · c5 белая пешка · d4 белая пешка · d3 белый ферзь · f3 белый конь · a2 белая пешка · b2 белая пешка · c2 белый слон · e2 чёрная пешка · g2 белая пешка · h2 белая пешка · a1 белая ладья · f1 белая ладья · g1 белый король | 7 |
| 6 | a8 чёрная ладья · c8 чёрный слон · d8 чёрный ферзь · e8 чёрная ладья · g8 чёрный король · a7 чёрная пешка · b7 чёрная пешка · c7 чёрная пешка · d7 чёрный конь · e7 чёрный слон · f7 чёрная пешка · g7 чёрная пешка · d6 белый конь · h6 чёрная пешка · c5 белая пешка · d4 белая пешка · d3 белый ферзь · f3 белый конь · a2 белая пешка · b2 белая пешка · c2 белый слон · e2 чёрная пешка · g2 белая пешка · h2 белая пешка · a1 белая ладья · f1 белая ладья · g1 белый король | a8 чёрная ладья · c8 чёрный слон · d8 чёрный ферзь · e8 чёрная ладья · g8 чёрный король · a7 чёрная пешка · b7 чёрная пешка · c7 чёрная пешка · d7 чёрный конь · e7 чёрный слон · f7 чёрная пешка · g7 чёрная пешка · d6 белый конь · h6 чёрная пешка · c5 белая пешка · d4 белая пешка · d3 белый ферзь · f3 белый конь · a2 белая пешка · b2 белая пешка · c2 белый слон · e2 чёрная пешка · g2 белая пешка · h2 белая пешка · a1 белая ладья · f1 белая ладья · g1 белый король | a8 чёрная ладья · c8 чёрный слон · d8 чёрный ферзь · e8 чёрная ладья · g8 чёрный король · a7 чёрная пешка · b7 чёрная пешка · c7 чёрная пешка · d7 чёрный конь · e7 чёрный слон · f7 чёрная пешка · g7 чёрная пешка · d6 белый конь · h6 чёрная пешка · c5 белая пешка · d4 белая пешка · d3 белый ферзь · f3 белый конь · a2 белая пешка · b2 белая пешка · c2 белый слон · e2 чёрная пешка · g2 белая пешка · h2 белая пешка · a1 белая ладья · f1 белая ладья · g1 белый король | a8 чёрная ладья · c8 чёрный слон · d8 чёрный ферзь · e8 чёрная ладья · g8 чёрный король · a7 чёрная пешка · b7 чёрная пешка · c7 чёрная пешка · d7 чёрный конь · e7 чёрный слон · f7 чёрная пешка · g7 чёрная пешка · d6 белый конь · h6 чёрная пешка · c5 белая пешка · d4 белая пешка · d3 белый ферзь · f3 белый конь · a2 белая пешка · b2 белая пешка · c2 белый слон · e2 чёрная пешка · g2 белая пешка · h2 белая пешка · a1 белая ладья · f1 белая ладья · g1 белый король | a8 чёрная ладья · c8 чёрный слон · d8 чёрный ферзь · e8 чёрная ладья · g8 чёрный король · a7 чёрная пешка · b7 чёрная пешка · c7 чёрная пешка · d7 чёрный конь · e7 чёрный слон · f7 чёрная пешка · g7 чёрная пешка · d6 белый конь · h6 чёрная пешка · c5 белая пешка · d4 белая пешка · d3 белый ферзь · f3 белый конь · a2 белая пешка · b2 белая пешка · c2 белый слон · e2 чёрная пешка · g2 белая пешка · h2 белая пешка · a1 белая ладья · f1 белая ладья · g1 белый король | a8 чёрная ладья · c8 чёрный слон · d8 чёрный ферзь · e8 чёрная ладья · g8 чёрный король · a7 чёрная пешка · b7 чёрная пешка · c7 чёрная пешка · d7 чёрный конь · e7 чёрный слон · f7 чёрная пешка · g7 чёрная пешка · d6 белый конь · h6 чёрная пешка · c5 белая пешка · d4 белая пешка · d3 белый ферзь · f3 белый конь · a2 белая пешка · b2 белая пешка · c2 белый слон · e2 чёрная пешка · g2 белая пешка · h2 белая пешка · a1 белая ладья · f1 белая ладья · g1 белый король | a8 чёрная ладья · c8 чёрный слон · d8 чёрный ферзь · e8 чёрная ладья · g8 чёрный король · a7 чёрная пешка · b7 чёрная пешка · c7 чёрная пешка · d7 чёрный конь · e7 чёрный слон · f7 чёрная пешка · g7 чёрная пешка · d6 белый конь · h6 чёрная пешка · c5 белая пешка · d4 белая пешка · d3 белый ферзь · f3 белый конь · a2 белая пешка · b2 белая пешка · c2 белый слон · e2 чёрная пешка · g2 белая пешка · h2 белая пешка · a1 белая ладья · f1 белая ладья · g1 белый король | a8 чёрная ладья · c8 чёрный слон · d8 чёрный ферзь · e8 чёрная ладья · g8 чёрный король · a7 чёрная пешка · b7 чёрная пешка · c7 чёрная пешка · d7 чёрный конь · e7 чёрный слон · f7 чёрная пешка · g7 чёрная пешка · d6 белый конь · h6 чёрная пешка · c5 белая пешка · d4 белая пешка · d3 белый ферзь · f3 белый конь · a2 белая пешка · b2 белая пешка · c2 белый слон · e2 чёрная пешка · g2 белая пешка · h2 белая пешка · a1 белая ладья · f1 белая ладья · g1 белый король | 6 |
| 5 | a8 чёрная ладья · c8 чёрный слон · d8 чёрный ферзь · e8 чёрная ладья · g8 чёрный король · a7 чёрная пешка · b7 чёрная пешка · c7 чёрная пешка · d7 чёрный конь · e7 чёрный слон · f7 чёрная пешка · g7 чёрная пешка · d6 белый конь · h6 чёрная пешка · c5 белая пешка · d4 белая пешка · d3 белый ферзь · f3 белый конь · a2 белая пешка · b2 белая пешка · c2 белый слон · e2 чёрная пешка · g2 белая пешка · h2 белая пешка · a1 белая ладья · f1 белая ладья · g1 белый король | a8 чёрная ладья · c8 чёрный слон · d8 чёрный ферзь · e8 чёрная ладья · g8 чёрный король · a7 чёрная пешка · b7 чёрная пешка · c7 чёрная пешка · d7 чёрный конь · e7 чёрный слон · f7 чёрная пешка · g7 чёрная пешка · d6 белый конь · h6 чёрная пешка · c5 белая пешка · d4 белая пешка · d3 белый ферзь · f3 белый конь · a2 белая пешка · b2 белая пешка · c2 белый слон · e2 чёрная пешка · g2 белая пешка · h2 белая пешка · a1 белая ладья · f1 белая ладья · g1 белый король | a8 чёрная ладья · c8 чёрный слон · d8 чёрный ферзь · e8 чёрная ладья · g8 чёрный король · a7 чёрная пешка · b7 чёрная пешка · c7 чёрная пешка · d7 чёрный конь · e7 чёрный слон · f7 чёрная пешка · g7 чёрная пешка · d6 белый конь · h6 чёрная пешка · c5 белая пешка · d4 белая пешка · d3 белый ферзь · f3 белый конь · a2 белая пешка · b2 белая пешка · c2 белый слон · e2 чёрная пешка · g2 белая пешка · h2 белая пешка · a1 белая ладья · f1 белая ладья · g1 белый король | a8 чёрная ладья · c8 чёрный слон · d8 чёрный ферзь · e8 чёрная ладья · g8 чёрный король · a7 чёрная пешка · b7 чёрная пешка · c7 чёрная пешка · d7 чёрный конь · e7 чёрный слон · f7 чёрная пешка · g7 чёрная пешка · d6 белый конь · h6 чёрная пешка · c5 белая пешка · d4 белая пешка · d3 белый ферзь · f3 белый конь · a2 белая пешка · b2 белая пешка · c2 белый слон · e2 чёрная пешка · g2 белая пешка · h2 белая пешка · a1 белая ладья · f1 белая ладья · g1 белый король | a8 чёрная ладья · c8 чёрный слон · d8 чёрный ферзь · e8 чёрная ладья · g8 чёрный король · a7 чёрная пешка · b7 чёрная пешка · c7 чёрная пешка · d7 чёрный конь · e7 чёрный слон · f7 чёрная пешка · g7 чёрная пешка · d6 белый конь · h6 чёрная пешка · c5 белая пешка · d4 белая пешка · d3 белый ферзь · f3 белый конь · a2 белая пешка · b2 белая пешка · c2 белый слон · e2 чёрная пешка · g2 белая пешка · h2 белая пешка · a1 белая ладья · f1 белая ладья · g1 белый король | a8 чёрная ладья · c8 чёрный слон · d8 чёрный ферзь · e8 чёрная ладья · g8 чёрный король · a7 чёрная пешка · b7 чёрная пешка · c7 чёрная пешка · d7 чёрный конь · e7 чёрный слон · f7 чёрная пешка · g7 чёрная пешка · d6 белый конь · h6 чёрная пешка · c5 белая пешка · d4 белая пешка · d3 белый ферзь · f3 белый конь · a2 белая пешка · b2 белая пешка · c2 белый слон · e2 чёрная пешка · g2 белая пешка · h2 белая пешка · a1 белая ладья · f1 белая ладья · g1 белый король | a8 чёрная ладья · c8 чёрный слон · d8 чёрный ферзь · e8 чёрная ладья · g8 чёрный король · a7 чёрная пешка · b7 чёрная пешка · c7 чёрная пешка · d7 чёрный конь · e7 чёрный слон · f7 чёрная пешка · g7 чёрная пешка · d6 белый конь · h6 чёрная пешка · c5 белая пешка · d4 белая пешка · d3 белый ферзь · f3 белый конь · a2 белая пешка · b2 белая пешка · c2 белый слон · e2 чёрная пешка · g2 белая пешка · h2 белая пешка · a1 белая ладья · f1 белая ладья · g1 белый король | a8 чёрная ладья · c8 чёрный слон · d8 чёрный ферзь · e8 чёрная ладья · g8 чёрный король · a7 чёрная пешка · b7 чёрная пешка · c7 чёрная пешка · d7 чёрный конь · e7 чёрный слон · f7 чёрная пешка · g7 чёрная пешка · d6 белый конь · h6 чёрная пешка · c5 белая пешка · d4 белая пешка · d3 белый ферзь · f3 белый конь · a2 белая пешка · b2 белая пешка · c2 белый слон · e2 чёрная пешка · g2 белая пешка · h2 белая пешка · a1 белая ладья · f1 белая ладья · g1 белый король | 5 |
| 4 | a8 чёрная ладья · c8 чёрный слон · d8 чёрный ферзь · e8 чёрная ладья · g8 чёрный король · a7 чёрная пешка · b7 чёрная пешка · c7 чёрная пешка · d7 чёрный конь · e7 чёрный слон · f7 чёрная пешка · g7 чёрная пешка · d6 белый конь · h6 чёрная пешка · c5 белая пешка · d4 белая пешка · d3 белый ферзь · f3 белый конь · a2 белая пешка · b2 белая пешка · c2 белый слон · e2 чёрная пешка · g2 белая пешка · h2 белая пешка · a1 белая ладья · f1 белая ладья · g1 белый король | a8 чёрная ладья · c8 чёрный слон · d8 чёрный ферзь · e8 чёрная ладья · g8 чёрный король · a7 чёрная пешка · b7 чёрная пешка · c7 чёрная пешка · d7 чёрный конь · e7 чёрный слон · f7 чёрная пешка · g7 чёрная пешка · d6 белый конь · h6 чёрная пешка · c5 белая пешка · d4 белая пешка · d3 белый ферзь · f3 белый конь · a2 белая пешка · b2 белая пешка · c2 белый слон · e2 чёрная пешка · g2 белая пешка · h2 белая пешка · a1 белая ладья · f1 белая ладья · g1 белый король | a8 чёрная ладья · c8 чёрный слон · d8 чёрный ферзь · e8 чёрная ладья · g8 чёрный король · a7 чёрная пешка · b7 чёрная пешка · c7 чёрная пешка · d7 чёрный конь · e7 чёрный слон · f7 чёрная пешка · g7 чёрная пешка · d6 белый конь · h6 чёрная пешка · c5 белая пешка · d4 белая пешка · d3 белый ферзь · f3 белый конь · a2 белая пешка · b2 белая пешка · c2 белый слон · e2 чёрная пешка · g2 белая пешка · h2 белая пешка · a1 белая ладья · f1 белая ладья · g1 белый король | a8 чёрная ладья · c8 чёрный слон · d8 чёрный ферзь · e8 чёрная ладья · g8 чёрный король · a7 чёрная пешка · b7 чёрная пешка · c7 чёрная пешка · d7 чёрный конь · e7 чёрный слон · f7 чёрная пешка · g7 чёрная пешка · d6 белый конь · h6 чёрная пешка · c5 белая пешка · d4 белая пешка · d3 белый ферзь · f3 белый конь · a2 белая пешка · b2 белая пешка · c2 белый слон · e2 чёрная пешка · g2 белая пешка · h2 белая пешка · a1 белая ладья · f1 белая ладья · g1 белый король | a8 чёрная ладья · c8 чёрный слон · d8 чёрный ферзь · e8 чёрная ладья · g8 чёрный король · a7 чёрная пешка · b7 чёрная пешка · c7 чёрная пешка · d7 чёрный конь · e7 чёрный слон · f7 чёрная пешка · g7 чёрная пешка · d6 белый конь · h6 чёрная пешка · c5 белая пешка · d4 белая пешка · d3 белый ферзь · f3 белый конь · a2 белая пешка · b2 белая пешка · c2 белый слон · e2 чёрная пешка · g2 белая пешка · h2 белая пешка · a1 белая ладья · f1 белая ладья · g1 белый король | a8 чёрная ладья · c8 чёрный слон · d8 чёрный ферзь · e8 чёрная ладья · g8 чёрный король · a7 чёрная пешка · b7 чёрная пешка · c7 чёрная пешка · d7 чёрный конь · e7 чёрный слон · f7 чёрная пешка · g7 чёрная пешка · d6 белый конь · h6 чёрная пешка · c5 белая пешка · d4 белая пешка · d3 белый ферзь · f3 белый конь · a2 белая пешка · b2 белая пешка · c2 белый слон · e2 чёрная пешка · g2 белая пешка · h2 белая пешка · a1 белая ладья · f1 белая ладья · g1 белый король | a8 чёрная ладья · c8 чёрный слон · d8 чёрный ферзь · e8 чёрная ладья · g8 чёрный король · a7 чёрная пешка · b7 чёрная пешка · c7 чёрная пешка · d7 чёрный конь · e7 чёрный слон · f7 чёрная пешка · g7 чёрная пешка · d6 белый конь · h6 чёрная пешка · c5 белая пешка · d4 белая пешка · d3 белый ферзь · f3 белый конь · a2 белая пешка · b2 белая пешка · c2 белый слон · e2 чёрная пешка · g2 белая пешка · h2 белая пешка · a1 белая ладья · f1 белая ладья · g1 белый король | a8 чёрная ладья · c8 чёрный слон · d8 чёрный ферзь · e8 чёрная ладья · g8 чёрный король · a7 чёрная пешка · b7 чёрная пешка · c7 чёрная пешка · d7 чёрный конь · e7 чёрный слон · f7 чёрная пешка · g7 чёрная пешка · d6 белый конь · h6 чёрная пешка · c5 белая пешка · d4 белая пешка · d3 белый ферзь · f3 белый конь · a2 белая пешка · b2 белая пешка · c2 белый слон · e2 чёрная пешка · g2 белая пешка · h2 белая пешка · a1 белая ладья · f1 белая ладья · g1 белый король | 4 |
| 3 | a8 чёрная ладья · c8 чёрный слон · d8 чёрный ферзь · e8 чёрная ладья · g8 чёрный король · a7 чёрная пешка · b7 чёрная пешка · c7 чёрная пешка · d7 чёрный конь · e7 чёрный слон · f7 чёрная пешка · g7 чёрная пешка · d6 белый конь · h6 чёрная пешка · c5 белая пешка · d4 белая пешка · d3 белый ферзь · f3 белый конь · a2 белая пешка · b2 белая пешка · c2 белый слон · e2 чёрная пешка · g2 белая пешка · h2 белая пешка · a1 белая ладья · f1 белая ладья · g1 белый король | a8 чёрная ладья · c8 чёрный слон · d8 чёрный ферзь · e8 чёрная ладья · g8 чёрный король · a7 чёрная пешка · b7 чёрная пешка · c7 чёрная пешка · d7 чёрный конь · e7 чёрный слон · f7 чёрная пешка · g7 чёрная пешка · d6 белый конь · h6 чёрная пешка · c5 белая пешка · d4 белая пешка · d3 белый ферзь · f3 белый конь · a2 белая пешка · b2 белая пешка · c2 белый слон · e2 чёрная пешка · g2 белая пешка · h2 белая пешка · a1 белая ладья · f1 белая ладья · g1 белый король | a8 чёрная ладья · c8 чёрный слон · d8 чёрный ферзь · e8 чёрная ладья · g8 чёрный король · a7 чёрная пешка · b7 чёрная пешка · c7 чёрная пешка · d7 чёрный конь · e7 чёрный слон · f7 чёрная пешка · g7 чёрная пешка · d6 белый конь · h6 чёрная пешка · c5 белая пешка · d4 белая пешка · d3 белый ферзь · f3 белый конь · a2 белая пешка · b2 белая пешка · c2 белый слон · e2 чёрная пешка · g2 белая пешка · h2 белая пешка · a1 белая ладья · f1 белая ладья · g1 белый король | a8 чёрная ладья · c8 чёрный слон · d8 чёрный ферзь · e8 чёрная ладья · g8 чёрный король · a7 чёрная пешка · b7 чёрная пешка · c7 чёрная пешка · d7 чёрный конь · e7 чёрный слон · f7 чёрная пешка · g7 чёрная пешка · d6 белый конь · h6 чёрная пешка · c5 белая пешка · d4 белая пешка · d3 белый ферзь · f3 белый конь · a2 белая пешка · b2 белая пешка · c2 белый слон · e2 чёрная пешка · g2 белая пешка · h2 белая пешка · a1 белая ладья · f1 белая ладья · g1 белый король | a8 чёрная ладья · c8 чёрный слон · d8 чёрный ферзь · e8 чёрная ладья · g8 чёрный король · a7 чёрная пешка · b7 чёрная пешка · c7 чёрная пешка · d7 чёрный конь · e7 чёрный слон · f7 чёрная пешка · g7 чёрная пешка · d6 белый конь · h6 чёрная пешка · c5 белая пешка · d4 белая пешка · d3 белый ферзь · f3 белый конь · a2 белая пешка · b2 белая пешка · c2 белый слон · e2 чёрная пешка · g2 белая пешка · h2 белая пешка · a1 белая ладья · f1 белая ладья · g1 белый король | a8 чёрная ладья · c8 чёрный слон · d8 чёрный ферзь · e8 чёрная ладья · g8 чёрный король · a7 чёрная пешка · b7 чёрная пешка · c7 чёрная пешка · d7 чёрный конь · e7 чёрный слон · f7 чёрная пешка · g7 чёрная пешка · d6 белый конь · h6 чёрная пешка · c5 белая пешка · d4 белая пешка · d3 белый ферзь · f3 белый конь · a2 белая пешка · b2 белая пешка · c2 белый слон · e2 чёрная пешка · g2 белая пешка · h2 белая пешка · a1 белая ладья · f1 белая ладья · g1 белый король | a8 чёрная ладья · c8 чёрный слон · d8 чёрный ферзь · e8 чёрная ладья · g8 чёрный король · a7 чёрная пешка · b7 чёрная пешка · c7 чёрная пешка · d7 чёрный конь · e7 чёрный слон · f7 чёрная пешка · g7 чёрная пешка · d6 белый конь · h6 чёрная пешка · c5 белая пешка · d4 белая пешка · d3 белый ферзь · f3 белый конь · a2 белая пешка · b2 белая пешка · c2 белый слон · e2 чёрная пешка · g2 белая пешка · h2 белая пешка · a1 белая ладья · f1 белая ладья · g1 белый король | a8 чёрная ладья · c8 чёрный слон · d8 чёрный ферзь · e8 чёрная ладья · g8 чёрный король · a7 чёрная пешка · b7 чёрная пешка · c7 чёрная пешка · d7 чёрный конь · e7 чёрный слон · f7 чёрная пешка · g7 чёрная пешка · d6 белый конь · h6 чёрная пешка · c5 белая пешка · d4 белая пешка · d3 белый ферзь · f3 белый конь · a2 белая пешка · b2 белая пешка · c2 белый слон · e2 чёрная пешка · g2 белая пешка · h2 белая пешка · a1 белая ладья · f1 белая ладья · g1 белый король | 3 |
| 2 | a8 чёрная ладья · c8 чёрный слон · d8 чёрный ферзь · e8 чёрная ладья · g8 чёрный король · a7 чёрная пешка · b7 чёрная пешка · c7 чёрная пешка · d7 чёрный конь · e7 чёрный слон · f7 чёрная пешка · g7 чёрная пешка · d6 белый конь · h6 чёрная пешка · c5 белая пешка · d4 белая пешка · d3 белый ферзь · f3 белый конь · a2 белая пешка · b2 белая пешка · c2 белый слон · e2 чёрная пешка · g2 белая пешка · h2 белая пешка · a1 белая ладья · f1 белая ладья · g1 белый король | a8 чёрная ладья · c8 чёрный слон · d8 чёрный ферзь · e8 чёрная ладья · g8 чёрный король · a7 чёрная пешка · b7 чёрная пешка · c7 чёрная пешка · d7 чёрный конь · e7 чёрный слон · f7 чёрная пешка · g7 чёрная пешка · d6 белый конь · h6 чёрная пешка · c5 белая пешка · d4 белая пешка · d3 белый ферзь · f3 белый конь · a2 белая пешка · b2 белая пешка · c2 белый слон · e2 чёрная пешка · g2 белая пешка · h2 белая пешка · a1 белая ладья · f1 белая ладья · g1 белый король | a8 чёрная ладья · c8 чёрный слон · d8 чёрный ферзь · e8 чёрная ладья · g8 чёрный король · a7 чёрная пешка · b7 чёрная пешка · c7 чёрная пешка · d7 чёрный конь · e7 чёрный слон · f7 чёрная пешка · g7 чёрная пешка · d6 белый конь · h6 чёрная пешка · c5 белая пешка · d4 белая пешка · d3 белый ферзь · f3 белый конь · a2 белая пешка · b2 белая пешка · c2 белый слон · e2 чёрная пешка · g2 белая пешка · h2 белая пешка · a1 белая ладья · f1 белая ладья · g1 белый король | a8 чёрная ладья · c8 чёрный слон · d8 чёрный ферзь · e8 чёрная ладья · g8 чёрный король · a7 чёрная пешка · b7 чёрная пешка · c7 чёрная пешка · d7 чёрный конь · e7 чёрный слон · f7 чёрная пешка · g7 чёрная пешка · d6 белый конь · h6 чёрная пешка · c5 белая пешка · d4 белая пешка · d3 белый ферзь · f3 белый конь · a2 белая пешка · b2 белая пешка · c2 белый слон · e2 чёрная пешка · g2 белая пешка · h2 белая пешка · a1 белая ладья · f1 белая ладья · g1 белый король | a8 чёрная ладья · c8 чёрный слон · d8 чёрный ферзь · e8 чёрная ладья · g8 чёрный король · a7 чёрная пешка · b7 чёрная пешка · c7 чёрная пешка · d7 чёрный конь · e7 чёрный слон · f7 чёрная пешка · g7 чёрная пешка · d6 белый конь · h6 чёрная пешка · c5 белая пешка · d4 белая пешка · d3 белый ферзь · f3 белый конь · a2 белая пешка · b2 белая пешка · c2 белый слон · e2 чёрная пешка · g2 белая пешка · h2 белая пешка · a1 белая ладья · f1 белая ладья · g1 белый король | a8 чёрная ладья · c8 чёрный слон · d8 чёрный ферзь · e8 чёрная ладья · g8 чёрный король · a7 чёрная пешка · b7 чёрная пешка · c7 чёрная пешка · d7 чёрный конь · e7 чёрный слон · f7 чёрная пешка · g7 чёрная пешка · d6 белый конь · h6 чёрная пешка · c5 белая пешка · d4 белая пешка · d3 белый ферзь · f3 белый конь · a2 белая пешка · b2 белая пешка · c2 белый слон · e2 чёрная пешка · g2 белая пешка · h2 белая пешка · a1 белая ладья · f1 белая ладья · g1 белый король | a8 чёрная ладья · c8 чёрный слон · d8 чёрный ферзь · e8 чёрная ладья · g8 чёрный король · a7 чёрная пешка · b7 чёрная пешка · c7 чёрная пешка · d7 чёрный конь · e7 чёрный слон · f7 чёрная пешка · g7 чёрная пешка · d6 белый конь · h6 чёрная пешка · c5 белая пешка · d4 белая пешка · d3 белый ферзь · f3 белый конь · a2 белая пешка · b2 белая пешка · c2 белый слон · e2 чёрная пешка · g2 белая пешка · h2 белая пешка · a1 белая ладья · f1 белая ладья · g1 белый король | a8 чёрная ладья · c8 чёрный слон · d8 чёрный ферзь · e8 чёрная ладья · g8 чёрный король · a7 чёрная пешка · b7 чёрная пешка · c7 чёрная пешка · d7 чёрный конь · e7 чёрный слон · f7 чёрная пешка · g7 чёрная пешка · d6 белый конь · h6 чёрная пешка · c5 белая пешка · d4 белая пешка · d3 белый ферзь · f3 белый конь · a2 белая пешка · b2 белая пешка · c2 белый слон · e2 чёрная пешка · g2 белая пешка · h2 белая пешка · a1 белая ладья · f1 белая ладья · g1 белый король | 2 |
| 1 | a8 чёрная ладья · c8 чёрный слон · d8 чёрный ферзь · e8 чёрная ладья · g8 чёрный король · a7 чёрная пешка · b7 чёрная пешка · c7 чёрная пешка · d7 чёрный конь · e7 чёрный слон · f7 чёрная пешка · g7 чёрная пешка · d6 белый конь · h6 чёрная пешка · c5 белая пешка · d4 белая пешка · d3 белый ферзь · f3 белый конь · a2 белая пешка · b2 белая пешка · c2 белый слон · e2 чёрная пешка · g2 белая пешка · h2 белая пешка · a1 белая ладья · f1 белая ладья · g1 белый король | a8 чёрная ладья · c8 чёрный слон · d8 чёрный ферзь · e8 чёрная ладья · g8 чёрный король · a7 чёрная пешка · b7 чёрная пешка · c7 чёрная пешка · d7 чёрный конь · e7 чёрный слон · f7 чёрная пешка · g7 чёрная пешка · d6 белый конь · h6 чёрная пешка · c5 белая пешка · d4 белая пешка · d3 белый ферзь · f3 белый конь · a2 белая пешка · b2 белая пешка · c2 белый слон · e2 чёрная пешка · g2 белая пешка · h2 белая пешка · a1 белая ладья · f1 белая ладья · g1 белый король | a8 чёрная ладья · c8 чёрный слон · d8 чёрный ферзь · e8 чёрная ладья · g8 чёрный король · a7 чёрная пешка · b7 чёрная пешка · c7 чёрная пешка · d7 чёрный конь · e7 чёрный слон · f7 чёрная пешка · g7 чёрная пешка · d6 белый конь · h6 чёрная пешка · c5 белая пешка · d4 белая пешка · d3 белый ферзь · f3 белый конь · a2 белая пешка · b2 белая пешка · c2 белый слон · e2 чёрная пешка · g2 белая пешка · h2 белая пешка · a1 белая ладья · f1 белая ладья · g1 белый король | a8 чёрная ладья · c8 чёрный слон · d8 чёрный ферзь · e8 чёрная ладья · g8 чёрный король · a7 чёрная пешка · b7 чёрная пешка · c7 чёрная пешка · d7 чёрный конь · e7 чёрный слон · f7 чёрная пешка · g7 чёрная пешка · d6 белый конь · h6 чёрная пешка · c5 белая пешка · d4 белая пешка · d3 белый ферзь · f3 белый конь · a2 белая пешка · b2 белая пешка · c2 белый слон · e2 чёрная пешка · g2 белая пешка · h2 белая пешка · a1 белая ладья · f1 белая ладья · g1 белый король | a8 чёрная ладья · c8 чёрный слон · d8 чёрный ферзь · e8 чёрная ладья · g8 чёрный король · a7 чёрная пешка · b7 чёрная пешка · c7 чёрная пешка · d7 чёрный конь · e7 чёрный слон · f7 чёрная пешка · g7 чёрная пешка · d6 белый конь · h6 чёрная пешка · c5 белая пешка · d4 белая пешка · d3 белый ферзь · f3 белый конь · a2 белая пешка · b2 белая пешка · c2 белый слон · e2 чёрная пешка · g2 белая пешка · h2 белая пешка · a1 белая ладья · f1 белая ладья · g1 белый король | a8 чёрная ладья · c8 чёрный слон · d8 чёрный ферзь · e8 чёрная ладья · g8 чёрный король · a7 чёрная пешка · b7 чёрная пешка · c7 чёрная пешка · d7 чёрный конь · e7 чёрный слон · f7 чёрная пешка · g7 чёрная пешка · d6 белый конь · h6 чёрная пешка · c5 белая пешка · d4 белая пешка · d3 белый ферзь · f3 белый конь · a2 белая пешка · b2 белая пешка · c2 белый слон · e2 чёрная пешка · g2 белая пешка · h2 белая пешка · a1 белая ладья · f1 белая ладья · g1 белый король | a8 чёрная ладья · c8 чёрный слон · d8 чёрный ферзь · e8 чёрная ладья · g8 чёрный король · a7 чёрная пешка · b7 чёрная пешка · c7 чёрная пешка · d7 чёрный конь · e7 чёрный слон · f7 чёрная пешка · g7 чёрная пешка · d6 белый конь · h6 чёрная пешка · c5 белая пешка · d4 белая пешка · d3 белый ферзь · f3 белый конь · a2 белая пешка · b2 белая пешка · c2 белый слон · e2 чёрная пешка · g2 белая пешка · h2 белая пешка · a1 белая ладья · f1 белая ладья · g1 белый король | a8 чёрная ладья · c8 чёрный слон · d8 чёрный ферзь · e8 чёрная ладья · g8 чёрный король · a7 чёрная пешка · b7 чёрная пешка · c7 чёрная пешка · d7 чёрный конь · e7 чёрный слон · f7 чёрная пешка · g7 чёрная пешка · d6 белый конь · h6 чёрная пешка · c5 белая пешка · d4 белая пешка · d3 белый ферзь · f3 белый конь · a2 белая пешка · b2 белая пешка · c2 белый слон · e2 чёрная пешка · g2 белая пешка · h2 белая пешка · a1 белая ладья · f1 белая ладья · g1 белый король | 1 |
| | a | b | c | d | e | f | g | h |   |

В конце 1960 года Спасский расстался с Толушем, и его новым тренером в следующем году стал Игорь Бондаревский — сильный шахматист и теоретик, к этому времени почти отошедший от выступлений и уже имевший опыт тренерской работы с Паулем Кересом, Ефимом Геллером и Василием Смысловым. Бондаревский оставался тренером Спасского в течение десяти лет и сыграл огромную роль в его достижениях в этот период, включая победу в матче за звание чемпиона мира. До начала работы с Бондаревским Спасский принял участие в 28-м чемпионате СССР (январь — февраль 1961 года), который одновременно был зональным отборочным турниром очередного претендентского цикла; для попадания в межзональный турнир требовалось занять одно из первых четырёх мест. Он провёл весь турнир в лидирующей группе, однако поражения в двух последних турах от непосредственных конкурентов — Виктора Корчного и Леонида Штейна — отбросили его на 5—6 места. Таким образом Спасский, в 18 лет сыграв в турнире претендентов и войдя в шахматную элиту, пропустил два следующих претендентских цикла.
В апреле того же 1961 года, играя на второй доске за команду Ленинграда в ежегодном матче против команды Будапешта, Спасский внёс большой вклад в итоговую победу, набрав 3½ очка в четырёх партиях против Лайоша Портиша. В конце всё того же, 1961 года в 29-м, Бакинском очередном чемпионате страны Спасский играл очень уверенно и впервые стал чемпионом СССР. Он стартовал с трёх побед, в седьмом туре выиграл у шедшего с ним вровень Смыслова и в дальнейшем сохранил первое место за собой.
В апреле 1962 года Спасский разделил с Львом Полугаевским 2—3 места на мемориале Капабланки на Кубе, где победил Мигель Найдорф, набрав на пол-очка больше. В июле, играя на первой доске и набрав 7½ очков из 9 (без поражений), он выиграл командное первенство мира среди студентов. Затем Спасский впервые сыграл за сборную СССР на Шахматной олимпиаде в болгарской Варне, где советская команда завоевала золото. Спасский на третьей доске (позади Ботвинника и Петросяна) не проиграл ни одной партии и занял индивидуальное первое место.

### Борьба за звание чемпиона
В 1963 году Спасский, по совету своего тренера И. Бондаревского, переехал из Ленинграда в Москву. Напутствуя ученика, Бондаревский прямо сказал Борису: «Тобой слишком интересуется КГБ, мотай отсюда».

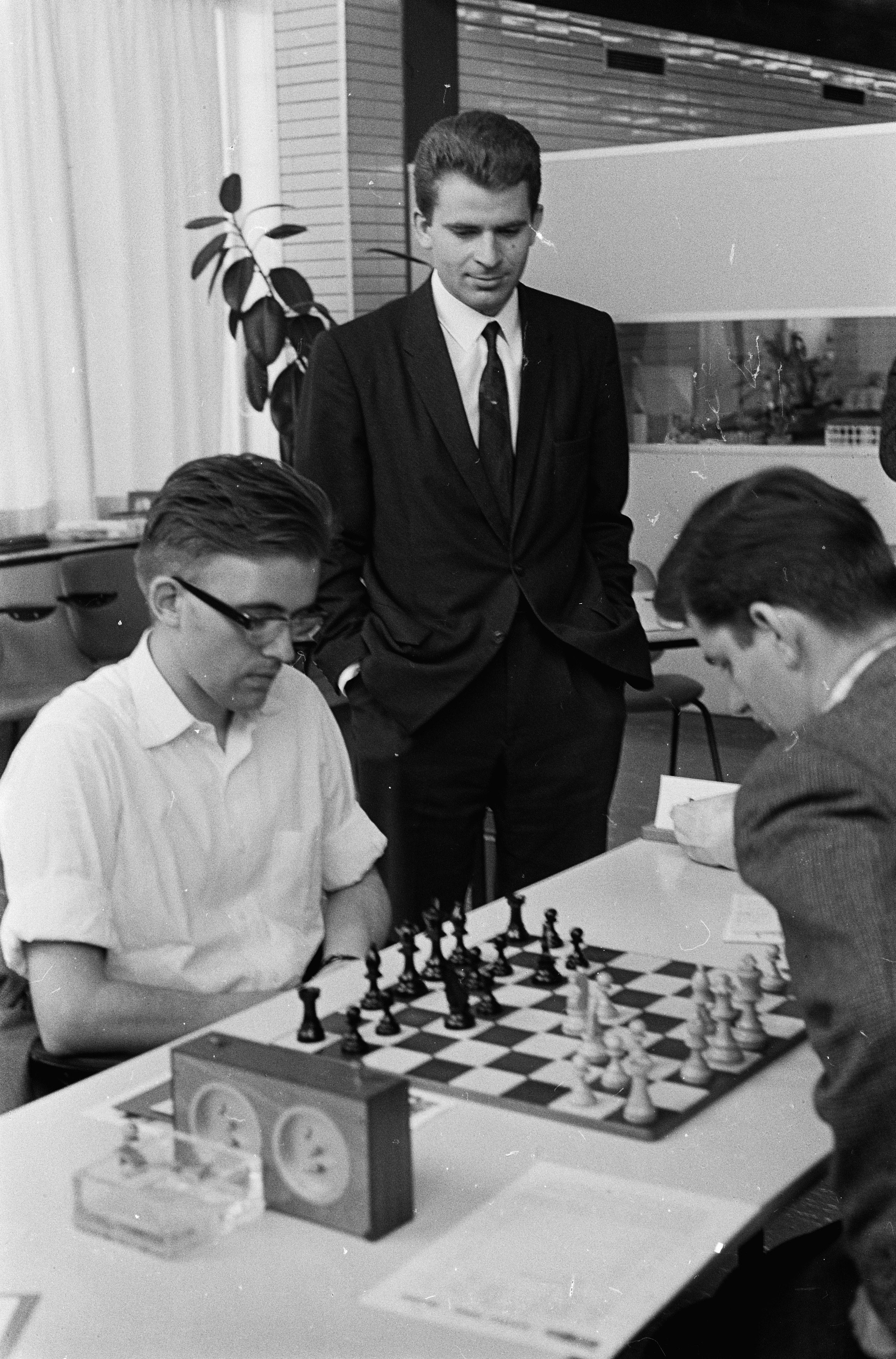
Спасский (стоит), 1964

В конце 1963 года он разделил первое — третье места на чемпионате страны, выиграв пять партий и сведя вничью остальные четырнадцать. Важную роль в распределении мест сыграл мастер Багиров, в 16-м туре проигравший Спасскому, а в последнем победивший лидировавшего Штейна. Матч-турнир за звание чемпиона между Спасским, Холмовым и Штейном выиграл последний.
Отборочный цикл к матчу на первенство мира 1966 года, начатый чемпионатом СССР 1963 года, продолжился зональным турниром. Это был новый этап, ставший промежуточным между чемпионатом страны и межзональным турниром. Семь советских гроссмейстеров играли круговой турнир в два круга, далее проходили трое лучших, к которым в межзональном турнире добавлялись Смыслов и Таль. Спасский набрал только пол-очка в первых трёх турах, но в итоге одержал победу с 7 очками из 12. Также в межзональный турнир вышли Давид Бронштейн и Леонид Штейн. Межзональный турнир в Амстердаме прошёл в мае — июне 1964 года. Из-за ограничения на количество участников от одной страны в матчах претендентов, куда уже прошли два советских гроссмейстера по результатам прошлого цикла, из межзонального турнира могли выйти не более трёх советских шахматистов. На стартовом отрезке Спасский проиграл одну партию и сделал ничьи с другими советскими участниками (следствие искусственной жеребьёвки, согласно которой советские шахматисты должны были в первых турах сыграть между собой), но с 8-го по 15-й туры выиграл восемь партий подряд и, несмотря на поражение от Бента Ларсена в предпоследнем туре, разделил 1—4 места с Ларсеном, Смысловым и Талем.
В четвертьфинальном матче из десяти партий Спасский играл с Паулем Кересом (вторым призёром последнего турнира претендентов). Керес выиграл первую партию, но далее Спасский одержал три победы подряд. Керес сократил отставание после восьмой партии, однако в десятой, в которой Керес был вынужден играть на победу, Спасский переиграл его в осложнениях и закончил поединок со счётом 6:4. Соперником в полуфинале стал Ефим Геллер. Матч с ним сложился легче четвертьфинального: Спасский удерживал позицию чёрными и выиграл три из четырёх партий белыми, закончив матч досрочно (5½:2½).
Соперником по финалу стал Михаил Таль. В качестве подготовки к матчу Спасский принял участие в Мемориале Чигорина в Сочи, в котором разделил первое место с Вольфгангом Унцикером (по 10½ из 15). Спасский сумел навязать Талю, известному комбинационным дарованием и атакующим стилем, манёвренную стратегическую борьбу. Проиграв вторую партию, он сравнял счёт в третьей, затем последовало несколько ничьих. Решающей стала девятая партия, в которой Таль, играя на выигрыш, допустил ошибки, которыми воспользовался противник. В двух следующих партиях Таль был вынужден идти на риск и снова проиграл. Матч закончился досрочно со счётом 7:4.
Матч на первенство мира между Спасским и Петросяном прошёл в Москве в первой половине 1966 года. Петросян с большим преимуществом провёл первую половину матча: победил в седьмой и десятой партиях, упустил победу в очень сильно проведённой двенадцатой и только в одной партии (пятой) стоял значительно хуже. Во второй половине претендент сумел одержать две победы и сравнять счёт. Но Петросян в свою очередь выиграл две партии и досрочно защитил звание чемпиона (итоговая минимальная разница 12½:11½ объясняется тем, что претендент набрал полтора очка в не имевших матчевого значения двух последних партиях).
В конце июня, не восстановившись после матча, Спасский принял участие в очередном Мемориале Чигорина в Сочи. Из турнира в последний момент выбыл Холмов, и Борис, отдыхавший в городе, уступил просьбам организаторов, чтобы состав турнира позволял выполнить в нём норму для получения звания гроссмейстера. В итоге он сыграл слабо и занял только пятое место. Тем же летом Спасский выиграл турнир на кубок Пятигорского в Санта-Монике (США) с очень сильным составом. Десять гроссмейстеров, включая чемпиона мира Петросяна, Фишера, Ларсена и Решевского, играли в два круга. Спасский прошёл дистанцию без поражений и победил в микроматчах обоих конкурентов, Фишера и Ларсена, однако обеспечил первое место только в последнем туре, когда он сам победил Доннера, а Фишер свою партию с Петросяном свёл вничью. В конце года Спасский на второй доске играл за сборную СССР на Олимпиаде в Гаване. В матче с основными конкурентами американцами он заменил Петросяна на первой доске в матче против Фишера, партия закончилась вничью. Всего в финальном турнире он сыграл десять партий, выиграв две и сведя вничью остальные.

### Чемпион мира
В претендентском цикле 1968 года соперником Спасского по четвертьфиналу снова стал Ефим Геллер. Как и три года назад, Спасский победил со счётом 5½:2½, на этот раз во многом благодаря работе, проделанной над дебютами. За чёрных он освоил французскую защиту, и Геллер ни разу не смог добиться перевеса белыми, а за белых он во всех партиях избирал закрытый вариант сицилианской защиты, который был неудобен для его соперника, предпочитавшего позиции с более открытой игрой, располагавшие к счёту конкретных вариантов. Полуфинал, в котором Спасскому противостоял Бент Ларсен, прошёл в июне 1968 года в Мальмё. Ларсен на тот момент был в очень хорошей форме, в предыдущие полтора года он победил в нескольких турнирах с сильным составом. Однако датчанин потерпел поражение в первой партии, безосновательно попытавшись сыграть на обострение в равной позиции, это стало для него серьёзным психологическим ударом, и такой же сценарий повторился и в двух следующих партиях. Спасский удержал перевес и закончил матч с тем же счётом 5½:2½.
В финал претендентского цикла, который прошёл в Киеве осенью, вышли Спасский и Виктор Корчной. Спасский прекрасно знал своего соперника ещё по детским соревнованиям и время между двумя матчами использовал только для отдыха. Он выиграл две первые «чёрные» партии, воспользовавшись ошибками соперника. Корчной сократил отставание в шестой встрече, но Спасский оставил за собой две следующие партии и в дальнейшем сохранил преимущество: 6½:3½.

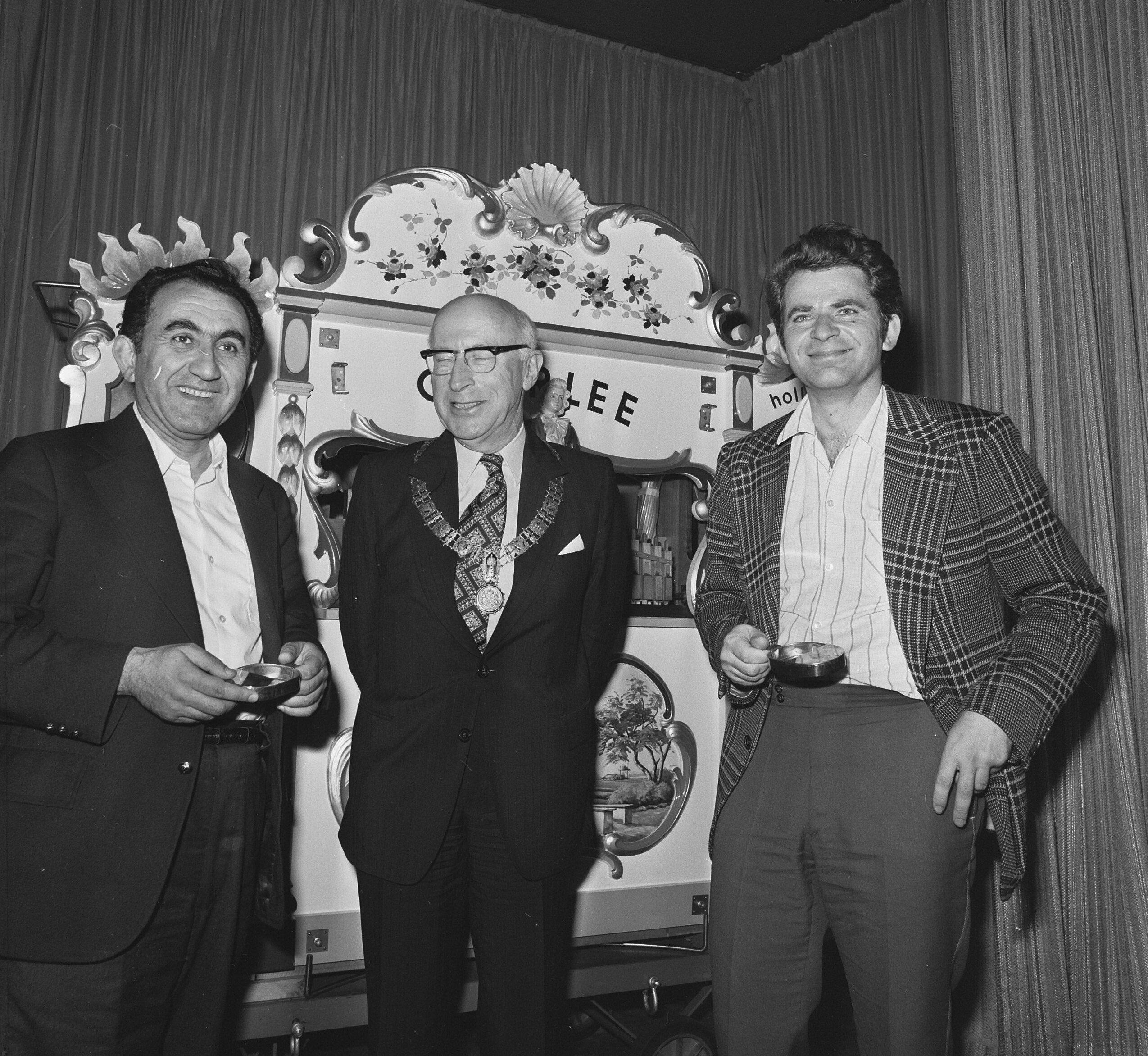
Спасский (справа) и Петросян (слева) в 1973 году

Той же осенью Спасский, его давний тренер Игорь Бондаревский и новый тренер Николай Крогиус переехали в гостиницу в подмосковной Дубне для планомерной подготовки к матчу на первенство мира с Петросяном. Спасский изучал стиль своего соперника и готовил дебютный репертуар и стратегию игры против Петросяна в разных ситуациях, учитывая в том числе и опыт неудачного первого матча. Было замечено, что в большинстве проигранных Петросяном партий сопернику удавалось получить позиционное преимущество и проводить чёткий стратегический план, в то время как в тактических осложнениях Петросян играл очень сильно, хотя это его качество часто недооценивалось: Петросян был известен в первую очередь позиционным мастерством и надёжностью в защите, часто граничившей с перестраховкой. Эта находка принесла плоды: дважды в важные моменты матча Петросян предпочитал упорную защиту в худшей позиции осложнениям, в которых мог бы получить неплохие шансы, и в итоге получал безнадёжное положение.
Спасский с тренерским штабом оставался в Дубне до апреля 1969 года. Матч на первенство мира начался в Москве 14 апреля. В первой партии Спасский упорно защищался, но при доигрывании отложенной партии ошибся и проиграл. Во второй он, применив разработанную к матчу защиту Тарраша, легко уравнял игру, и партия закончилась вничью. В четвёртой партии, снова в защите Тарраша, Спасский переиграл своего соперника в осложнениях, а в пятой, где Петросян применил за чёрных так называемую «улучшенную защиту Тарраша», претендент воспользовался домашней заготовкой и одержал быструю и эффектную победу. Увеличить преимущество в матче Спасский смог в восьмой партии, когда Петросян просмотрел тактический удар и был вынужден отдать ладью за лёгкую фигуру. Однако в девятой партии претендент упустил выигрывающий план при доигрывании, а затем Петросян одержал две победы подряд. Тем не менее перелома в матче не произошло. Соперники сделали несколько ничьих, а семнадцатая и девятнадцатая партии остались за претендентом. Петросян сумел одержать ещё одну победу, но двадцать первая партия осталась за его оппонентом, а в двадцать третьей Спасский, получив выигранную позицию, предложил ничью, поскольку пол-очка обеспечивали ему итоговую победу (12½ : 10½).
Первый турнир в звании чемпиона мира Спасский провёл в октябре 1969 года в Сан-Хуане (Пуэрто-Рико), где занял первое место, выиграв восемь партий и сведя вничью остальные семь. В конце года на гораздо более сильном турнире на Мальорке он играл неудачно и занял пятое место с 10 очками из 17, сделав четырнадцать ничьих (выиграл Бент Ларсен, набравший 12 очков). Спасский объяснял слабый результат накопившейся усталостью. Однако победа чемпиона мира над английским мастером Пенроузом получила первый приз за красоту, а позже заняла первое место в списке лучших партий полугодия в рейтинге югославского журнала «Информатор». В предыдущем и следующем номерах первое место тоже занимали партии Спасского.

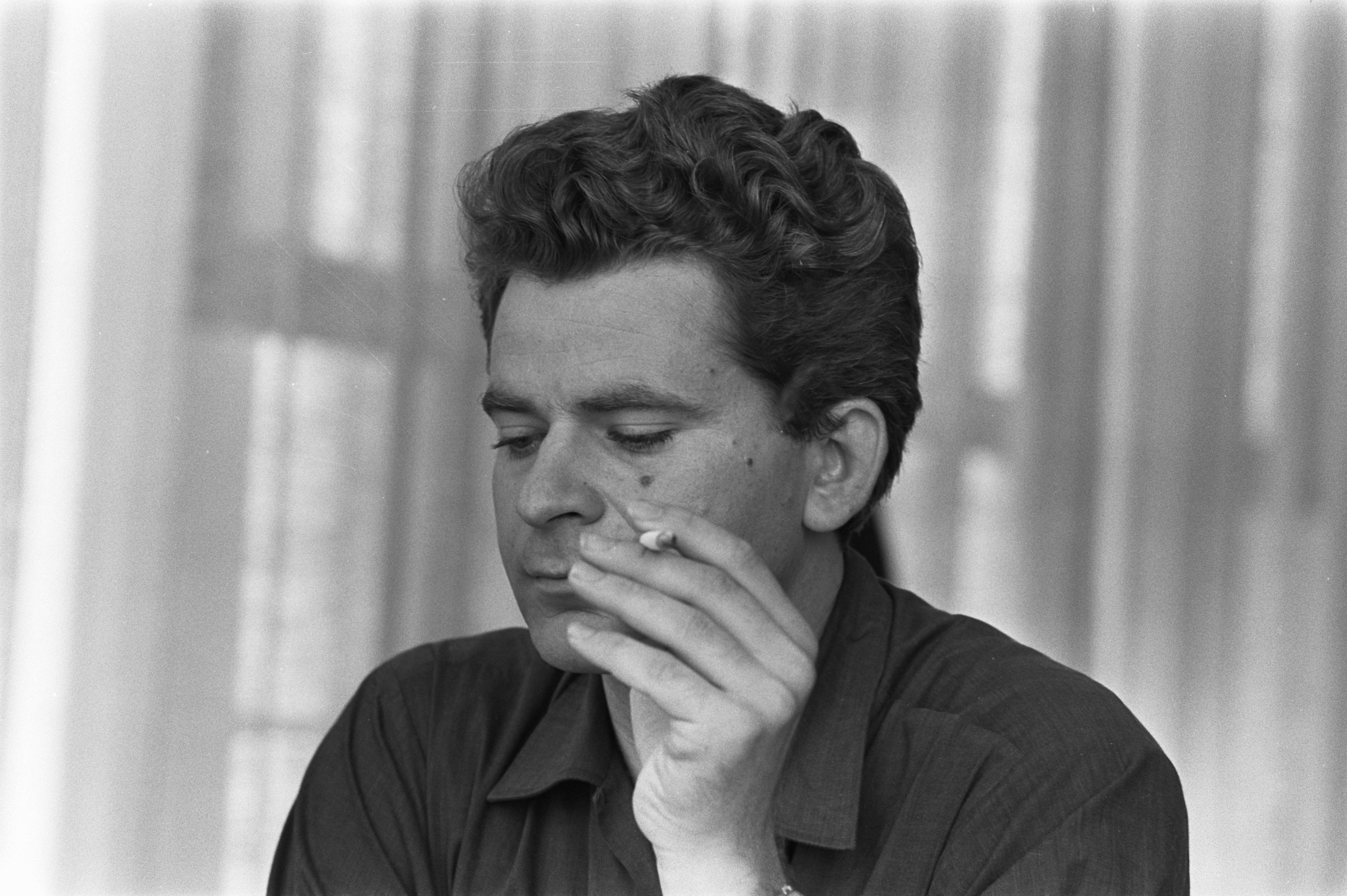
В 1970 году

Весной 1970 года чемпион мира играл на первой доске советской команды в «Матче века» между сборной СССР и сборной остального мира. Его соперником неожиданно стал Ларсен, которому уступил своё место Фишер. Первая партия закончилась вничью, во второй Ларсен белыми крайне неудачно разыграл дебют, и чемпион мира эффектно победил уже на 18-м ходу, а в третьей партии Спасский сам допустил зевок в хорошей позиции и потерпел поражение. На четвёртую партию чемпион не вышел из-за простуды, и его заменил запасной Леонид Штейн, который свою партию Ларсену проиграл. Осенью на шахматной олимпиаде Спасский выиграл личный зачёт на первой доске, а сборная Советского Союза получила очередное «золото». Победу гроссмейстера в партии против Фишера в центральном матче СССР — США Гарри Каспаров назвал «венцом чемпионского периода» шахматиста.
Осенью 1971 года определился соперник Спасского по будущему матчу на первенство мира, им стал Роберт Фишер. Фишер победил в матчах претендентов с не имевшим аналогов результатом: Марк Тайманов и Бент Ларсен были обыграны со счётом 6:0 каждый, Тигран Петросян — со счётом 6½:2½. После этого началась подготовка к матчу и одновременно с ней — длинные и сложные переговоры о месте и условиях его проведения, к которым сам Спасский, по его утверждению, не был допущен Спорткомитетом СССР. В этот период в тренерский штаб Спасского вошёл Ефим Геллер, которого Спасский считал самым ценным своим приобретением, характеризовал как сильного психолога и шахматиста, знающего уязвимые стороны Фишера; впоследствии Спасский сожалел, что не пригласил в качестве второго тренера Пауля Кереса. Крогиус же с появлением Геллера связывал целый ряд возникших в команде разногласий, приведших к расставанию чемпиона с многолетним тренером Бондаревским. Секундантами Спасского на матче с Фишером были Крогиус и Геллер, помощником — Иво Ней. Об отсутствии Бондаревского Спасский, согласно позднему интервью, не жалел ни при подготовке, ни в ходе матча, ни впоследствии. По оценке же Крогиуса, после ухода Бондаревского Спасский и Геллер не имели достаточно воли, чтобы организовать планомерный тренировочный процесс, что сыграло роль в исходе матча. Расхолаживающе, по мнению Крогиуса, действовал на Спасского и счёт его личных встреч с Фишером — 3:0 при нескольких ничьих, то есть до матча Спасский никогда Фишеру не проигрывал. 20 марта 1972 года было подписано соглашение, согласно которому матч начинался 22 июня 1972 года, его первая половина должна была пройти в Белграде, а вторая — в Рейкьявике. Однако затем последовал демарш Фишера, недовольного финансовыми условиями, после новых переговоров Югославия отозвала свою заявку, и президент ФИДЕ Макс Эйве определил местом матча Рейкьявик, а датой начала — 2 июля.
Фишер по неизвестной причине не прилетел в Рейкьявик к объявленной дате начала матча. Это вызвало скандал и протест советской стороны, однако Эйве принял решение перенести начало матча. Спасский, будучи джентльменом по натуре, желая играть матч, с этим согласился. В конце концов из-за задержек матч начался 11 июля. Спасский выиграл первую партию из-за грубой ошибки претендента в эндшпиле, а на вторую партию Фишер не явился после того, как организаторы отказались удовлетворить его требования к помещению для игр, и ему было засчитано поражение. Существует точка зрения, что неявка Фишера была рассчитанным психологическим ходом, выбившим Спасского из колеи (впоследствии Спасский говорил, что ему следовало бы в ответ сдать третью партию, таким образом он бы сохранил свой боевой дух и выиграл матч). В третьей партии Фишер чёрными применил дебютную новинку, чемпион мира отреагировал не лучшим образом и в итоге проиграл. В четвёртой партии Спасский чёрными использовал острую домашнюю заготовку с жертвой пешки, после чего изобретательно защищавшийся Фишер с трудом добился ничьей. В пятой партии Фишер — снова чёрными — сравнял счёт, а в шестой вышел вперёд, проведя прямую атаку. Затем он выиграл восьмую и десятую встречи. Одиннадцатую партию выиграл Спасский, эта партия примечательна тем, что стала единственным поражением Фишера чёрными в варианте «отравленной пешки» в сицилианской защите. В тринадцатой партии Фишер одержал эффектную победу в эндшпиле, в котором лавина чёрных пешек претендента противостояла белой ладье. При доигрывании оба соперника играли очень сильно, и партия должна была закончиться вничью, но 69-м ходом Спасский допустил решающую ошибку. Преимущество Фишера после этой победы достигло трёх очков, и он после семи ничьих подряд довёл матч до победы. В двадцать первой партии Спасский допустил ошибку в эндшпиле и на следующий день, 1 сентября, не пришёл на доигрывание, сдав по телефону партию и как следствие матч, который окончился победой претендента 12½:8½. За матч в Рейкьявике Спасский получил гонорар 93 тысячи долларов, на который, в частности, приобрёл автомобиль Волга М 21.
На совещании в Спорткомитете СССР после матча в числе причин поражения отмечались упущения при подготовке к матчу и недостаток игровой практики Спасского на высшем уровне. Об этом же писал Каспаров, отмечая как важный фактор и смену тренера. Сам Спасский впоследствии говорил, что Фишер на тот момент был действительно сильнейшим в мире. В адрес Иво Нея шахматное руководство высказывало подозрения в работе на Фишера: он во время матча комментировал уже сыгранные партии для американского гроссмейстера Роберта Бирна, делавшего обзоры для прессы; после матча Ней на два года стал невыездным. В 2016 году Спасский отмечал необъяснимую потерю концентрации и необычное состояние на матче в Рейкьявике и высказал предположение, что против него американцами было применено направленное из зала рентгеновское облучение, а Нея прямо назвал шпионом.

### Последующая карьера

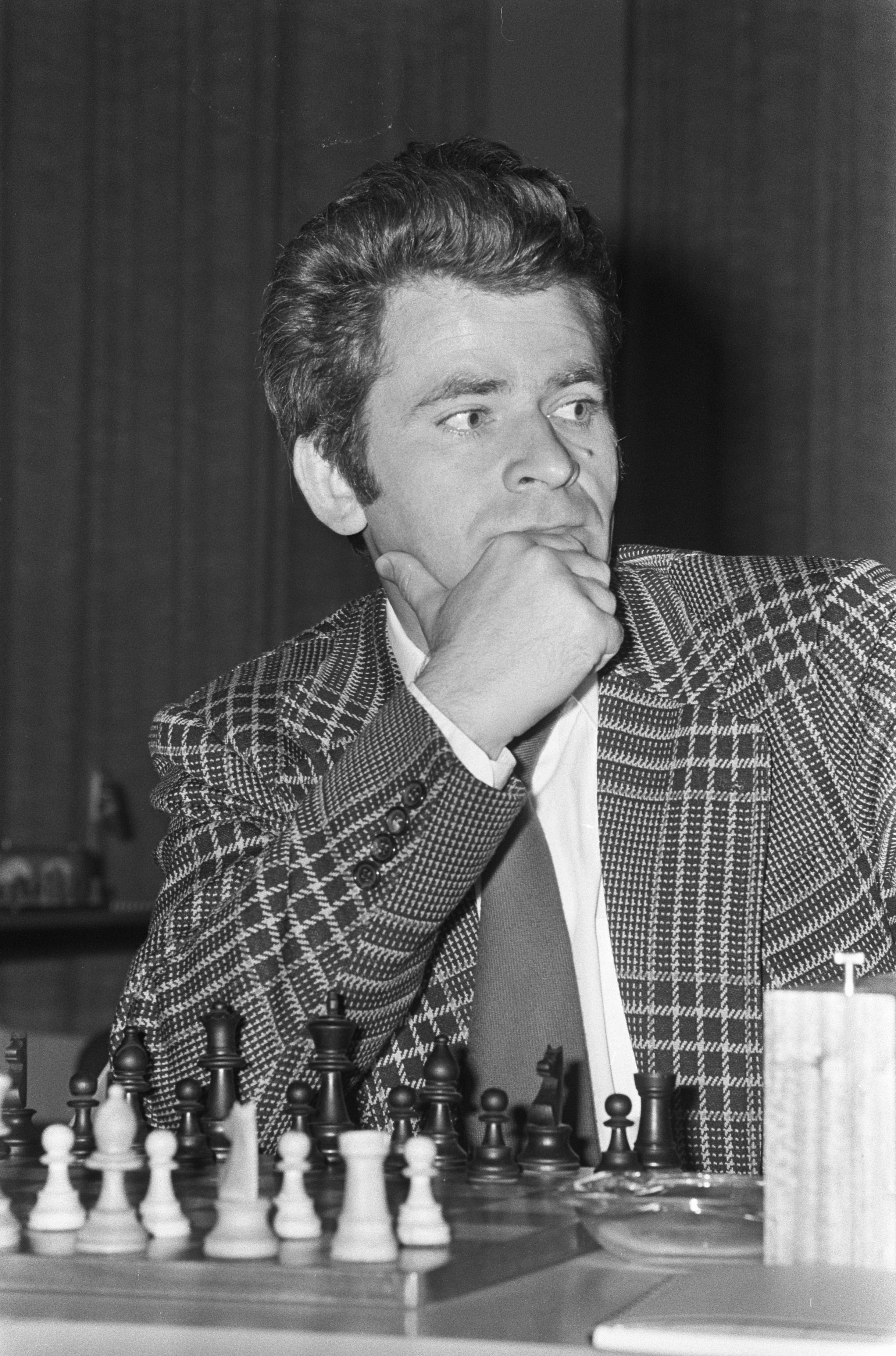
В 1973 году

В 1973 году Спасский во второй раз, после триумфа 1961-го, победил в 41-м чемпионате СССР, по всеобщему мнению одном из сильнейших по составу в истории СССР — в нём играли четыре экс-чемпиона мира, будущий чемпион Карпов и ещё несколько участников претендентских соревнований. Он выиграл три партии подряд с 11-го по 13-й туры (у Тайманова, Свешникова и Белявского), а перед последним туром опережал преследователей на очко и поэтому гарантировал себе первое место с 11½ очками из 17, сделав ничью. В 1974 году Спасский попал в матчи претендентов без отбора как экс-чемпион мира, потерявший титул в предыдущем цикле. Советский шахматист досрочно выиграл четвертьфинал у Роберта Бирна (три победы и три ничьих), но в полуфинале проиграл соотечественнику Карпову, хотя многие рассматривали как фаворита именно экс-чемпиона. Спасский выиграл первую партию, но в дальнейшем сказалась лучшая подготовка Карпова, особенно по дебютной части. Из следующих десяти партий он победил в четырёх и не проиграл ни одной. Позднее Карпов выиграл отборочный цикл и получил корону после отказа Фишера защищать титул. На олимпиаде в Ницце Спасский на третьей доске против соперников, в основном сильно уступавших ему в классе, набрал 11 очков из 15.
В 1975—1976 годах единственным турнирным успехом Спасского было второе место на турнире памяти Алехина в Москве, где он опередил Корчного, Петросяна, Таля и ряд других известных шахматистов, а первый приз завоевал Геллер. В 1975 году расстался с женой Ларисой и женился на Марине Щербачёвой — внучке эмигрировавшего белого генерала Д. Г. Щербачёва. В следующем году он переехал во Францию, сохранив советское гражданство и право выступать как представитель СССР. Лишь с осени 1984 года в официальном рейтинг-листе ФИДЕ он начал считаться представителем Франции.
На межзональном турнире в Маниле гроссмейстер сыграл очень слабо, разделив 10—13 места (10 очков из 19), но попал в соревнования претендентов как полуфиналист предыдущего цикла из-за отказа Фишера участвовать в борьбе за первенство мира. Его соперником в четвертьфинале стал Властимил Горт. Двенадцать партий не выявили победителя, после этого Спасскому предстояла операция аппендицита, требовавшая трёхнедельного перерыва. Горт по регламенту должен был быть объявлен победителем, но он отказался, и последовало четыре дополнительных партии, решающей из которых стала третья — в ней Горт просрочил время в выигрышной позиции. В полуфинальном матче против Лайоша Портиша Спасский дважды отыгрывался: он проиграл третью и восьмую партии, но выиграл пятую, девятую, тринадцатую и четырнадцатую. Ещё одна ничья подвела итог матчу: 8½:6½ в пользу экс-чемпиона.

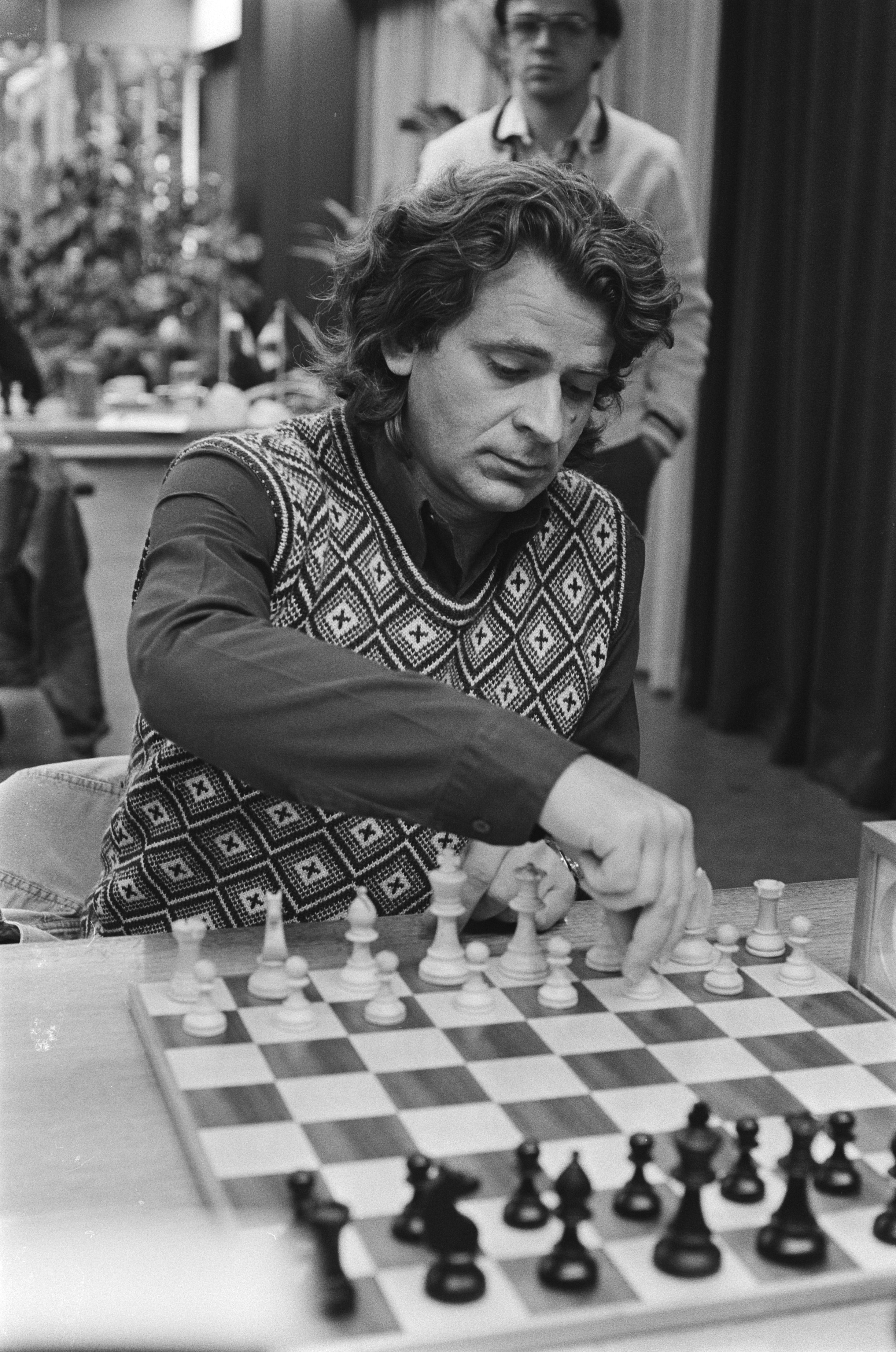
В 1978 году

В ноябре 1977 года в Белграде начался финальный матч претендентов Спасский — Корчной. Корчной в 1976 году скандальным образом не вернулся в СССР с очередного турнира на Западе, из-за чего матч приобрёл политический подтекст (при этом Спасский был одним из немногих советских гроссмейстеров, наряду с Ботвинником, Бронштейном и Гулько, не подписавших открытое письмо с осуждением Корчного). Первые десять партий матч развивался по катастрофическому сценарию, достигнув счёта 2½:7½ в пользу Корчного. Однако затем Спасский одержал четыре победы подряд с одиннадцатой по четырнадцатую партии, причём в тринадцатой партии его соперник в перспективной позиции допустил элементарный просчёт и отдал ферзя ни за что. После четвёртого поражения Корчной, подозревавший, что против него применяется гипноз или какая-то другая разработка советских спецслужб, потребовал переноса матча в другую страну, в противном случае угрожая отказом от продолжения игры. В итоге Корчной выиграл ещё две партии и завершил матч в свою пользу. В своей книге «Антишахматы» Корчной писал: «Мы начали матч приятелями, а закончили его врагами». Однако уже через несколько месяцев Спасский разделил с Карповым первое место в очень сильном турнире в Бугойно с 10 очками в 15 партиях. В том же году он выиграл турнир в Монтилье и возглавил сборную команду СССР на олимпиаде в Буэнос-Айресе. Советская команда единственный раз в своей истории не сумела занять первое место, хотя сам Спасский играл хорошо, а благодаря его победе над Портишем сборная СССР нанесла поражение будущим чемпионам из Венгрии.
В марте 1979 года Спасский разделил 1—4 места на турнире в Мюнхене, а затем отправился на «Турнир звёзд» в Монреале, где в два круга играли десять сильнейших гроссмейстеров. Этот турнир закончился крупной неудачей: после четырнадцати туров Спасский вообще делил последнее место, и только две победы на финише позволили закончить соревнование на 5—6 местах с 8½ очками. При этом он проиграл все четыре партии победителям Карпову и Талю. Год завершился дележом 5—8 мест в Тилбурге и 2—5 мест — что было на три очка меньше, чем у первого призёра Ларсена, — в Буэнос-Айресе.
В 1980 году Спасский играл в четвертьфинальном матче претендентов, где его соперником снова стал Портиш. Советский шахматист белыми проиграл первую партию и сравнял счёт в девятой, а остальные восемь обязательных и четыре дополнительных закончились вничью. Дальше прошёл Портиш по дополнительному показателю (количество побед чёрным цветом).
С начала 1980-х турнирные результаты Спасского пошли на спад. Он много играл в турнирах, но меньше боролся и часто делал короткие ничьи. Экс-чемпион стал часто выступать в коммерческих «открытых» турнирах (опенах), во многих занимая первые или призовые места. В 1982 году Спасский не сумел пройти отбор в матчи претендентов, заняв только третье место на межзональном турнире. Последним крупным турнирным успехом стала победа на турнире в Линаресе (февраль 1983 года), где Спасский опередил чемпиона мира Карпова. В турнире в Никшиче гроссмейстер поделил 3—4 места, но благодаря упорной защите и ошибкам соперника нанёс единственное поражение победителю Гарри Каспарову. На турнире претендентов в Монпелье (1985), куда экс-чемпион получил персональное приглашение, Спасский разделил 6—7 места, хотя выиграл личные встречи у двух из трёх победителей (Ваганяна и Соколова). В 1988—1989 годах Спасский принял участие в трёх этапах шахматного Кубка мира. Лучший результат он показал в Бельфоре (4—7 места, 8 из 15), в Рейкьявике он разделил лишь 15—16 места, в Барселоне — 8—12 места.

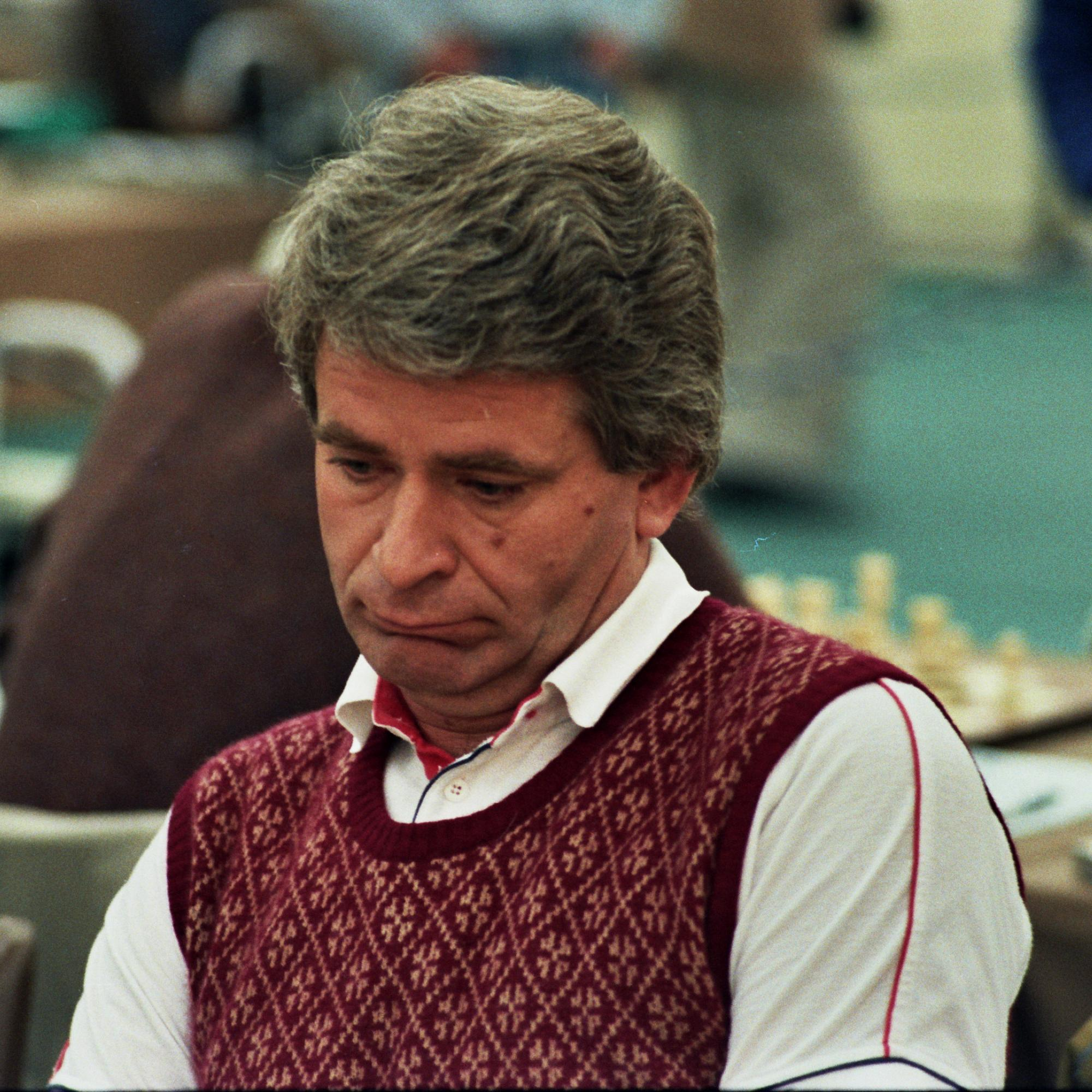
Спасский на Олимпиаде 1984

До 1983 года Спасский играл под советским флагом. В 1984 году он дебютировал на олимпиаде в Салониках на первой доске сборной Франции. Смену федерации и отказ выступать под советским флагом Спасский в интервью агентству Франс-Пресс мотивировал неприглашением его на советские турниры и в сборную СССР и отказом Спорткомитета СССР выплачивать положенную ему как гроссмейстеру и экс-чемпиону мира стипендию (на тот момент составляла 300 рублей). Спасский также играл за Францию на олимпиадах 1986 и 1988 годов и на первом командном чемпионате мира (1985, Люцерн). Прекращение выступлений за Францию Спасский в интервью 1989 года объяснял тем, что национальная федерация не хочет, чтобы за сборную выступали «легионеры». В 1991 году он принял участие в чемпионате Франции, где занял четвёртое место.
В 1992 году Спасский проиграл неофициальный матч-реванш Фишеру в Свети-Стефане (Черногория, в 1992 году — Югославия) на условиях, выдвинутых последним ещё 20 лет назад, — до 10 побед одного из соперников — и проиграл со счётом 12½:17½ (+5 −10 =15). Матч был организован югославским мультимиллионером Ездимиром Василевичем, который предоставил призовой фонд в размере пяти миллионов долларов (Фишер как победитель матча получил 3,3 миллиона). Матч вызвал скандал, поскольку по решению ООН на Югославию было наложено эмбарго, которому формально противоречило участие в коммерческом соревновании, а власти США предупредили Фишера о том, что нарушение эмбарго повлечёт за собой его уголовное преследование. После того как Фишер согласился принять участие в матче, в США суд выдал ордер на его арест, и американец остался в Югославии. В то же время власти Франции не предъявляли к Спасскому никаких претензий, хотя также поддерживали эмбарго.
В 1993 году в Будапеште Спасский уступил в матче из 10 партий Юдит Полгар (5½:4½). В дальнейшем гроссмейстер неоднократно участвовал в матч-турнирах «Леди против сеньоров», в которых сильнейшие шахматистки играли против гроссмейстеров преклонного возраста.

### После окончания игровой шахматной карьеры
В 2000-е годы гроссмейстер занимался популяризацией шахмат в России, много ездил по стране, открывал шахматные школы и клубы. В 2003 году Спасский открыл шахматную школу своего имени в Сатке (Челябинская область), в которой два раза в год проходят сборы юных шахматистов Уральского федерального округа. Экс-чемпион занимался и литературно-издательской деятельностью. С сентября 2004 года по 2006 год был главным редактором газеты «Шахматная неделя», издававшейся в России. Этой газете, признавался Спасский, он отдавал досуг, время и деньги. Прекращение выпуска газеты, рассчитанной прежде всего на детей, Спасский расценил как удар по российскому шахматному движению. Пишет автобиографию «Мой шахматный путь», имеет подготовленные к печати рукописи ещё двух книг.
В октябре 2006 года, в Сан-Франциско, где он находился с циклом лекций, Спасский перенёс средней тяжести инсульт (предположительно ТИА). Шахматист в течение нескольких дней находился в больнице, где быстро восстановился, избежав серьёзных осложнений. Позже, незадолго до своего 70-летия, в Париже Спасский перенёс операцию на сосудах головного мозга. В сентябре 2010 года гроссмейстер, находясь в Москве, перенёс второй, значительно более серьёзный инсульт. Первоначально Спасский был госпитализирован в ГКБ № 13, а позже переведён в отделение сосудистой реанимации НИИ нейрохирургии им. Бурденко. Уже к 28 сентября его состояние было стабильным и не вызывало опасений врачей. Через несколько недель сын Борис-младший доставил шахматиста в Париж, где началась реабилитация в больнице Биша́. После курса лечения Спасский был отправлен в санаторий, а затем вернулся домой, в парижский пригород Мёдон, где за ним следили врачи.
16 августа 2012 года гроссмейстер вернулся в Москву. Жена и сын Спасского утверждали, что он был похищен и вывезен в Россию неизвестными. Спасский-младший во Франции обратился в суд с заявлением о похищении и незаконном лишении свободы своего отца. 21 августа 2012 года вследствие гипертонической болезни Спасский был госпитализирован в московскую больницу РЖД. После выписки из больницы в интервью программе «Человек и закон», вышедшей в эфир 6 октября, Спасский утверждал, что в Россию прибыл добровольно, поскольку во Франции чувствовал себя в условиях домашней изоляции, и все его контакты с шахматным миром были прерваны.
В 2013 году здоровье Спасского пошло на поправку, он принимал участие в публичных мероприятиях в разных городах России, в том числе впервые после болезни руководил сессией своей школы в Сатке. Он также поменял шахматную федерацию с Франции, за которую выступал с 1984 года, на Россию.
Скончался 27 февраля 2025 года на 89-м году жизни. Некрологи памяти Спасского опубликовали The New York Times, The Washington Post и The Guardian. Президент ФИДЕ Аркадий Дворкович, комментируя смерть шахматиста, назвал его «не только одним из величайших игроков советской эпохи и всего мира, но и настоящим мужчиной». Похоронен в Москве на Троекуровском кладбище (участок 35).

## Манера игры

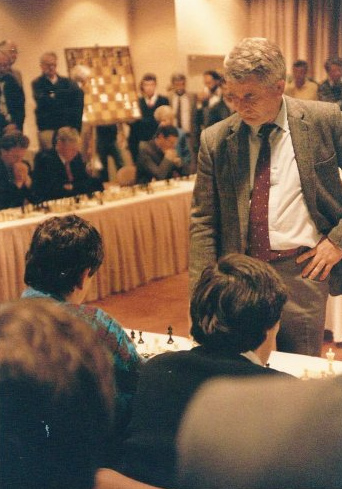

Спасский был универсальным шахматистом, одинаково сильно умевшим вести партию как в ясных, так и в сложных позициях, вести атаку и защищаться. Особенно хорошо он играл в сложных многофигурных позициях, получавшихся на выходе из дебюта, где требовались искусство маневрирования и тактическое зрение. В молодости Спасский был известен в первую очередь как мастер атаки и комбинаций. Эти навыки были поставлены ему первыми тренерами — Владимиром Заком и Александром Толушем. Позиционная игра и дебютный репертуар были его слабыми сторонами. Но под руководством Толуша и — позднее — Игоря Бондаревского он усовершенствовал свои слабые стороны и достиг универсализма. В интервью 2003 года Спасский говорил: «Если образно охарактеризовать роль всех моих тренеров, то я считаю, что Зак мне дал оружие, Толуш его заострил, а Бондаревский закалил».
Долгое время Спасский крайне малое, для игрока своего уровня, внимание уделял дебютной подготовке, рассчитывая на искусство разыгрывания типовых схем или на импровизацию за доской; в его арсенале были редки дебютные новинки. Это положение дел изменилось благодаря планомерной работе с Бондаревским — так, к победному матчу против Петросяна была глубоко разработана за оба цвета защита Тарраша. Среди любимых дебютов Спасского были испанская партия за оба цвета и сицилианская защита за белых. Играя белыми, был одним из немногих гроссмейстеров, кто регулярно применял считавшийся устаревшим королевский гамбит, в котором одержал не одну эффектную победу. Среди «пострадавших» от Спасского в королевском гамбите были такие шахматисты, как Роберт Фишер и Давид Бронштейн. Энциклопедия The Oxford Companion to Chess К. Уайлда и Д. Хупера называет именем Спасского два дебютных варианта: 4. Сg5 в защите Нимцовича (также известен как «ленинградский вариант») и 4. cd К:d5 5. e4 К:c3 6. bc Сg7 7. Сc4 0-0 8. Кe2 c5 в защите Грюнфельда.
Кроме того, Спасский был сильным психологом: он редко попадал в цейтнот и умел выстраивать игру «от противника», подбирая дебютные схемы и меняя стратегии в зависимости от конкретного соперника и от его настроения в данный момент. Роберт Фишер особо отмечал хладнокровие и железные нервы соперника во время партии: «Спасский сидит за доской с одинаковым выражением лица, когда он матует или когда ему ставят мат. Он может прозевать фигуру, и вы никогда не будете уверены, это зевок или фантастически глубокая жертва».
Шахматным кумиром Спасского был Пауль Керес. Эстонского гроссмейстера он считал замечательным, высокообразованным человеком и гениальным шахматистом.

## Увлечения и политические взгляды

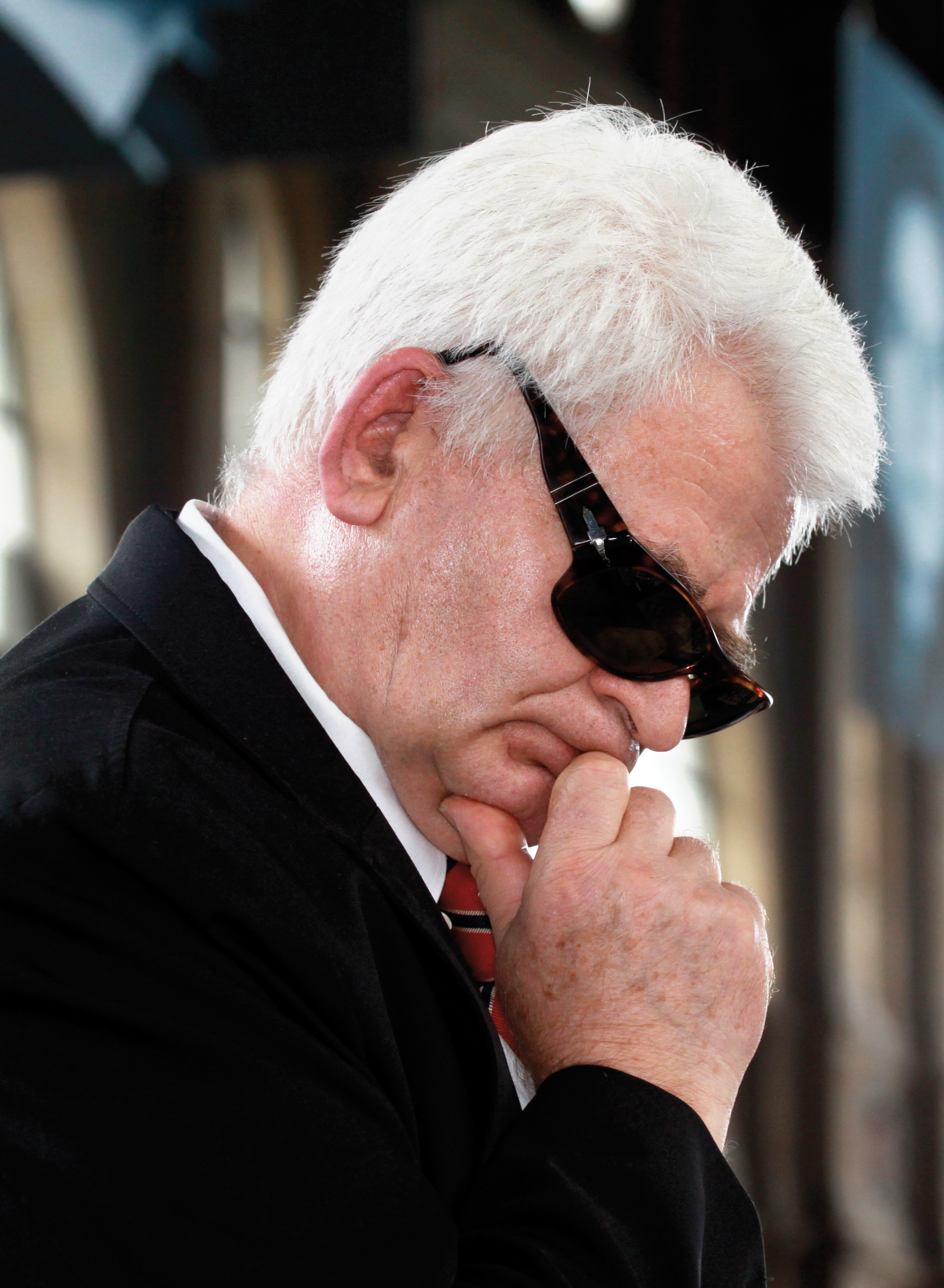
24 августа 2009

Имел второй разряд по лёгкой атлетике, в юности брал высоту в 175 см. В зрелые годы увлекался теннисом. Курить бросил только в 54-летнем возрасте. Всегда, насколько мог, старался избегать политики, в постсоветские годы называл себя «убеждённым монархистом». В КПСС никогда не состоял. Среди любимых писателей Спасского — Достоевский, среди любимых певцов — Пётр Лещенко.
Спасского ещё в советский период отличали свободомыслие и смелость в высказываниях, в том числе в партийных инстанциях и на политические темы. С благодарностью судьбе экс-чемпион мира вспоминал о своей встрече с одним из первых советских шахматных диссидентов Фёдором Богатырчуком в 1967 году в Оттаве. В 1968 году Спасский открыто поддержал «Пражскую весну», всегда сочувственно относился к шахматистам-диссидентам, не подписывал коллективных писем с осуждением коллег, выбравших путь эмиграции. Такое поведение вызывало раздражение в государственном и партийном руководстве. В секретной докладной записке председателя Спорткомитета СССР Сергея Павлова, направленной в 1971 году в ЦК КПСС, Спасский характеризовался как высокоодарённый в своей области человек, но вместе с тем указывалось, что «он подчас не критически относится к своему поведению, допускает незрелые высказывания, нарушает спортивный режим, не проявляет должного трудолюбия». 20 сентября 1971 года о «неправильном поведении» чемпиона мира в Канаде рапортовали в инстанции сотрудники генконсульства СССР в Монреале. После выступления Спасского перед любителями шахмат в городе Шахты 26 сентября 1971 года заместитель заведующего отделом организационно-партийной работы ЦК КПСС П. Анисимов направил руководству партии докладную записку, где сообщалось, что «Спасский извращённо освещал положение шахматистов в Советском Союзе и допустил выпады против советской действительности».
В канун своего 70-летия Спасский так охарактеризовал свои взгляды на жизнь: «Я всегда был независимым человеком. А после поражения от Фишера стало очевидно, что долго в своей стране я не продержусь. Тогда я поддерживал Виктора Корчного, выступал против Спорткомитета СССР. Когда в 1976 году я уезжал из Советского Союза, мои нервы находились в очень плохом состоянии. Оказавшись за рубежом, я уже сам решал, в каком турнире мне играть. То есть получил свободу».

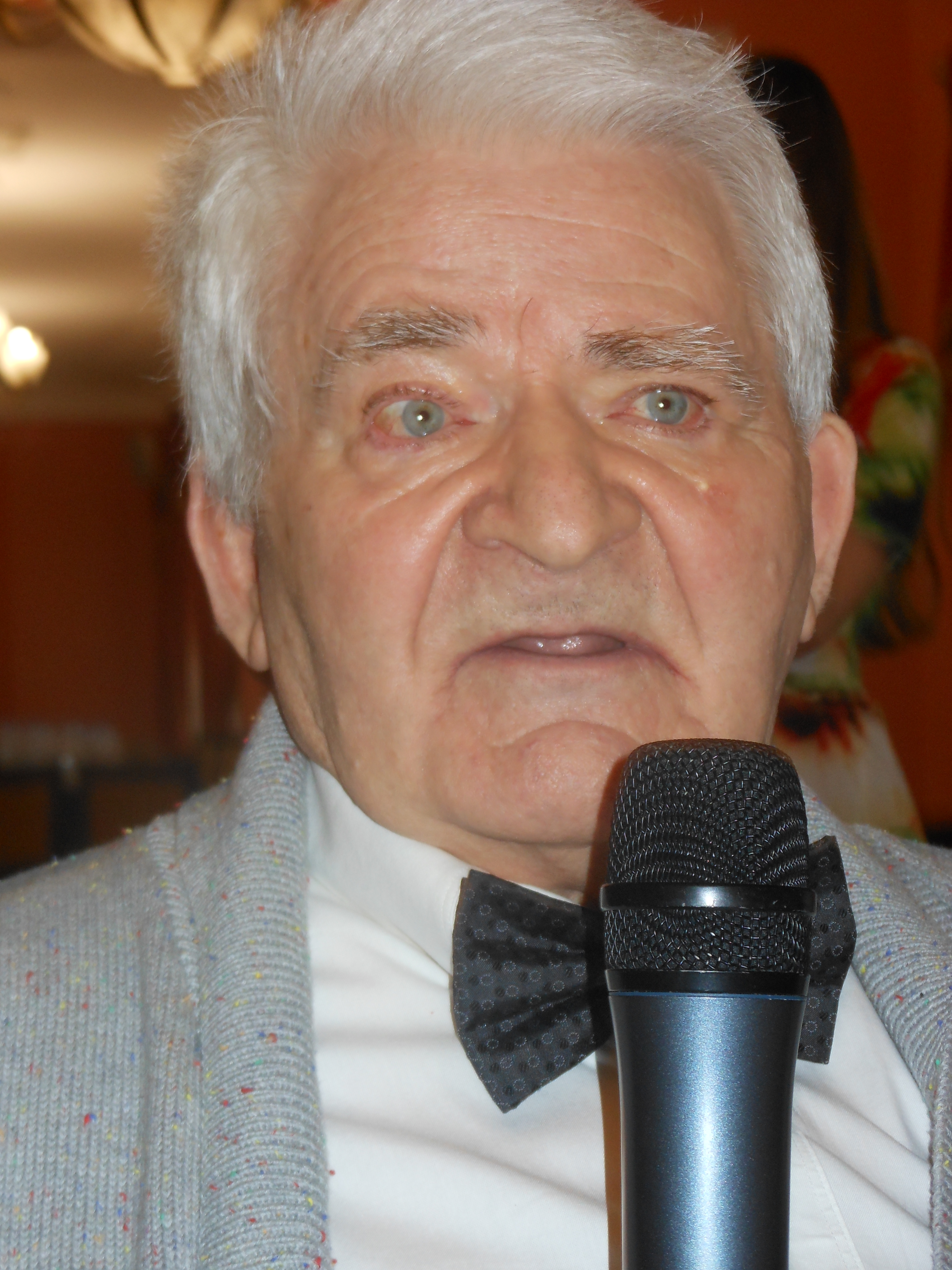
В 2016 году

В 2005 году Спасский подписал «Письмо 5000» — обращение к генеральному прокурору «в связи с усилившимся применением к русским патриотам ст. 282 УК РФ о „возбуждении национальной вражды“ по отношению к евреям» и с призывом проверить на соответствие законодательству об экстремизме книгу «Кицур Шулхан Арух». 7 апреля 2005 года Спасский в интервью изданию «Шахматная Москва» назвал появление своей подписи под письмом недоразумением. Журналист Лев Харитон и гроссмейстер Борис Гулько вспоминали об антисемитских высказываниях Спасского.
Спасский имел гражданство России и Франции.

## Семья и личная жизнь
- Дед будущего чемпиона мира по шахматам по отцовской линии — Спасский Владимир Александрович [20 мая (1 июня) 1869 — 1943?], православный священник Курской губернии (с 1916 — протоиерей), член Государственной думы (1912—1917)[142].
- Отец — Василий Владимирович Спасский (1906—1976)[143], военный[7].
- Мать — Екатерина Петровна Петрова (1905—1995), из семьи крестьян Гдовского уезда, внебрачная дочь[144] псковского и петербургского домовладельца[10], педагог[145].
- Старший брат — Георгий (род. 1934, Ленинград)[143]. Младшая сестра — Ираида Спасская (1944—2025), гроссмейстер по шашкам, серебряный призёр чемпионата мира по международным шашкам (1974), четырёхкратная чемпионка СССР по русским шашкам.

Спасский был трижды женат, от каждой супруги у него был ребёнок.
- Первая жена (1959—1961) — Надежда Константиновна Латынцева (род. 1937), от первого брака дочь Татьяна (род. 1960, Ленинград)[146].
- Вторая жена (с 1967) — Лариса Захаровна Соловьёва (род. 1942). От второго брака сын Василий Соловьёв-Спасский (1967—2024), музыкальный журналист[147], член Союза писателей РФ[146].
- Третья жена (с 1975) — Марина Юрьевна Щербачёва (род. 1945), француженка русского происхождения, внучка царского генерала Дмитрия Щербачёва, видного деятеля Белого движения. Спасский познакомился с ней в 1974 году, когда та работала во французском посольстве[117]. От третьего брака сын Борис Спасский-младший (Борис-Александр-Жорж, род. 1980, Кламар, Франция), выпускник юридического факультета Санкт-Петербургского госуниверситета[148]. В начале сентября 2012 года гроссмейстер подал во французский суд заявление на развод[119]. В июне 2016 года, по словам Спасского, московский суд принял решение о разводе; своей гражданской супругой 20 июля 2016 года экс-чемпион мира назвал Валентину Алексеевну Кузнецову (род. 1954)[149]. Ранее о Кузнецовой и Марии Охотниковой Спасский упоминал, что именно эти две женщины в 2012 году, когда речь шла о жизни, «перебросили его из Парижа в Москву». С 2012 года Спасский жил в небольшой квартире в Москве, в районе Рязанского проспекта[75].

## Спортивные результаты
Источники:
- Дамский Я. В. Король Борис Десятый. — М.: РИПОЛ Классик, 2004. — С. 396—401. — 404 с. — (Великие шахматисты мира). — ISBN 5-7905-3106-7.
- Крогиус Н. В., Голубев А. Н., Гутцайт Л. Э. Борис Спасский. — М.: Центральный коллектор научных библиотек, 2000. — Т. 2. — С. 311—320. — 316 с. — ISBN 5-93260-007-1.
- Spassky, Boris (англ.). OlimpBase. — Результаты на шахматных олимпиадах. Дата обращения: 2 января 2013. Архивировано 5 января 2013 года.

### Турниры
| Год       | Город              | Турнир                                                    | +  | − | =  | Результат | Место |
| --------- | ------------------ | --------------------------------------------------------- | -- | - | -- | --------- | ----- |
| 1948      | Минск              | Юношеское первенство ДСО «Трудовые резервы»               |    |   |    |           | 1     |
|           | Ленинград          | Чемпионат Ленинграда среди юношей                         | 10 | 2 | 3  | 11½ из 15 | 1—2   |
| 1949      | Москва             | Командный чемпионат СССР среди юношей (3-я доска)         | 4  | 1 | 1  | 4½ из 6   |       |
| 1950      | Москва             | Командный чемпионат СССР среди юношей (2-я доска)         | 5  | 0 | 4  | 7 из 9    |       |
| 1951      | Ленинград          | Всероссийский турнир памяти Чигорина (полуфинал)          |    |   |    | 4 из 5    |       |
|           | Ленинград          | Турнир молодых шахматистов                                | 4  | 0 | 9  | 8½ из 13  | 5     |
|           | Рига               | Четвертьфинал 20-го чемпионата СССР                       |    |   |    | 8½ из 15  | 7—8   |
|           | Ленинград          | Командный чемпионат СССР среди юношей (2-я доска)         | 8  | 0 | 1  | 8½ из 9   |       |
| 1952      | Ленинград          | Чемпионат Ленинграда                                      | 6  | 0 | 7  | 9½ из 13  | 2     |
|           | Ростов-на-Дону     | Командный чемпионат СССР среди юношей (1-я доска)         |    |   |    |           |       |
| 1953      | Бухарест           | Международный турнир                                      | 8  | 3 | 8  | 12 из 19  | 4—6   |
|           | Харьков            | Командный чемпионат СССР среди юношей (1-я доска)         |    |   |    |           |       |
| 1954      | Ленинград          | Всесоюзный турнир мастеров и кандидатов в мастера         | 10 | 0 | 5  | 12½ из 15 | 1     |
|           | Ленинград          | Командный чемпионат СССР среди юношей (1-я доска)         |    |   |    | 7½ из 9   |       |
|           | Москва             | Полуфинал 22-го чемпионата СССР                           | 6  | 2 | 12 | 12 из 20  | 4     |
| 1955      | Москва             | 22-й чемпионат СССР                                       | 7  | 3 | 9  | 11½ из 19 | 3—6   |
|           | Лион               | Командное первенство мира среди студентов (2-я доска)     | 7  | 0 | 1  | 7½ из 8   |       |
|           | Антверпен          | Полуфинал чемпионата мира среди юношей                    | 6  | 1 | 0  | 6 из 7    | 1     |
|           | Антверпен          | Чемпионат мира среди юношей                               | 7  | 0 | 2  | 8 из 9    | 1     |
|           | Гётеборг           | Межзональный турнир                                       | 7  | 5 | 8  | 11 из 20  | 7—9   |
| 1956      | Ленинград          | 23-й чемпионат СССР                                       | 7  | 1 | 9  | 11½ из 17 | 1—3   |
|           | Ленинград          | Матч-турнир за звание чемпиона СССР                       | 0  | 3 | 1  | ½ из 4    | 3     |
|           | Амстердам          | Турнир претендентов                                       | 3  | 2 | 13 | 9½ из 18  | 3—7   |
|           | Ленинград          | Полуфинал 24-го чемпионата СССР                           | 7  | 3 | 9  | 11½ из 19 | 1—5   |
| 1957      | Москва             | 24-й чемпионат СССР                                       | 7  | 2 | 12 | 13 из 21  | 4—5   |
|           | Рейкьявик          | Командное первенство мира среди студентов (2-я доска)     | 5  | 0 | 4  | 7 из 9    |       |
|           | Вена               | Командное первенство Европы (5-я доска)                   | 2  | 0 | 3  | 3½ из 5   |       |
|           | Ленинград          | Полуфинал 25-го чемпионата СССР                           | 7  | 1 | 11 | 12½ из 19 | 1—2   |
| 1958      | Рига               | 25-й чемпионат СССР                                       | 7  | 4 | 7  | 10½ из 18 | 5—6   |
|           | Варна              | Командное первенство мира среди студентов (2-я доска)     | 4  | 0 | 5  | 6½ из 9   |       |
|           | Ростов-на-Дону     | Полуфинал 26-го чемпионата СССР                           | 7  | 2 | 6  | 10 из 15  | 1—2   |
| 1959      | Тбилиси            | 26-й чемпионат СССР                                       | 8  | 2 | 9  | 12½ из 19 | 2—3   |
|           | Москва             | Международный турнир ЦШК                                  | 4  | 1 | 6  | 7 из 11   | 1—3   |
|           | Ленинград          | Чемпионат Ленинграда                                      | 11 | 0 | 6  | 14 из 17  | 1     |
|           | Москва             | 2-я Спартакиада народов СССР (1-я доска)                  | 4  | 0 | 4  | 6 из 8    |       |
|           | Таллин             | Полуфинал 27-го чемпионата СССР                           | 9  | 1 | 5  | 11½ из 15 | 1—2   |
|           | Рига               | Международный турнир                                      | 10 | 0 | 3  | 11½ из 13 | 1     |
| 1960      | Ленинград          | 27-й чемпионат СССР                                       | 5  | 4 | 10 | 10 из 19  | 9—10  |
|           | Мар-дель-Плата     | Международный турнир                                      | 12 | 0 | 3  | 13½ из 15 | 1—2   |
|           | Кисловодск         | Первенство ЦС ДСО «Труд»                                  | 8  | 0 | 7  | 11½ из 15 | 1     |
|           | Ленинград          | Командное первенство мира среди студентов (1-я доска)     | 9  | 1 | 2  | 10 из 12  |       |
|           | Ростов-на-Дону     | Полуфинал 27-го чемпионата СССР                           | 8  | 1 | 8  | 12 из 19  | 1     |
|           | Москва             | Командное первенство СССР (3-я доска)                     | 3  | 0 | 5  | 5½ из 8   |       |
| 1961      | Москва             | 28-й чемпионат СССР                                       | 7  | 4 | 8  | 11 из 19  | 5—6   |
|           | Ленинград          | Чемпионат Ленинграда (полуфинал 29-го чемпионата СССР)    | 8  | 0 | 10 | 13 из 18  | 1—2   |
|           | Баку               | 29-й чемпионат СССР                                       | 10 | 1 | 9  | 14½ из 20 | 1     |
| 1962      | Гавана             | Международный турнир                                      | 11 | 0 | 10 | 16 из 21  | 2—3   |
|           | Марианске-Лазне    | Командное первенство мира среди студентов (1-я доска)     | 6  | 0 | 3  | 7½ из 9   |       |
|           | Ленинград          | Командное первенство СССР (1-я доска)                     | 4  | 0 | 4  | 6 из 8    |       |
|           | Ереван             | 30-й чемпионат СССР                                       | 9  | 3 | 7  | 12½ из 19 | 5     |
| 1963      | Москва             | 3-я Спартакиада народов СССР (3-я доска)                  | 4  | 1 | 3  | 5½ из 8   |       |
|           | Харьков            | Полуфинал 31-го чемпионата СССР                           | 6  | 0 | 9  | 10½ из 15 | 2     |
|           | Ленинград          | 31-й чемпионат СССР                                       | 5  | 0 | 14 | 12 из 19  | 1—3   |
| 1964      | Москва             | Матч-турнир за звание чемпиона СССР                       | 1  | 1 | 2  | 2 из 4    | 2     |
|           | Москва             | Зональный матч-турнир                                     | 4  | 2 | 6  | 7 из 12   | 1     |
|           | Амстердам          | Межзональный турнир                                       | 13 | 2 | 8  | 17 из 23  | 1—4   |
|           | Сочи               | Международный турнир памяти Чигорина                      | 5  | 1 | 9  | 9½ из 15  | 4     |
|           | Белград            | Международный турнир                                      | 9  | 0 | 8  | 13 из 17  | 1     |
| 1965      | Сочи               | Международный турнир памяти Чигорина                      | 6  | 0 | 9  | 10½ из 15 | 1—2   |
| 1965/1966 | Гастингс           | Международный турнир                                      | 6  | 0 | 3  | 7½ из 9   | 1     |
| 1966      | Сочи               | Международный турнир памяти Чигорина                      | 6  | 2 | 7  | 9½ из 15  | 5—6   |
|           | Санта-Моника       | Международный турнир («Кубок Пятигорского»)               | 5  | 0 | 13 | 11½ из 18 | 1     |
|           | Москва             | Командное первенство СССР                                 | 0  | 1 | 9  | 4½ из 10  |       |
| 1967      | Бевервейк          | Международный турнир                                      | 7  | 0 | 8  | 11 из 15  | 1     |
|           | Москва             | Международный турнир ЦШК                                  | 4  | 2 | 11 | 9½ из 17  | 6—8   |
|           | Ленинград          | 4-я Спартакиада народов РСФСР (1-я доска)                 | 6  | 0 | 5  | 8½ из 11  |       |
|           | Москва             | 4-я Спартакиада народов СССР (1-я доска)                  | 3  | 0 | 5  | 5½ из 8   |       |
|           | Сочи               | Международный турнир памяти Чигорина                      | 5  | 0 | 10 | 10 из 15  | 1—5   |
|           | Виннипег           | Международный турнир                                      | 2  | 0 | 7  | 5½ из 9   | 3—4   |
| 1968      | Пальма-де-Мальорка | Международный турнир                                      | 10 | 1 | 6  | 13 из 17  | 2—3   |
| 1969      | Сан-Хуан           | Международный турнир                                      | 8  | 0 | 7  | 11½ из 15 | 1     |
|           | Пальма-де-Мальорка | Международный турнир                                      | 3  | 0 | 14 | 10 из 17  | 5     |
| 1970      | Белград            | Сборная СССР — Сборная мира (1-я доска против Б. Ларсена) | 1  | 1 | 1  | 1½ из 3   |       |
|           | Лейден             | Международный турнир                                      | 2  | 0 | 10 | 7 из 12   | 1     |
|           | Амстердам          | Международный турнир                                      | 8  | 0 | 7  | 11½ из 15 | 1—2   |
| 1971      | Гётеборг           | Международный турнир                                      | 5  | 0 | 6  | 8 из 11   | 3     |
|           | Ростов-на-Дону     | Командное первенство СССР (1-я доска)                     | 3  | 0 | 1  | 3½ из 4   |       |
|           | Ванкувер           | Открытое первенство Канады                                | 7  | 0 | 4  | 9 из 11   | 1     |
|           | Москва             | Мемориал Алехина                                          | 4  | 2 | 11 | 9½ из 17  | 6—7   |
| 1973      | Таллин             | Международный турнир                                      | 4  | 1 | 10 | 9 из 15   | 3—6   |
|           | Москва             | Матч-турнир сборных команд СССР (1-я доска)               | 0  | 1 | 3  | 1½ из 4   |       |
|           | Дортмунд           | Международный турнир                                      | 5  | 1 | 9  | 9½ из 15  | 1—3   |
|           | Бат                | Командное первенство Европы (1-я доска)                   | 3  | 0 | 4  | 5 из 7    |       |
|           | Амстердам          | Международный турнир                                      | 4  | 1 | 10 | 9 из 15   | 4     |
|           | Сочи               | Международный турнир памяти Чигорина                      | 5  | 0 | 10 | 10 из 15  | 2     |
|           | Москва             | 41-й чемпионат СССР                                       | 7  | 1 | 9  | 11½ из 17 | 1     |
| 1974      | Золинген           | Международный турнир                                      | 4  | 1 | 9  | 8½ из 14  | 3—4   |
|           | Москва             | Кубок СССР (1-я доска)                                    | 1  | 2 | 6  | 4 из 9    |       |
| 1975      | Таллин             | Международный турнир                                      | 5  | 1 | 9  | 9½ из 15  | 2—3   |
|           | Рига               | 6-я Спартакиада народов СССР (1-я доска)                  | 4  | 2 | 4  | 6 из 10   |       |
|           | Москва             | Мемориал Алехина                                          | 6  | 1 | 8  | 10 из 15  | 2     |
| 1976      | Манила             | Межзональный турнир                                       | 4  | 3 | 12 | 10 из 19  | 10—13 |
| 1978      | Бугойно            | Международный турнир                                      | 6  | 1 | 8  | 10 из 15  | 1—2   |
|           | Монтилья           | Международный турнир                                      | 5  | 1 | 3  | 6½ из 9   | 1     |
|           | Тилбург            | Международный турнир                                      | 2  | 2 | 7  | 5½ из 11  | 6—8   |
| 1979      | Мюнхен             | Международный турнир                                      | 5  | 1 | 7  | 8½ из 13  | 1—4   |
|           | Монреаль           | Международный турнир                                      | 4  | 5 | 9  | 8½ из 18  | 5—6   |
|           | Москва             | 7-я Спартакиада народов СССР (1-я доска)                  | 1  | 0 | 7  | 4½ из 8   |       |
|           | Тилбург            | Международный турнир                                      | 1  | 1 | 9  | 5½ из 11  | 5—8   |
|           | Буэнос-Айрес       | Международный турнир                                      | 4  | 1 | 8  | 8 из 13   | 2—5   |
| 1980      | Бад-Киссинген      | Международный турнир                                      | 0  | 0 | 6  | 3 из 6    | 2—3   |
|           | Тилбург            | Международный турнир                                      | 3  | 2 | 6  | 6 из 11   | 4—5   |
|           | Баден              | Международный турнир                                      | 6  | 0 | 9  | 10½ из 15 | 1—2   |
| 1981      | Линарес            | Международный турнир                                      | 2  | 1 | 8  | 6 из 11   | 5—6   |
|           | Москва             | Матч-турнир сборных команд СССР (2-я доска)               | 0  | 0 | 6  | 3 из 6    |       |
|           | Москва             | Командное первенство СССР (1-я доска)                     | 2  | 0 | 6  | 5 из 8    |       |
|           | Тилбург            | Международный турнир                                      | 1  | 1 | 9  | 5½ из 11  | 6—8   |
| 1982      | Лугано             | Международный турнир (опен)                               | 5  | 1 | 3  | 6½ из 9   | 3—11  |
|           | Лондон             | Международный турнир                                      | 3  | 3 | 7  | 6½ из 13  | 8—9   |
|           | Бугойно            | Международный турнир                                      | 2  | 0 | 11 | 7½ из 13  | 4—5   |
|           | Турин              | Международный турнир                                      | 2  | 2 | 8  | 6 из 12   | 5     |
|           | Толука             | Межзональный турнир                                       | 4  | 1 | 8  | 8 из 13   | 3     |
|           | Гамбург            | Международный турнир                                      | 6  | 1 | 1  | 6½ из 8   | 2     |
| 1983      | Линарес            | Международный турнир                                      | 3  | 0 | 7  | 6½ из 10  | 1     |
|           | Гьевик             | Международный турнир                                      | 1  | 1 | 7  | 4½ из 9   | 6—7   |
|           | Никшич             | Международный турнир                                      | 3  | 1 | 10 | 8 из 14   | 3—4   |
|           | Тилбург            | Международный турнир                                      | 1  | 1 | 9  | 5½ из 11  | 6—8   |
| 1983/1984 | Реджо-нель-Эмилия  | Международный турнир                                      | 2  | 1 | 8  | 6 из 11   | 5—7   |
| 1984      | Лугано             | Международный турнир (опен)                               |    |   |    | 6½ из 9   | 6—11  |
|           | Бугойно            | Международный турнир                                      | 2  | 1 | 10 | 7 из 13   | 4     |
|           | Лондон             | Международный турнир (опен)                               | 5  | 0 | 4  | 7 из 9    | 1—5   |
|           | Цюрих              | Международный турнир (опен)                               | 3  | 1 | 5  | 5½ из 9   | 2—7   |
| 1985      | Рейкьявик          | Международный турнир                                      | 3  | 0 | 8  | 7 из 11   | 2—3   |
|           | Линарес            | Международный турнир                                      | 1  | 0 | 10 | 6 из 11   | 5     |
|           | Голливуд           | Международный турнир (опен)                               |    |   |    | 10 из 12  | 1     |
|           | Монпелье           | Турнир претендентов                                       | 4  | 3 | 8  | 8 из 15   | 6—7   |
|           | Люцерн             | Командный чемпионат мира (1-я доска)                      | 3  | 1 | 5  | 5½ из 9   |       |
|           | Брюссель           | Международный турнир                                      | 8  | 0 | 5  | 10½ из 13 | 2     |
| 1986      | Вена               | Международный турнир (опен)                               | 3  | 0 | 6  | 6 из 9    | 3—9   |
|           | Лондон             | Международный турнир                                      | 1  | 0 | 12 | 7 из 13   | 6—8   |
|           | Сараево            | Международный турнир                                      | 1  | 0 | 11 | 6½ из 12  | 5     |
|           | Бугойно            | Международный турнир                                      | 1  | 1 | 12 | 7 из 14   | 4—6   |
|           | Сомерсет           | Международный турнир (опен)                               |    |   |    | 9½ из 12  | 4—6   |
|           | Золинген           | Международный турнир                                      | 3  | 1 | 7  | 6½ из 11  | 5—6   |
| 1986/1987 | Реджо-нель-Эмилия  | Международный турнир                                      | 1  | 0 | 10 | 6 из 11   | 2—5   |
| 1987      | Канны              | Международный турнир                                      | 1  | 0 | 8  | 5 из 9    | 3—4   |
|           | Нью-Йорк           | Международный турнир (опен)                               | 6  | 0 | 3  | 7½ из 9   | 3—8   |
| 1988      | Веллингтон         | Международный турнир                                      | 5  | 0 | 5  | 7½ из 10  | 1—3   |
|           | Бельфор            | Международный турнир («Кубок мира»)                       | 2  | 1 | 12 | 8 из 15   | 4—7   |
|           | Роттердам          | Европейский клубный чемпионат (финал)                     | 1  | 0 | 5  | 3½ из 6   |       |
|           | Рейкьявик          | Международный турнир («Кубок мира»)                       | 1  | 4 | 12 | 8 из 15   | 15—16 |
|           | Гленротес          | Международный турнир                                      | 17 | 3 | 2  | 18 из 22  | 2     |
| 1989      | Барселона          | Международный турнир («Кубок мира»)                       | 1  | 2 | 13 | 7½ из 16  | 8—12  |
|           | Клермон-Ферран     | Международный турнир                                      | 0  | 3 | 8  | 4 из 11   | 10—11 |
| 1990      | Линарес            | Международный турнир                                      | 1  | 4 | 6  | 4 из 11   | 9—11  |
|           | Саламанка          | Международный турнир                                      | 4  | 0 | 7  | 7½ из 11  | 2     |
| 1991      | Монпелье           | Чемпионат Франции                                         | 5  | 1 | 9  | 9½ из 15  | 4—5   |
| 1998      | Хоодельвен         | Международный турнир                                      | 0  | 1 | 5  | 2½ из 6   |       |
|           | Мальмё             | Международный турнир                                      | 0  | 1 | 8  | 4 из 9    | 7—8   |
| 1999      | Москва             | Мемориал Петросяна                                        | 0  | 0 | 9  | 4½ из 9   |       |
| 2000      | Париж              | Международный турнир                                      | 0  | 1 | 3  | 1½ из 4   |       |

### Матчи
| Год       | Город        | Соперник                                             | + | −  | =  | Результат |
| --------- | ------------ | ---------------------------------------------------- | - | -- | -- | --------- |
| 1965      | Рига         | Пауль Керес (четвертьфинальный матч претендентов)    | 4 | 2  | 4  | 6:4       |
|           | Рига         | Ефим Геллер (полуфинальный матч претендентов)        | 3 | 0  | 5  | 5½:2½     |
|           | Тбилиси      | Михаил Таль (финальный матч претендентов)            | 4 | 1  | 6  | 7:4       |
| 1966      | Москва       | Тигран Петросян (матч за звание чемпиона мира)       | 3 | 4  | 17 | 11½:12½   |
| 1968      | Сухуми       | Ефим Геллер (четвертьфинальный матч претендентов)    | 3 | 0  | 5  | 5½:2½     |
|           | Мальмё       | Бент Ларсен (полуфинальный матч претендентов)        | 4 | 1  | 3  | 5½:2½     |
|           | Киев         | Виктор Корчной (финальный матч претендентов)         | 4 | 1  | 5  | 6½:3½     |
| 1969      | Москва       | Тигран Петросян (матч за звание чемпиона мира)       | 6 | 4  | 13 | 12½:10½   |
| 1972      | Рейкьявик    | Роберт Фишер (матч за звание чемпиона мира)          | 3 | 7  | 11 | 8½:12½    |
| 1974      | Сан-Хуан     | Роберт Бирн (четвертьфинальный матч претендентов)    | 3 | 0  | 3  | 4½:1½     |
|           | Ленинград    | Анатолий Карпов (полуфинальный матч претендентов)    | 1 | 4  | 6  | 4:7       |
| 1977      | Рейкьявик    | Властимил Горт (четвертьфинальный матч претендентов) | 2 | 1  | 13 | 9½:8½     |
|           | Женева       | Лайош Портиш (полуфинальный матч претендентов)       | 4 | 2  | 9  | 8½:6½     |
| 1977/1978 | Белград      | Виктор Корчной (финальный матч претендентов)         | 4 | 7  | 7  | 7½:10½    |
| 1980      | Мехико       | Лайош Портиш (четвертьфинальный матч претендентов)   | 1 | 1  | 12 | 7:7       |
| 1992      | Свети-Стефан | Роберт Фишер («Матч-реванш XX века»)                 | 5 | 10 | 15 | 12½:17½   |

### Шахматные олимпиады
| Год  | Город        | Номер олимпиады | Сборная           | +  | − | =  | Результат | Место командное | Место личное |
| ---- | ------------ | --------------- | ----------------- | -- | - | -- | --------- | --------------- | ------------ |
| 1962 | Варна        | XV              | СССР 3-я доска    | 8  | 0 | 6  | 11 из 14  | 1               | 1            |
| 1964 | Тель-Авив    | XVI             | СССР 2-й запасной | 8  | 0 | 5  | 10½ из 13 | 1               | 3            |
| 1966 | Гавана       | XVII            | СССР 2-я доска    | 5  | 0 | 10 | 10 из 15  | 1               | 6            |
| 1968 | Лугано       | XVIII           | СССР 2-я доска    | 6  | 0 | 8  | 10 из 14  | 1               | 3            |
| 1970 | Зиген        | XIX             | СССР 1-я доска    | 7  | 0 | 5  | 9½ из 12  | 1               | 1            |
| 1974 | Ницца        | XXI             | СССР 3-я доска    | 7  | 0 | 8  | 11 из 15  | 1               | 2            |
| 1978 | Буэнос-Айрес | XXIII           | СССР 1-я доска    | 4  | 1 | 6  | 7 из 11   | 2               | 11           |
| 1984 | Салоники     | XXVI            | Франция 1-я доска | 2  | 0 | 12 | 8 из 14   | 7               | 30           |
| 1986 | Дубай        | XXVII           | Франция 1-я доска | 4  | 0 | 10 | 9 из 14   | 10              | 16           |
| 1988 | Салоники     | XXVIII          | Франция 1-я доска | 3  | 1 | 9  | 7½ из 13  | 31              | 31           |
|      |              |                 |                   | 54 | 2 | 79 | 69.3 %    |                 |              |

## Изменения рейтинга
| График не отображается по техническим причинам. Чтобы исправить это, воспроизведите график в новом формате, если это возможно. |

## Награды
- Орден «Знак Почёта» (24 июля 1968 года) — за успехи, достигнутые в развитии советского физкультурного движения[151]
- Медаль «За трудовую доблесть» (27 апреля 1957 года) — за успехи, достигнутые в деле развития массового физкультурного движения в стране, повышения мастерства советских спортсменов, и успешное выступление на международных соревнованиях
- Почётная грамота Президента Российской Федерации (15 февраля 2017 года) — за большую и плодотворную работу по популяризации шахмат в стране, создание детских шахматных школ и клубов[152]
- Заслуженный мастер спорта СССР (1965)
- Знак «Почётному железнодорожнику» (1966)[64]